# Bombers de Barcelona
Bombers de Barcelona és el cos de bombers de la ciutat de Barcelona, capital de Catalunya. El seu nom oficial és Servei de Protecció Civil, Prevenció, Extinció d'Incendis i Salvament (SPCPEIS). És un servei de l'Ajuntament de Barcelona, integrat a l'Àrea de Seguretat, Prevenció i Convivència.
Creat el 1833, les seves competències dins del municipi de Barcelona són: la Protecció Civil, la Prevenció d'Incendis i la Intervenció (salvaments, incendis, assistències tècniques i accions preventives). Són també els bombers del Port de Barcelona, per un conveni signat entre l'Ajuntament de Barcelona i el Port de Barcelona. També actua fora del terme municipal a petició de Bombers de la Generalitat de Catalunya o altres organismes nacionals i internacionals. Efectua una mitjana de 20.000 serveis anuals: 30% salvaments, 20% incendis, 20% assistències tècniques, 15% prevenció operativa, 15% no s'hi actua. Amb 6 parcs de bombers distribuïts per la ciutat, a més d'un parc d'estiu a la serra de Collserola, i una plantilla operativa de 694 membres (2021), tots ells bombers i bomberes professionals.

## Història

### Antecedents
Abans de la creació del Cos de Bombers de Barcelona, els bombers eren voluntaris: paletes, fusters, serrallers i manyans, que eren cridats pel toc de foc, un repic insistent de campanes. El primer incendi que es té constància de la participació d'operaris de la construcció va ser el Divendres Sant 4 d'abril de 1608 a l'edifici de la Duana, que ocupava una part de l'Hala dels Draps, que després seria el Palau Reial, a la plaça Palau. El toc de foc es va realitzar des de les campanes de Santa Maria del Mar (veure apartat Serveis destacats).
Després de la derrota de Barcelona el 1714 davant les tropes de Felip V, el Capità General, el marquès de Castel Rodrigo, assumia totes les atribucions militars, polítiques i governatives. El 19 de març de 1716 va dictar una ordre que es pregonés a tota la ciutat que es renovaven les ordres ja establertes a la ciutat, de que en cas d'incendi que no pogués sufocar l'afectat, els veïns anessin a la parròquia a demanar el toc de foc de les campanes, cridant als fusters i paletes del barri a acudir obligatòriament a extingir l'incendi. I si aquest era prou important, hi havien d'acudir també els Administradors de la ciutat (els Administradors van passar a anomenar-se Regidors dos anys més tard, amb el Decret de Nova Planta) així com el tinent del rei, que havia de fer venir tropes per a evitar desordres. Els Administradors de la ciutat van acordar pregonar l'ordre que els veïns estaven obligats a facilitar aigua dels seus pous per a l'extinció, els fusters i paletes que no acudissin serien multats, i els prohoms d'aquests gremis, així com els pregoners, havien d'acudir a la casa de la ciutat a rebre instruccions dels Administradors.
El 1734 l'Ajuntament va acordar comprar material contra incendis, com xeringues de bronze, galledes, escales, i altres estris, que havien d'utilitzar els paletes i fusters. El 1753 va fer construir una ‘màquina' (bomba hidràulica) i va contractar el seu manteniment a un manyà. El 1779 l'Ajuntament va comprar una bomba hidràulica, un carro, un cavall i altres estris per apagar incendis. El 1819 es va aprovar la plaça de carreter i se li va donar un allotjament en una dependència del mateix Ajuntament, es creava l'embrió d'un cos de bombers estable.

### Creació de la companyia de bombers
El 22 de desembre de 1826 es va aprovar un reglament que assumia la responsabilitat  de pagar sous i equipar la companyia de bombers, formada per 25 homes i dirigida pel mestre d'obres municipal; se'ls pagava una minsa mensualitat i els jornals complets per cada intervenció en un incendi, a més d'una gratificació especial als quatre primers homes que arribaven a la plaça Sant Jaume després de tocar-se el repic de campanes. El 1830, es va augmentar el número de bombers a 40.
El 29 de març de 1833 es va aprovar el reglament on es definia que la companyia de bombers la formaven 30 paletes o manobres, 8 fusters i 2 manyans, que quedaven a les ordres d'un comandament i quatre caporals. Es va dotar la companyia amb un pressupost de 1000 lliures catalanes l'any, a més de les mensualitats i els jornals per cada incendi. Es va nomenar a Josep Mas i Vila, arquitecte de l'Ajuntament, comandant i primer cap de la companyia de bombers de Barcelona.
L'any 1833 es considera el moment fundacional del Cos de Bombers de Barcelona perquè va ser quan es va publicar el primer reglament amb organigrama. Tanmateix en algun document es considera l'any de fundació el 1865, any en què la companyia es va remunicipalitzar després de l'etapa de la Mútua, i va seguir sense discontinuïtat fins a l'actualitat.
Les revoltes de 1835, amb la crema de convents el 24 de juliol, on l'actuació dels bombers fou molt pobre, perquè els mateixos incendiaris no els permeteren actuar, i la crema de la fàbrica de vapor Bonaplata, el 5 d'agost, van propiciar que es creés una companyia de sapadors dependent de la Milícia i sotmesa a disciplina militar, amb la seva pròpia caserna a l'antic convent dels Agustins Descalços, un dels edificis religiosos atacats feia poc, que va substituir la companyia creada per Mas i Vila. Aquestes revoltes també van ser decisives per crear la Societat d'Assegurances Mútues (la Mútua), que va adquirir material contra incendis: 12 galledes de cuir i 144 de lona, diversos tipus d'escales, una mànega de seguretat o sac de salvament de persones i efectes preciosos, una barca de lona, un aparell Paulin per preservar qui l'utilitzés d'intoxicació pel fum, i tres bombes hidràuliques de París que es van rebre l'abril de 1839. L'Ajuntament va cedir la casa dels Comuns Dipòsits de la plaça Sant Jaume per a guardar el material de la Mútua i la Milícia aportava els bombers.

### Mútua
Després del bombardeig de Barcelona pel General Espartero, l'any 1842, i la revolta popular de l'any següent, coneguda com la Jamància, va suposar que el govern d'Espanya suprimís la Milícia, i Barcelona es quedà, una altra vegada, sense una organització contra incendis. El març de 1844, després d'un important incendi al carrer de la Riera de Sant Joan, l'Ajuntament torna a encarregar a Josep Mas i Vila la reorganització de la companyia, amb una trentena d'homes. El 1845 s'aprovà un nou reglament que repartia a parts iguals entre l'Ajuntament i la Mútua la gestió de la companyia, que estava formada per 110 homes repartits en 11 brigades. La direcció de la companyia es confiava a dos caps: l'arquitecte municipal Josep Mas i Vila, i l'arquitecte de la Mútua Josep Nolla, que va ser substituït aquell mateix any per Ramon Malet, i a la seva mort, el 1847, per l'arquitecte Antoni Rovira i Trias. Però l'Ajuntament no va nomenar els 55 homes que li pertocaven, i sorgiren problemes en el pagament dels bombers quan l'incendi afectava a un edifici no assegurat. El 1848 es va revisar el reglament, passant el nombre total de bombers a 120, que es dividien en dues companyies, les quals comptaven cada una amb 6 brigades. Les 12 brigades es repartiren a raó de tres per cada districte de la ciutat. En cas d'incendi, el director nomenat per l'Ajuntament -ara el mestre d'obres Pere Codina- prenia la direcció si l'edifici no estava assegurat i a l'inrevés en cas contrari. Antoni Rovira va dimitir del càrrec per considerar insuficients les millores aconseguides i el succeí Josep Fonseré, tanmateix Rovira, pocs mesos després, va tornar a la direcció de la companyia de bombers.

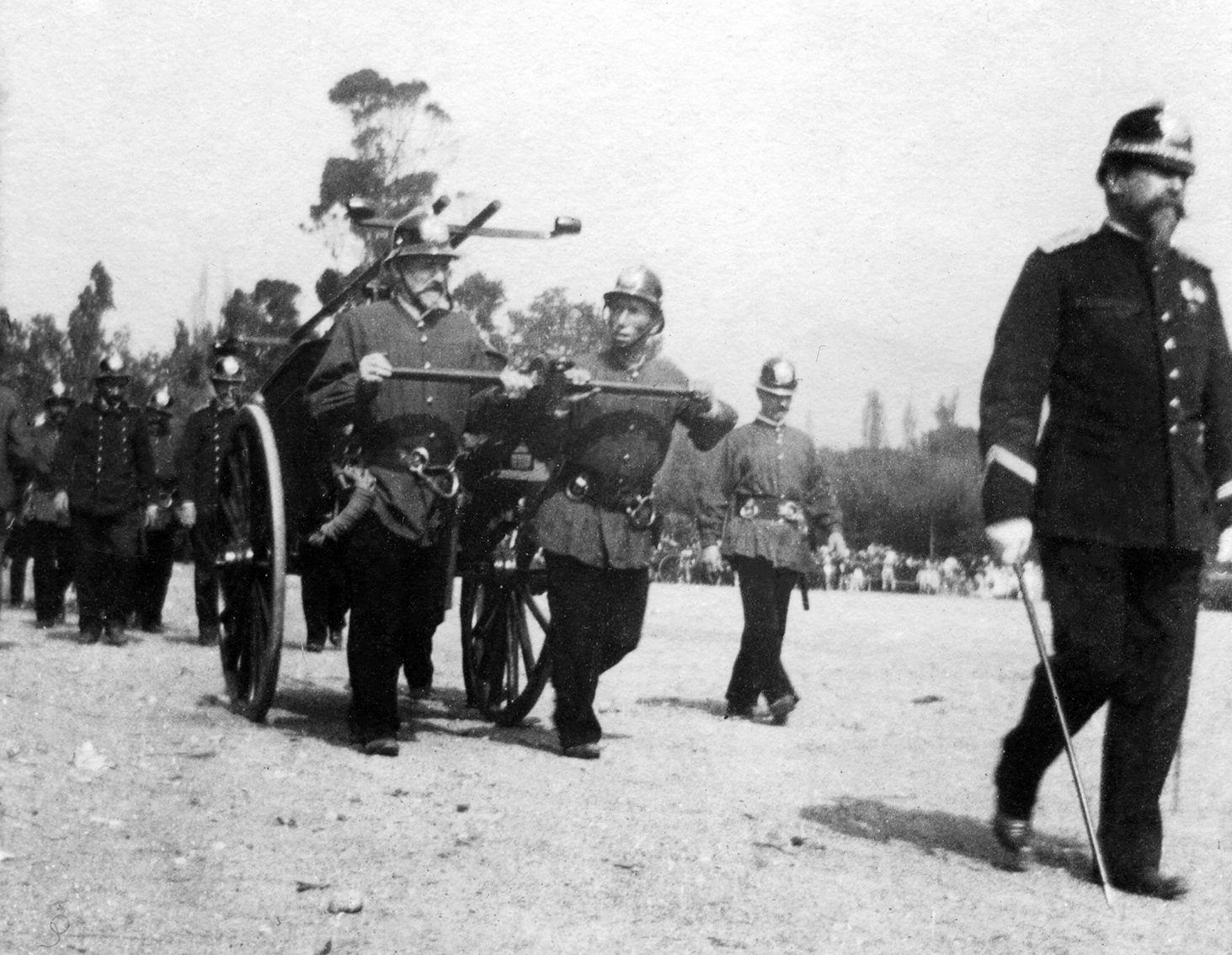
Els bombers arrosseguen una bomba manual a una revista a la Ciutadella-Finals del.

El 18 de gener de 1851 va haver un devastador incendi de dues fàbriques de vapor al carrer Riereta. El cap de bombers Antoni Rovira i Trias va fer un informe criticant la desorganització i multiplicitat de comandaments (el Governador Civil, l'Alcalde Constitucional, alguns Regidors i diversos caps militars). Això va motivar un nou reglament aquell mateix any on es precisava taxativament que a l'arribada de la companyia de bombers, la direcció dels treballs seria única i exclusivament a càrrec del cap de major graduació de la companyia. Aquest mateix reglament va deixar la companyia en mans de la Mútua, sota la direcció de Rovira i Trias, que la va modernitzar i professionalitzar. L'abril de 1852 va establir al barri de la Barceloneta un punt de guàrdia de bombers, amb una bomba i altres eines, el primer que la companyia tenia fora de la ciutat estricta de Barcelona. L'any 1856 va publicar un 'Tratado de la estinción de incendios', on tractava la gestió del cos de bombers, que podia ser municipal, militar o privada -ell es decantava cap a la municipal-, també la política de prevenció, que fins aleshores es limitava al ban municipal que obligava a netejar les xemeneies i mesures especials per a les fàbriques de vapor –ell hi afegia els teatres i sales públiques-, així com una proposta de reglament, lliçons per a instruir els bombers i presentava un aparell de salvament ideat per ell. No obtenint el ressò que esperava, va dimitir el gener de 1858. Aquesta dimissió i la proliferació d'altres companyies d'assegurances va provocar que la Mútua decidís abandonar la gestió del servei d'extinció.

### Municipalització

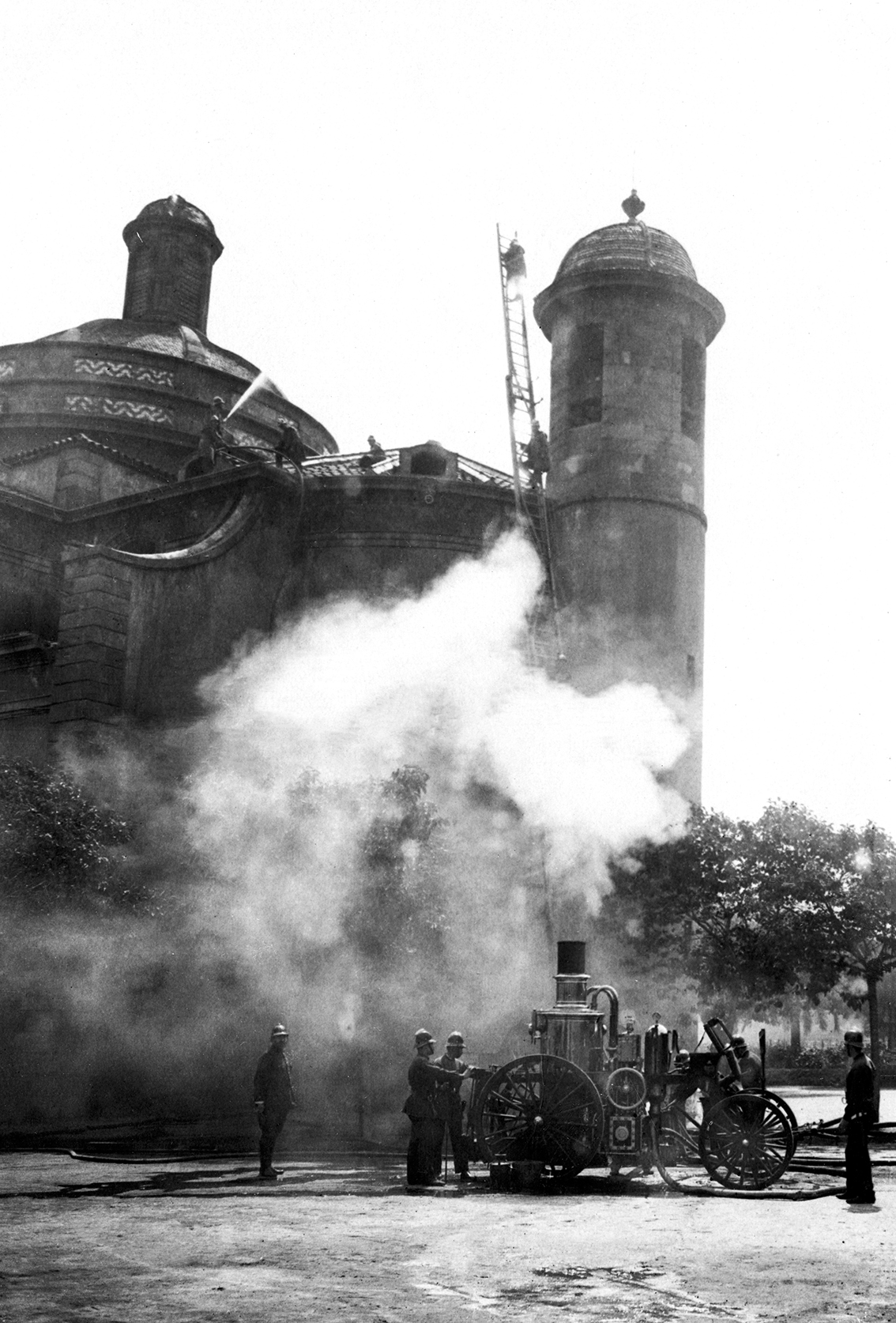
Pràctiques d'extinció a la capella de la Ciutadella-Finals del segle XIX

El 1865 la companyia de bombers es municipalitzà. L'Ajuntament va pagar a la Mútua 57.000 rals pel traspàs del material contra incendis i els bombers. Es va publicar el reglament que definia una direcció bipartida i un mínim de 120 homes i un màxim de 200, el municipi es feia càrrec del vestuari dels bombers –compost d'uniforme de gala i de treball- i s'introduïa la figura de l'avisador que tenia l'obligació d'advertir els bombers amb un toc de xiulet, substituint el tradicional toc de foc de les campanes.
El 2 de gener de 1866 l'Ajuntament va decidir fer-se càrrec de totes les despeses de l'extinció, ja que de forma sistemàtica els particulars afectats pels incendis no pagaven el cost de l'extinció. Tanmateix, l'actuació del cos de bombers era sovint criticada, sorgiren repetits problemes d'insubordinació i constants friccions entre els múltiples directors. L'Ajuntament demanà a Antoni Rovira i Trias la redacció d'un nou reglament, que s'aprovà el 1868, i el nomenaren cap del Cos de Bombers. El Cos es componia d'un cap, dos subalterns (arquitectes o mestres d'obres), un brigada, quatre capatassos de 1a, 28 capatassos de 2a, 85 bombers, un guarda de magatzem i avisador, un professor de gimnàstica, dos físics i un enginyer industrial.

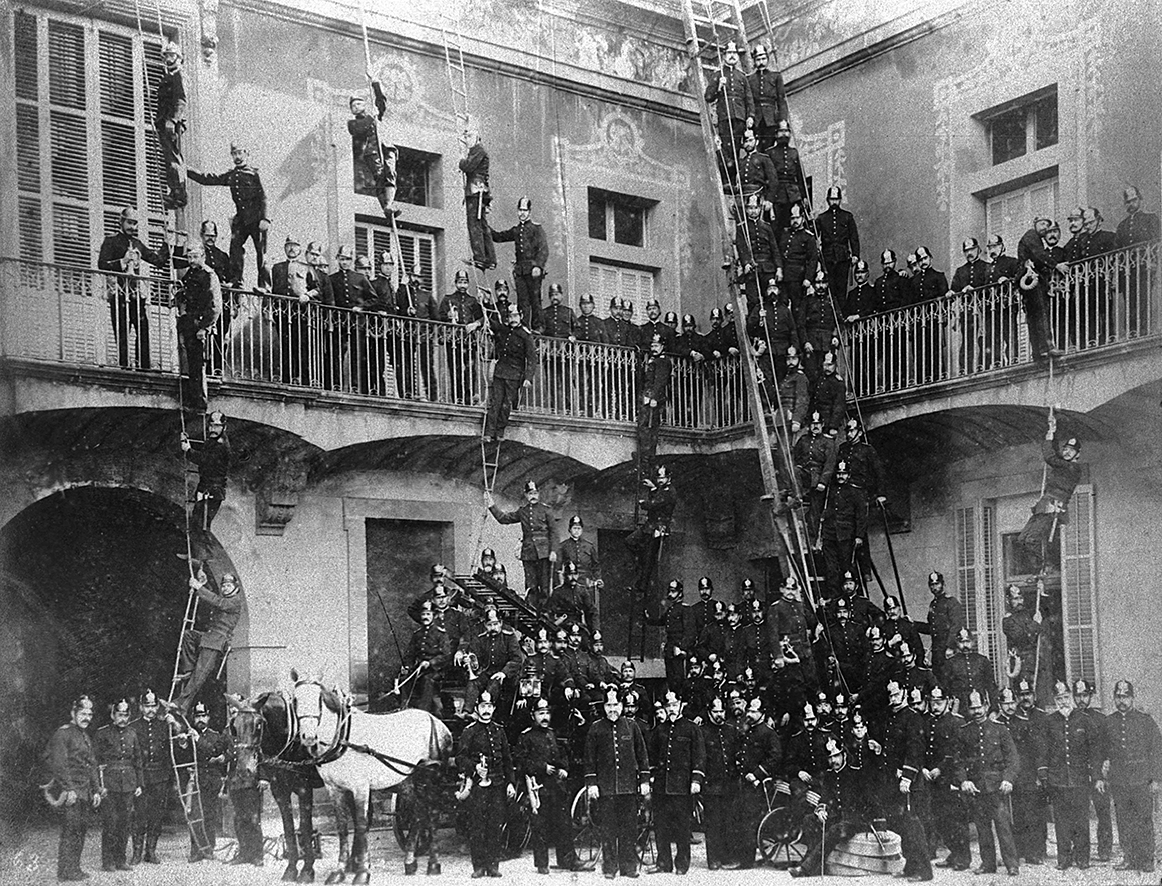
Grup de bombers al pati del parc de la Ciutadella-1890

El 1877 es va comprar la primera bomba de vapor, una Merryweather anglesa, i una altra l'any següent. El 1879 es van inaugurar quatre noves casernes: a la ronda de Sant Pau, a la Barceloneta, a Hostafrancs i a la ronda Sant Pere. El 1883 es va comprar una escala de 22 m, fabricada per Chavalier Paolo Porta, de Milà. Per a l'Exposició Universal de 1888 Rovira va dimitir al·ludint insuficiència de mitjans per garantir la prevenció d'incendis durant l'Exposició. El 20 de maig de 1889 va ser nomenat cap honorari, i morí l'any següent. El substituí l'arquitecte Pere Falqués, que havia col·laborat en la construcció de l'Exposició Universal. Ell va aconseguir traslladar la caserna central al palau del Governador, al parc de la Ciutadella; va crear la secció de jubilats o veterans per a bombers de més de 60 anys, als quals l'Ajuntament havia de facilitar una feina apta per a la seva edat.
Els anys següents, amb les agregacions dels pobles de la rodalia, que disposaven de les seves pròpies companyies de bombers, van quedar unificades a Barcelona. Amb el nou reglament del 1903 el personal del Cos era de 215 homes (un cap, sis caps de secció, un cap ajudant, un enginyer especialitzat en mecànica, un metge, un professor i un auxiliar de gimnàstica, un avisador, sis guardes de magatzem, deu capatassos de 1a i 26 de 2a, i 160 bombers), i es dividia en vuit seccions.

### Servei permanent

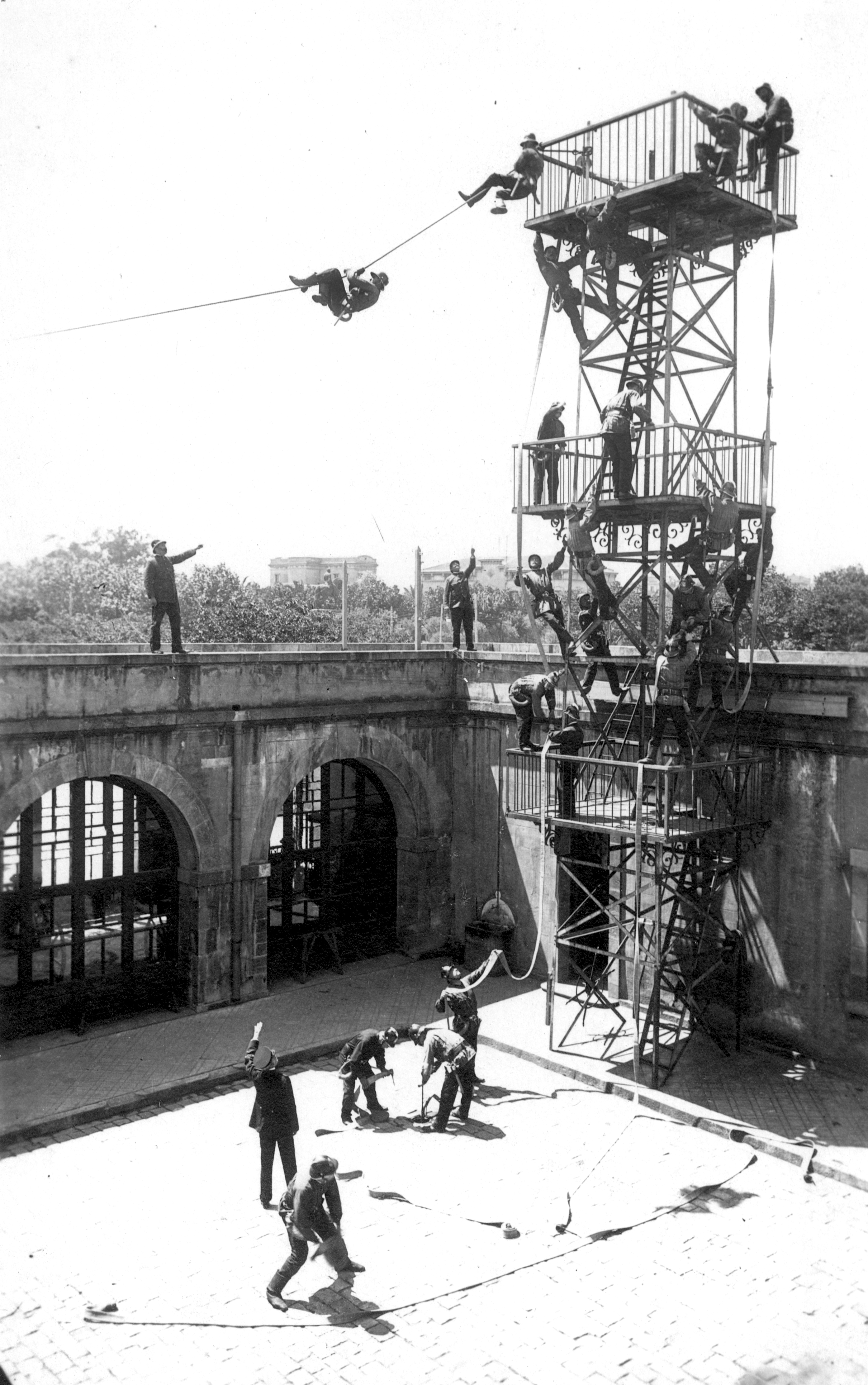
Torre de pràctiques del parc de la Ciutadella

El 1913 s'aprovà un nou reglament, elaborat per Juli Mariel i Pere Falqués, que donava al Cos un caràcter de servei permanent. Amb un total de 264 homes, dels que 138 havien de seguir un horari amb torns de 12 hores. El Cos es distribuïa en quatre zones o seccions, amb les corresponents casernes: la zona central amb la caserna del Parc de la Ciutadella, la d'Hostafrancs-Les Corts, la de Gràcia-Sant Gervasi i la de Sant Martí-Sant Andreu. Aquest reglament implantava torns de 12 hores seguides de servei i suposava la desaparició de la figura de bomber eventual i voluntari.
Pere Falqués morí el 1916, i l'any següent s'aprovà un nou reglament, que introduïa la incompatibilitat entre els càrrecs del Cos de Bombers i els de les altres dependències municipals. Es nomenà a l'arquitecte Andreu Audet i Puig cap del Cos, a l'arquitecte Josep M. Jordan cap de secció de personal i a l'enginyer Melcior Marial cap de secció de material. També sortiren a concurs les places d'oficial, essent adjudicades a l'arquitecte Josep Sabadell i a l'enginyer Emilio Gutiérrez Díaz.
El 1919, després de la vaga de la Canadenca, els bombers, ja treballadors assalariats, van reivindicar una jornada màxima de 8 hores, cosa que es va concedir, i es va passar de dues seccions a tres. Però el 1921 es va restituir la jornada de vint-i-quatre hores.

Amb la instauració el 1923 de la dictadura militar del general Primo de Rivera, es van destituir l'any següent Andreu Audet, Josep M. Jordan, Melcior Marial i el caporal Aureli Alberola, quedant com a cap l'enginyer i arquitecte Emilio Gutiérrez Díaz.

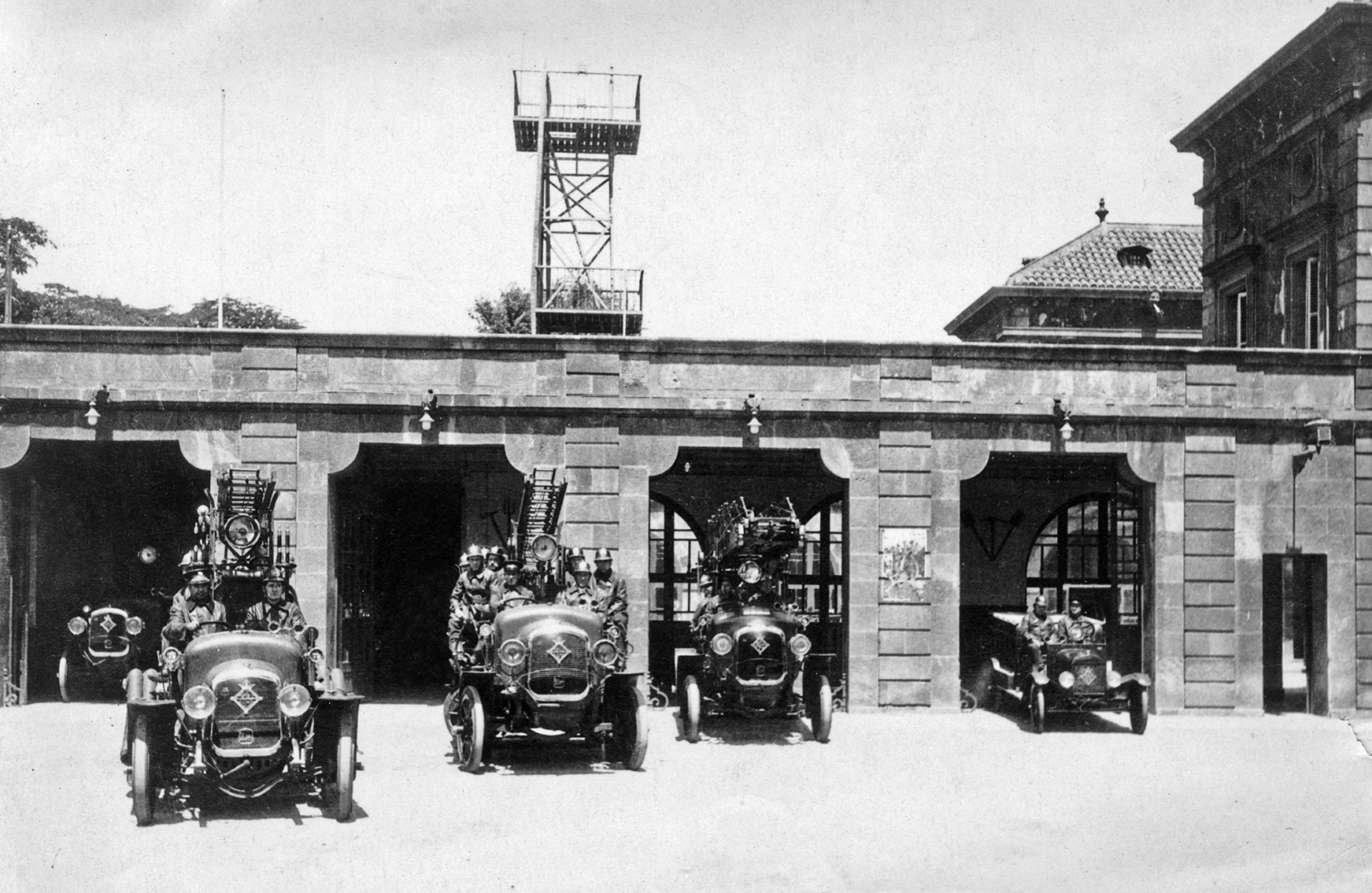
Sortida completa a motor al parc de la Ciutadella - Cap al 1924.

L'Exposició Internacional del 1929 va suposar un impuls en el cos de bombers, gràcies al seu pressupost extraordinari. Es va construir la caserna de l'Exposició, al carrer Lleida, inaugurada el setembre de 1928, dissenyada per Emilio Gutiérrez, era el primer edifici que els bombers van poder utilitzar dissenyat i edificat com a caserna contra incendis. També es van adquirir 22 automòbils, la major part a la firma alemanya Magirus (dues autoescales, quatre tancs bombes, quatre bomba escala i quatre furgons), vehicles lleugers Ford, i dues ambulàncies i un camió de transport de material Hispano-Suiza. I s'amplià la plantilla amb 100 noves places, arribant així als 250 membres.
El 1928, Andreu Audet i Melcor Marial varen recórrer davant el tribunal administratiu la seva destitució, guanyant el procés judicial el 1930. Es va rehabilitar a Audet, Marial i Jordan. D'altra banda, es va acusar el cap Emilio Gutiérrez d'haver ordenat retirar i estripar una senyera del monument a Rafael Casanova, a la ronda Sant Pere, i ordenant que s'utilitzés per a la neteja de motors. Amb la instauració de la II República, el 1931, es va destituir a Gutiérrez, es va nomenar cap a l'arquitecte Josep M. Jordan i es va instaurar l'horari de 8 hores.
El 1932 es va construir la caserna central, que més tard es diria Parc de l'Eixample, projectada per Emilio Gutiérrez, entre l'Hospital Clínic i el mercat del Ninot, que va substituir la caserna de la Ciutadella.

### Guerra Civil
Amb l'inici de la guerra civil espanyola, el 1936, 58 bombers de Barcelona, entre voluntaris i forçosos, van marxar al front, reduint sensiblement el nombre de personal. Per a suplir-ho es va implantar el servei de 40 hores. El 1937 es van incorporar 60 bombers i 8 conductors, provinents de la Brigada de Subministrament de l'Ajuntament. El 1938 es van contractar 117 homes més. El Comitè dels bombers va aconseguir la supressió dels galons dels capatassos i dels bombers preferents. També es van crear 4 noves casernes per a dispersar la dotació del Cos i evitar que un bombardeig en malmetés una gran part. Aquestes casernes es van crear reformant edificis existents, com les Oficines d'Higiene de l'Ajuntament de Barcelona a la plaça Lesseps, que ja havia estat la caserna de bombers de Gràcia entre 1916 i 1932; al carrer de Campoamor, a Horta; l'avinguda Mare de Déu de Montserrat, al Guinardó; i al carrer d'Alí Bei. Bombers de Barcelona va absorbir durant la guerra el parc de bombers de l'Hospitalet de Llobregat, i els 18 bombers que en formaven part.

### Postguerra
Acabada la guerra, el 1939, el nou règim va acomiadar tots els homes que s'havien incorporat durant la guerra, es calcula que uns 217, inclosos els bombers de l'Hospitalet de Llobregat, així com a set bombers que s'havien distingit més en el Comitè sindical, entre ells Juli Ferrer Bel, que més tard es reincorporà i va tenir un destacat paper en el Cos. Vint-i-sis bombers de Barcelona, denunciats pels seus propis companys, bombers i militants de Falange, van patir consell de guerra amb acusacions que anaven des de militar en algun partit, ser dirigent de la CNT o UGT, i destacar-se durant la guerra com un element revolucionari, fins haver col·laborat amb les patrulles de control i perseguir a gent de dretes o marxar voluntari al front. Vuit d'ells van estar empresonats preventivament, però després van ser deixats en llibertat. Juli Ferré Bel va estar 7 setmanes empresonat. Altres van estar condemnats a 12 ó 20 anys de presó, i la pena més alta va ser per Tomàs Segarra Descarrega, que va ser condemnat a reclusió perpètua, tot i que posteriorment va ser indultat i deixat en llibertat.
El Servei d'Extinció d'Incendis va passar a dependre, a més de l'Ajuntament, de la Defensa Pasiva Nacional i, per tant, de la Jefatura Provincial de Barcelona, que va obligar a ingressar dues promocions d'ex-combatents, de 28 homes el 1940 i de 15 el 1941. A partir de 1945 van començar a ingressar promocions de bombers que poc a poc anirien recuperant la dotació que s'havia perdut durant i després de la guerra.
Josep Maria Jordan, el cap del Cos de Bombers des de l'any 1931, es va jubilar el 1954, amb 70 anys. Josep Sabadell i Mercader, arquitecte, que ja havia assumit la major part de responsabilitat de la direcció dos anys abans, va assumir el comandament, i va ascendir a sot-cap a Josep Maria Jordan i Casaseca, fill del cap que es jubilava. Josep Sabadell va publicar el 1943 l'Historial del Cuerpo de Bomberos de Barcelona i va organitzar el 1r Congreso Nacional de Bomberos, que va reunir a Madrid del 26 al 29 de novembre de 1959 els principals serveis d'extinció espanyols, on es va decidir fundar l'Asociación Española de Lucha Contra el Fuego (ASELF).
Sabadell es jubilà el 1961, amb 70 anys, i el succeí Josep Maria Jordan i Casaseca, també arquitecte. L'any següent es va celebrar el II Congreso Nacional de Bomberos a Barcelona, del 6 al 12 de novembre, on Jordan va aprofitar la visita de l'alcalde Josep M. Porcioles per a reclamar l'augment de plantilla de bombers i de parcs. Malgrat les promeses de Porcioles, poca cosa es va aconseguir. El 1970 hi havia la caserna Central i 3 d'auxiliars (Exposició, Almogàvers i Pi i Molist) i la caserna de Zona Franca en construcció. La caserna que s'havia construït a Vallvidrera estava fora de servei. La plantilla d'homes era de 526 (1 cada 3.300 habitants). El parc mòbil era de 37 vehicles (l'any 1960 n'hi havia 57). A principis del 1976 els bombers es declararen en vaga, per a pressionar l'Ajuntament en les seves reivindicacions. L'alcalde Viola va decidir la militarització del Cos de Bombers i de la Guàrdia Urbana, que s'havia afegit a la vaga, entre el 14 de febrer i el 24 d'abril.

### Democràcia
Amb l'arribada de la democràcia, els alcaldes Josep M. Socias primer, i després Narcís Serra, i Pasqual Maragall, van augmentar el pressupost destinat a Bombers. La plantilla, gràcies a les promocions de 1978, de 131 places, i de 1981, de 207 places, va arribar a un màxim històric de 960 homes (1 cada 1.845 habitants). El 1980 es va crear el laboratori del foc, al parc de Poble Sec (antiga caserna de l'Exposició), i es van construir els parcs de Sant Andreu, el 1983, de Sarrià, el 1986, i de Drassanes, el 1988. També es renovà i amplià el parc mòbil, destacant la plataforma de salvament Cella que arribava als 80 m d'alçada, però que va tenir molts problemes mecànics i aviat es va retirar de servei.
Amb l'Estatut d'Autonomia de Catalunya del 1979 es va crear el 1982 el Cos de Bombers de la Generalitat. El 1980 ja es va produir el traspàs dels bombers de les diputacions i ajuntaments a la Generalitat, però es va respectar l'autonomia dels Bombers de Barcelona per la seva tradició i per les especificitats pròpies de la capital.

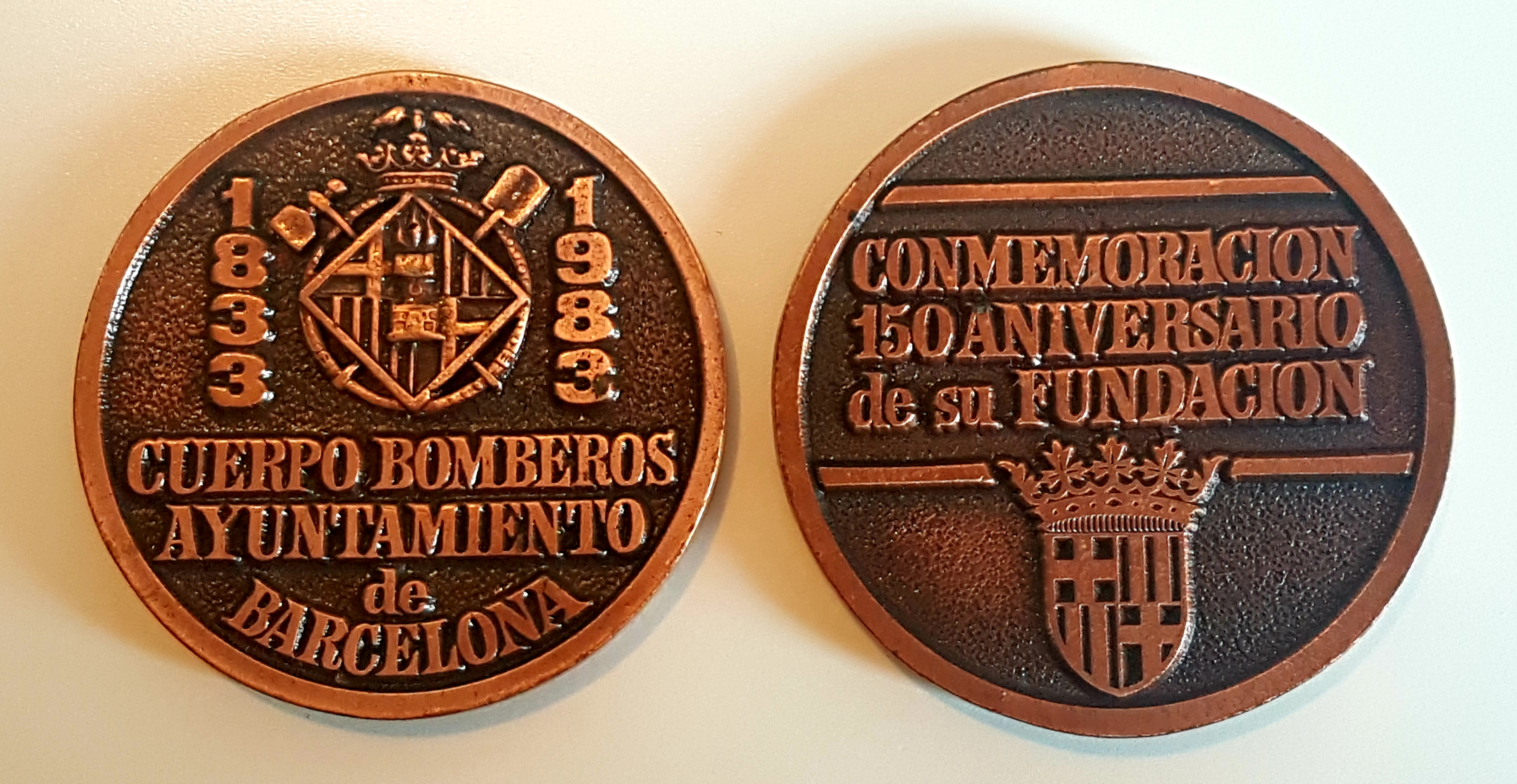
Medalla commemorativa del 150 aniversari

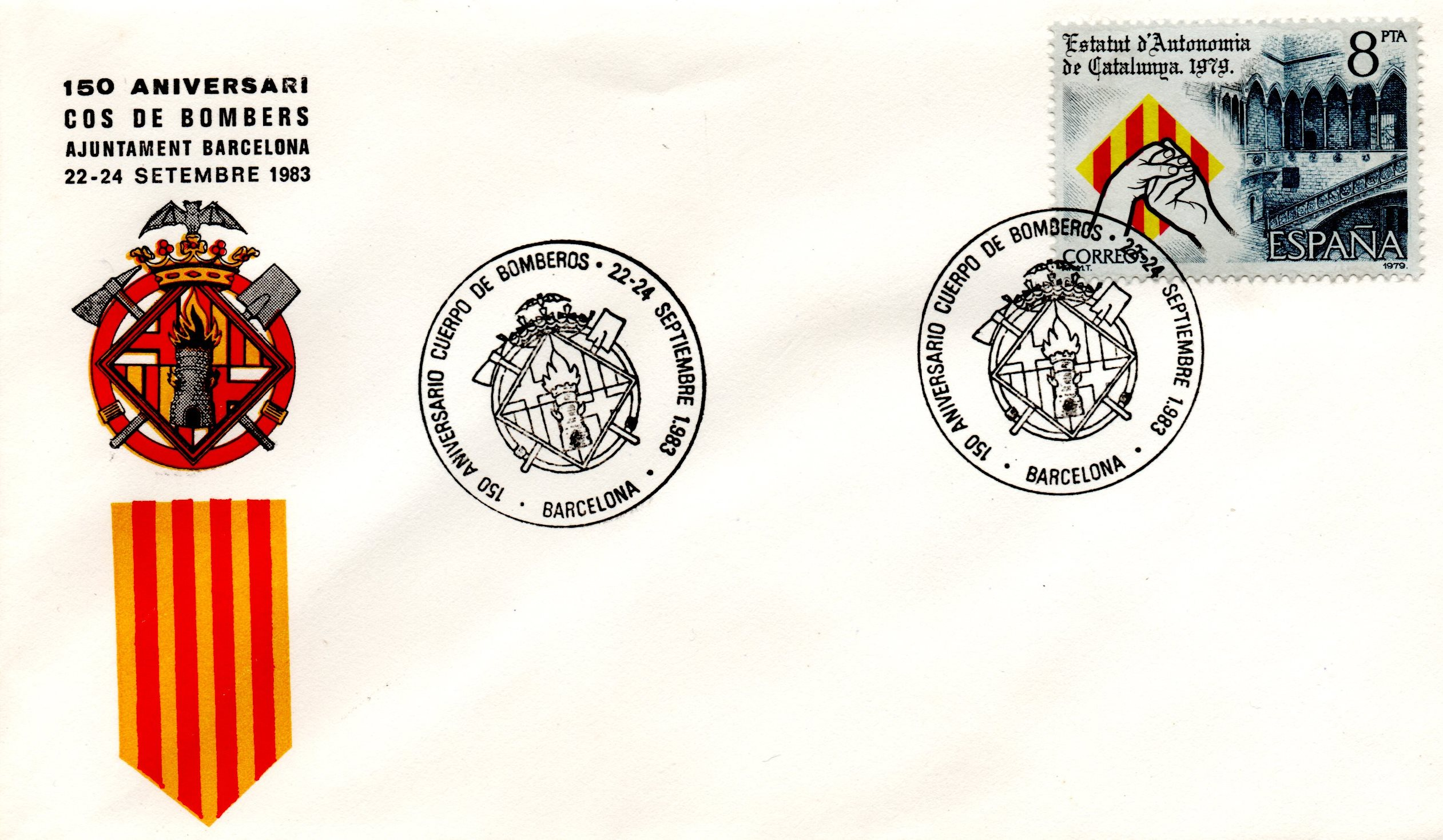
Mata-segells commemoratiu del 150 aniversari

El 1983 es va celebrar el 150è aniversari de la fundació del Cos de Bombers de Barcelona. Per aquest motiu van tenir lloc diversos actes a la ciutat: unes jornades tècniques de Prevenció d'Incendis, el 18 i 19 d'abril de 1983, al Consorci de la Zona Franca; exhibicions al Mercat del Born i a la plaça de la Sagrada Família, consistents en l'extinció de líquids inflamables, la Brigada Especial de Rescat va passar entre les torres de la Sagrada Família en tirolines, demostració del grup de gimnàstica ornamental, i es van formar les banderes catalana i espanyola llençant aigua acolorida amb les mànegues; la I Mostra artística i cultural, organitzada per l'ACE, del 8 al 28 de març, al parc Central. Correus va emetre un mata-segells commemoratiu del 22 al 24 de setembre de 1983 amb l'escut de Bombers de Barcelona. L'Ajuntament de Barcelona també va emetre una medalla de bronze en commemoració d'aquest aniversari.
El 1986 van entrar les primeres dones al Servei. Eren 6 tècniques sanitàries que, juntament amb 5 homes més, van ampliar la plantilla dels sanitaris al càrrec de les ambulàncies de Bombers. El 1998 el Servei d'Extinció d'Incendis i Salvaments va passar a anomenar-se Servei de Prevenció, Extinció d'Incendis i Salvaments, ja que la prevenció d'incendis va adquirir gran importància, aspecte que va tenir molta rellevància en la preparació dels Jocs Olímpics de 1992, on el Servei hi participà controlant i supervisant els projectes d'instal·lacions esportives, i com a membre de les diferents comissions de Seguretat Olímpica. L'any 2004 la Direcció de Serveis de Protecció Civil va integrar-se a la Divisió de Prevenció d'Incendis, que va passar a anomenar-se Divisió de Protecció Civil i Prevenció.
El febrer del 2000 es va inaugurar el parc de la Vall d'Hebron, al mateix temps es va tancar el parc de Poble Sec. El 2003 es va inaugurar el parc de Llevant, substituint el parc d'Almogàvers. El gener del 2010 es va inaugurar el parc provisional de l'Eixample, al parc de Joan Miró, substituint el del carrer Provença, després de 78 anys de ser el parc Central. El 2011 es va inaugurar el parc de Montjuïc, substituint el parc de Drassanes, i traslladant els submarinistes del parc de Zona Franca a aquest nou parc.

### COVID-19
La pandèmia de la covid-19 va afectar especialment els geriàtrics. Per aquest motiu, Bombers de Barcelona, a partir del 28 de març de 2020, va començar a desinfectar les residències de la ciutat més afectades per la pandèmia. A partir del 13 d'abril, acompanyats de metges, van començar a fer proves PCR als geriàtrics, per poder separar els avis sans dels contagiats. També van ajudar el personal dels centres a desenvolupar un pla de contingència contra el contagi, i van gestionar el trasllat d'avis amb el PCR positiu a nous espais, com el centre medicalitzat del carrer Nou de la Rambla.
Bombers de Barcelona, va participar en tots els projectes que l'ajuntament de Barcelona va endegar per a fer front a la pandèmia: va col·laborar en el projecte Pavellons Salut per habilitar 4 espais per donar suport als equipaments sanitaris de la ciutat (hospitals de la Vall d'Hebron, del Mar, Sant Pau i Clínic) i van ser els encarregats de transportar pacients, material mèdic i medicaments; va participar en el projecte Hotels Salut, assessorant el personal sanitari i traslladant pacients dels hospitals als hotels sanitaris; va donar suport logístic i disseny del pla d'emergència del pavelló de Fira Barcelona.

## Escut

Escut històric de Bombers de Barcelona actualitzat

Escut oficial de Bombers de Barcelona

L'escut històric de Bombers de Barcelona va ser dissenyat per Aureo Bis Mas de Xaxars (1862-1907), que era Cap Subaltern del Cos, en un concurs que l'Ajuntament va organitzar entre els seus funcionaris. L'escut es va col·locar a les façanes dels parcs de bombers del Poble Sec (1929) i de l'Eixample (1932). Incorpora a l'escut de la ciutat, una torre en flames, un pic i una pala, una mànega al voltant, i un rat penat sobre la corona. Aquest rat penat ja hi era a l'escut de la ciutat, i sembla que procedeix de la conquesta de València de Jaume I. El novembre de 2020 a l'escut històric, que continua present en alguns elements del cos (vehicles d'intervenció, cascos i vestits de gala) se li va afegir al seu voltant la data de creació del cos '1833' i les paraules 'Vetllem, Protegim, Salvem', fent referència als àmbits d'actuació del Servei: prevenció, protecció civil i salvaments.

## Bombers morts en acte de servei

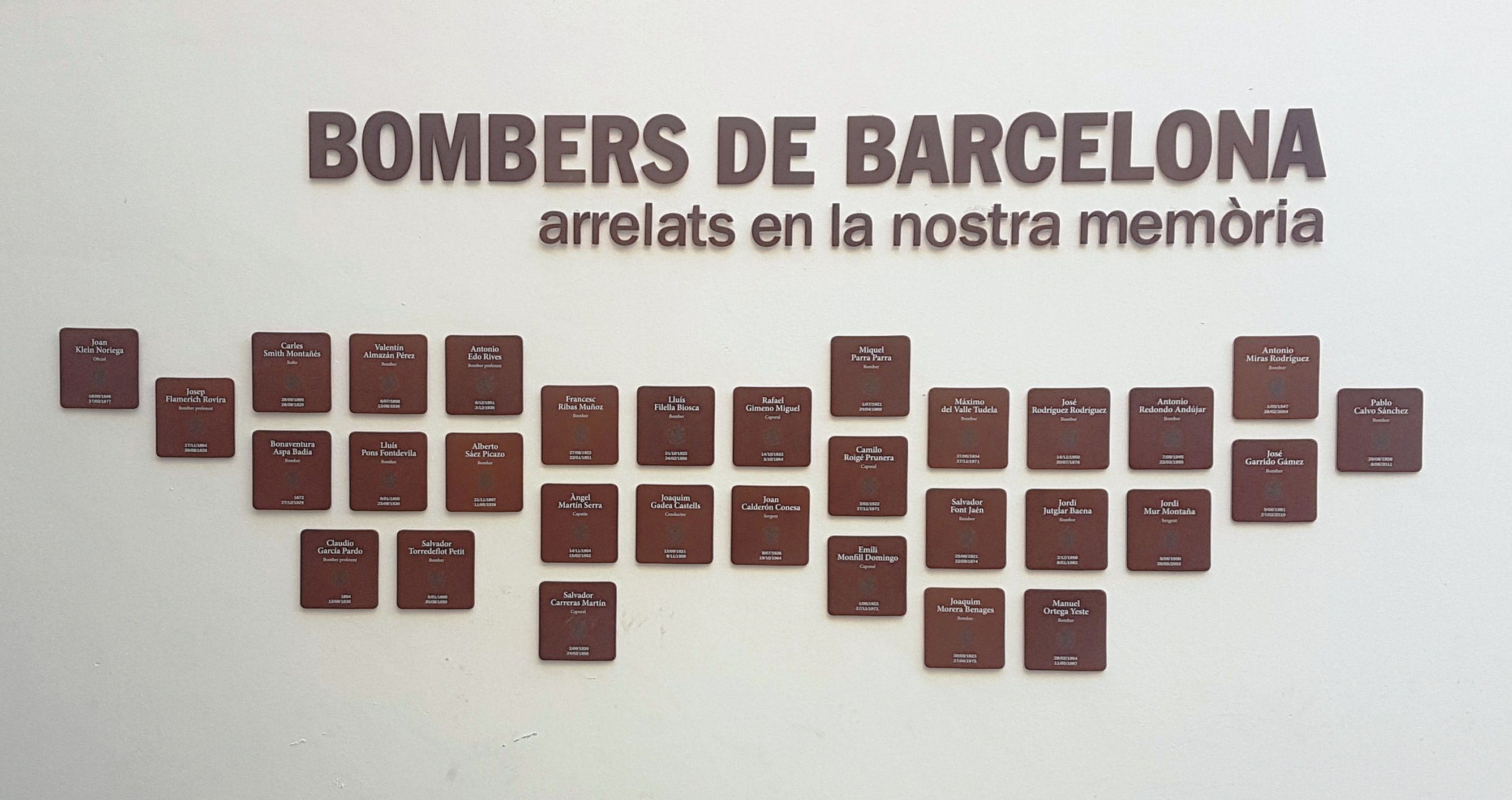
Mural en homenatge als bombers de Barcelona morts en acte de servei

Els bombers de Barcelona morts en acte de servei són:
- 27.3.1877. Joan Klein Noriega era un jove arquitecte, de 28 anys, el primer subaltern del Servei, que morí en esfondrar-se el terra de l'habitació que inspeccionava, caient a les brases de l'incendi d'una casa al carrer Hospital, al costat del Liceu.[8]
- 28.8.1929. El bomber preferent Josep Flamerich Rovira i el conductor Carles Smith Montañés van morir en bolcar la camioneta al carrer Comerç, quan acudien a mitja nit a un incendi d'una fusteria al carrer Joaquim Costa, 24.[52]
- 27.12.1929. El bomber Bonaventura Aspa Badia, acudint a un incendi forestal a Collserola el 23 de juliol, va quedar atrapat pel vehicle en bolcar aquest a la muntanya, i morí per les ferides 6 mesos després.[30]
- 12.8.1930. El bomber preferent Claudio Garcia Pardo, i els bombers Valentín Almazán Pérez i Lluís Pons Fontdevila, anant a extingir un incendi forestal a Sant Pere Màrtir, van xocar amb un autobús i bolcar la mateixa camioneta accidentada mortalment l'any anterior. Claudio Garcia morí aquell mateix dia, Valentín Almazán l'endemà i Lluís Pons 11 dies després.[30]
- 30.8.1930. El bomber Salvador Torredeflot Petit, efectuant l'esgotament d'aigua del vaixell Roberto R, que s'havia incendiat el dia 9 del mateix mes, va intentar socórrer a dos mariners que presentaven símptomes d'asfíxia, perden el coneixement i morint asfixiat.[30]
- 3.12.1935. El bomber Antonio Edo Rives, quan acudien a un esfondrament de cases al carrer Còrsega, un taxi que no es va aturar els va embestir i el va fer caure del seient lateral sense protecció on anava, perdent el coneixement i morint 2 dies després.[30]
- 11.5.1939. El bomber Alberto Sáez Picazo va morir d'accident de trànsit acudint a un servei.[53]
- 22.1.1951. El bomber electricista Francesc Ribas i Muñoz morí en una violenta explosió en un local de la O.N.C.E. al carrer Ample, on estaven extingint un incendi.[54]
- 16.2.1952. El capatàs Àngel Martín i Serra, acudint a un incendi d'un vagó de mercaderies a l'estació del Morrot, morí en xocar l'autotanc on anava contra un tramvia.[54]
- 24.2.1956. El caporal conductor Salvador Carreras i Martín, i el bomber Lluís Filella i Biosca, efectuant un esgotament amb una bomba elèctrica en un pou d'una vaqueria al carrer de Sant Cugat del Vallès, en sentir que la bomba havia parat, Salvador Carreras va baixar al pou, Lluís Filella, en veure que el caporal Salvador no sortia va baixar a socórrer-lo, morint els 2 d'asfíxia.[55]
- 8.11.1959. El conductor Joaquim Gadea i Castells, tornant d'un servei el 12 d'octubre del rescat del cos d'un nen ofegat en una bassa a l'Hospitalet de Llobregat, l'ambulància va quedar encallada al fang, i en la maniobra per treure-la, Gadea va sofrir un fort esquinç del que no es va recuperar i dies més tard va ingressar a l'hospital de l'Esperança, on morí poc després de l'ingrés.[55]
- 3.10.1964. El caporal Joan Calderón i Conesa i el bomber Rafael Gimeno i Miguel van quedar atrapats en caure la coberta de la fàbrica de plàstic al carrer Rector Triadó on estaven extingint l'incendi. Van patir cremades en tot el cos. Rafael Gimeno morí a l'Hospital Clínic poques hores després, i Joan calderón setze dies després.[56]
- 23.4.1969. El bomber Miquel Parra i Parra, el 13 de maig de 1952, quan portava al servei només 3 mesos, va tenir un accident tornant a la caserna Central després de rescatar el cos d'un treballador sepultat a l'Hospitalet de Llobregat. 11 bombers van resultar ferits, però ell va haver de ser operat d'urgència per ruptura de la melsa, trencament de vèrtebres i costelles, fractura de la base del crani i esquinços. Va restar 4 mesos a l'hospital, i va quedar amb importants seqüeles que mai va poder recuperar.[53]
- 27.11.1971. El caporal Camilo Roigé i Prunera, i els bombers Emilio Monfill i Domingo, i Máximo del Valle i Tudela, van morir carbonitzats a l'incendi a la factoria que Iberia Radio S.A. tenia al carrer Pujadas xamfrà a Àvila. El sinistre es produí en esfondrar-se la coberta de la nau incendiada, produint una sobtada expansió de gasos inflamats que va atrapar els bombers que estaven treballant en les plantes superiors de l'edifici veí.[57]
- 22.09.1974. El bomber Salvador Font i Jaén va ser atropellat per una moto, quan intentava treure les restes d'una altra moto accidentada, en la cursa motociclista corresponent al XXIV Gran Premi d'Espanya i XXVII Gran Premi Internacional de Barcelona, que se celebrava al circuit de Montjuïc. Va sofrir amputació de cama i altres ferides greus. Operat d'urgència, va morir en sortir del quiròfan.[58]
- 27.04.1975. El bomber Joaquim Morera i Benages estava de servei de prevenció a la cursa d'automòbils de Fórmula I al circuit de Montjuïc, on va produir-se la sortida de pista d'un dels bòlids, que va causar la seva mort i la de tres espectadors.[58]
- 30.07.1976. El bomber José Rodríguez Rodríguez, en un incendi de pneumàtics en un solar va patir una electrocució en obrir l'armari lateral del camió per treure mànegues, pel fet que una línia aèria d'alta tensió feia contacte amb la part alta del camió. Els companys que el van intentar separar del camió també van rebre electrocució, però ell no va sobreviure.[59]
- 8.01.1982. El bomber Jordi Jutglar i Baena feia un any que havia ingressat a Bombers i era membre de la Brigada Especial de Rescat. Amb 2 companys de la brigada havien anat a fer pràctiques al Pedraforca. El guarda del refugi Estassen els va informar que un grup que tenia que haver tornat ja, potser s'havien perdut. Els 3 bombers van sortir en la seva recerca, però Jutglar va relliscar en la neu i va caure a l'abisme, rodolant per la gelada vessant. La recuperació del cos va ser molt penosa.[53]
- 11.05.1987. El bomber Manuel Ortega Yeste va morir en l'incendi del soterrani de l'hotel Sarrià, en quedar-se sense aire de l'aparell respiratori.[60]
- 23.03.1995. El bomber Antonio Redondo Andújar va morir en caure-li a sobre una biga en l'incendi de la fàbrica de complements de bany Duscholux, a la Zona Franca.[61]
- 26.06.2003. El sergent Jordi Mur i Muntanyà va morir d'un accident de l'avioneta que pilotava en l'extinció d'un incendi forestal a Navès, al Solsonès.[62]
- 28.2.2004. El conductor Antonio Miras i Rodríguez morí estant de guàrdia al Parc de l'Eixample mentre descansava a la nit.[53]
- 27.2.2010. El bomber José Garrido i Gámez va morir electrocutat en el rescat d'un nen dins d'una estació transformadora al carrer Guipúscoa.[63]
- 8.6.2011. El conductor Pablo Calvo Sánchez va ser atropellat per un camió al parc de Montjuïc en la maniobra de sortida a un incendi el 2 de maig, sofrint diversos traumatismes molt greus. Va ser ingressat a l'Hospital Clínic, on va morir un mes després.[64]

Al pati d'entrada a l'Espai Bombers del carrer Lleida hi ha un memorial dedicat a aquests. Consta dels següents elements: un mural format per 31 plaques d'acer oxidat, cadascuna referenciant un bomber mort en acte de servei, el monument al bomber de Barcelona i la 'biga creu' de l'incendi d'Iberia Ràdio de 1971, on van morir tres bombers.

### Monument al bomber

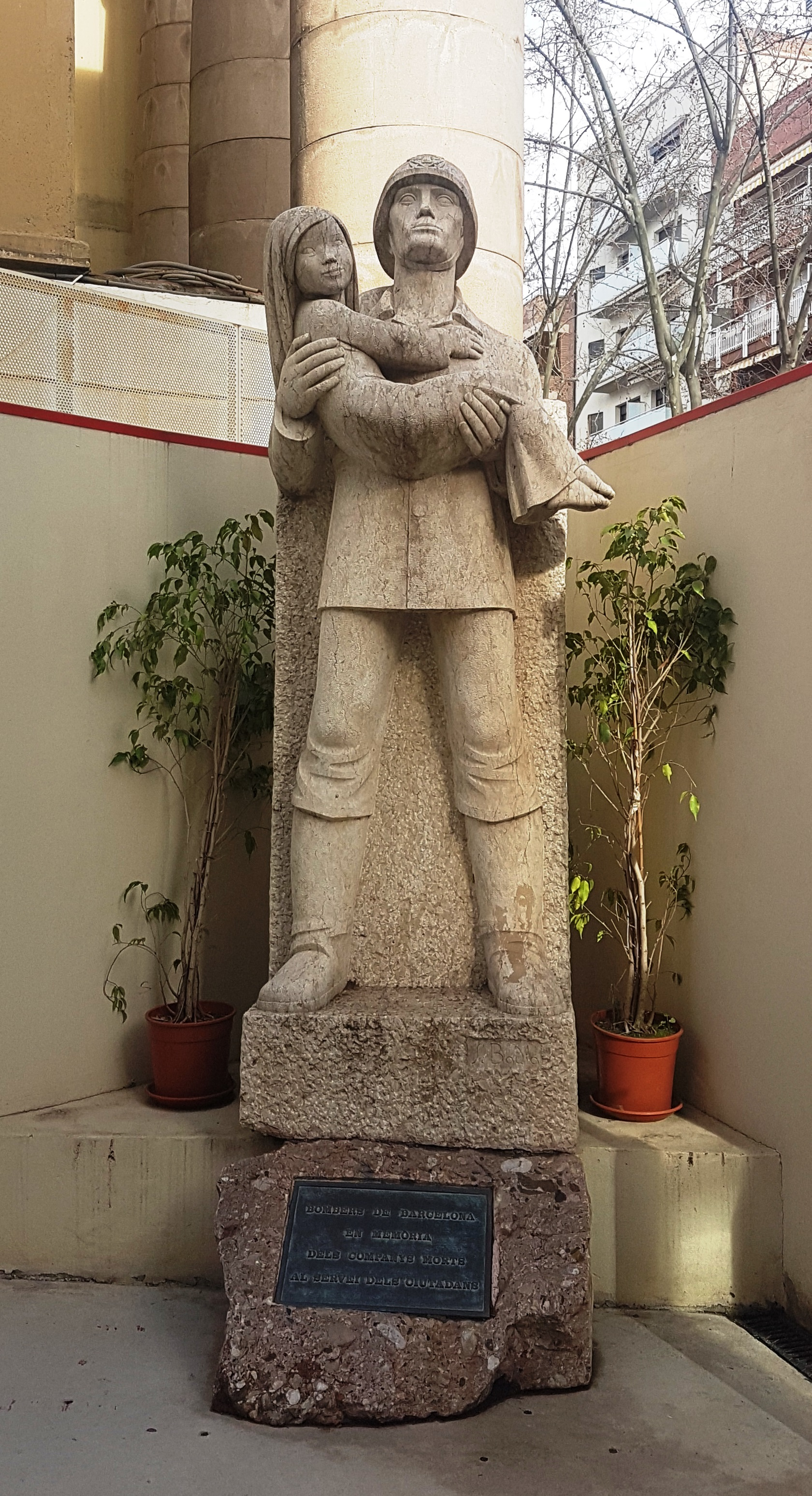
Monument al bomber

Barcelona, com també altres ciutats del món, compta amb una escultura en homenatge als bombers morts en servei. El Monument al Bomber va ser inaugurat en un acte solemne el 26 de gener de 1967 per l'alcalde de la ciutat en aquells moments, Josep Maria de Porcioles, en un petit jardí situat en un xamfrà dels carrers Provença i Villarroel, al Parc Central dels Bombers de Barcelona. L'escultura va ser una iniciativa de Ràdio Nacional d'Espanya. En enderrocar-se el parc de l'Eixample, l'escultura es traslladà a l'entrada del Parc de Llevant del carrer Castella. El 2016, amb la inauguració de la remodelada caserna del Poble-Sec, convertida ara en l'Espai Bombers, Parc de la Prevenció de Barcelona, el conjunt escultòric va ser traslladat instal·lant-se a l'entrada de l'Espai Bombers, on es troba actualment ubicat.
L'estàtua del Monument al Bomber va ser tallada per l'escultor i pintor català Sebastià Badia i Cerdà, deixeble del cèlebre Manolo Hugué -gran representant del noucentisme català de primers del segle XX- que es va inspirar en la figura de Francesc Gascón Albero, bomber de Barcelona. L'obra representa un bomber salvant a una nena d'un suposat sinistre. És de pedra granítica, anomenada 'pedra de la Sènia', i portada d'Ulldecona, que es caracteritza per tenir una gran resistència a les inclemències del temps. Mesura 1,80 m d'alçada i pesa prop de 5 tones.
El 8 de març de 1999, dia de la celebració de Sant Joan de Déu, patró dels Bombers, i a iniciativa del Cau del Jubilat, en aquells moments secció de l'Agrupació Cultural i Esportiva dels Bombers de Barcelona, se li va oferir una placa commemorativa, encastada en una pedra natural de la muntanya de Montserrat, amb la inscripció 'Bombers de Barcelona en homenatge als companys morts al servei dels ciutadans'. Amb això, es va voler commemorar no només als bombers de Barcelona, sinó als de qualsevol altra població o país.

### Biga creu

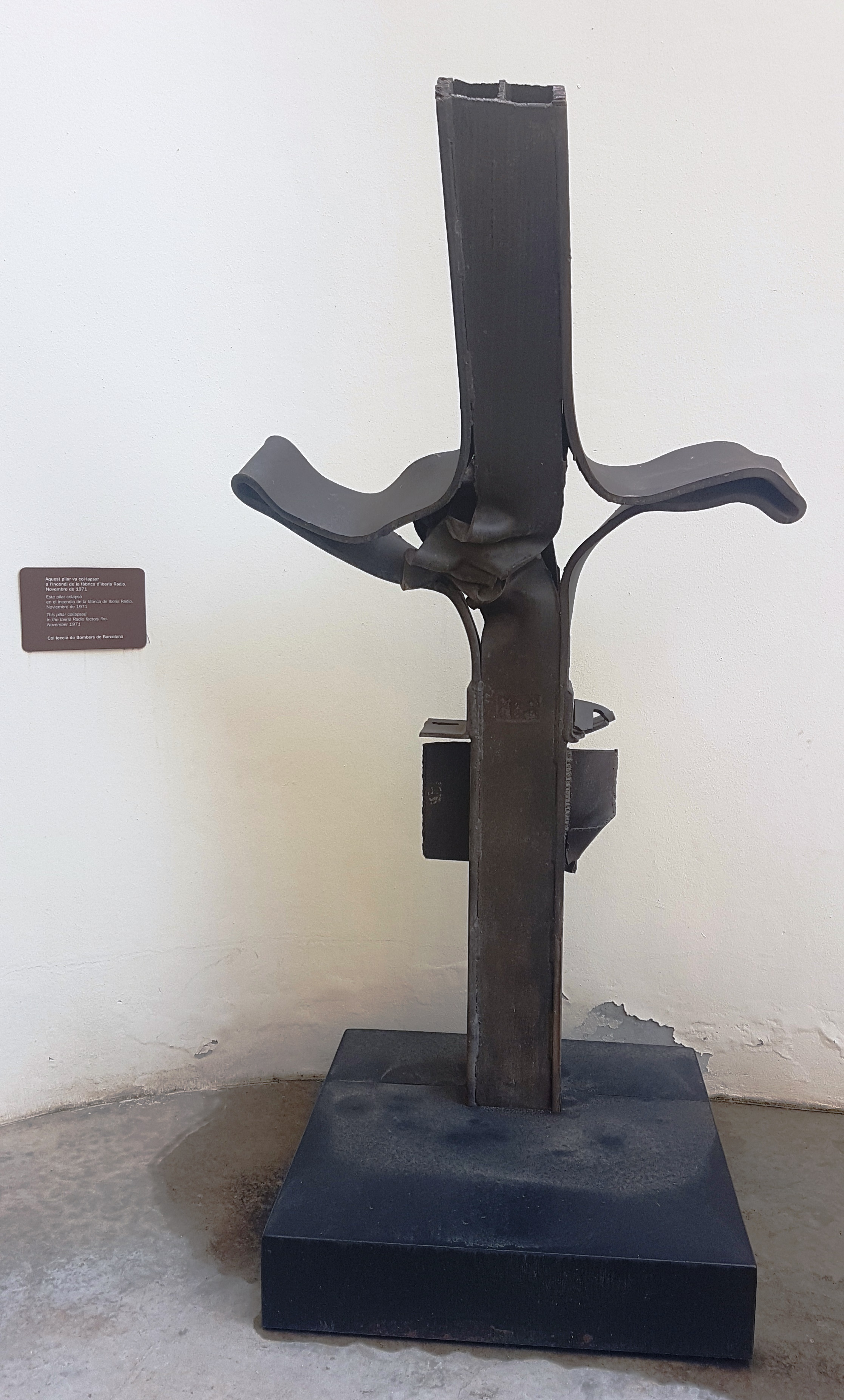
Escultura Biga-creu de l'incendi d'Iberia Radio el 1971

L'escultura Biga-creu és un pilar que va col·lapsar (va caure sobre si mateix per la temperatura) durant l'incendi d'Iberia Ràdio el novembre de 1971, on van perdre la vida tres bombers. Les altes temperatures assumides van deformar la biga, de 400 kg, modulant-la com una creu. Es va tallar i portar al parc Central per a rememorar els bombers morts.
S'ha creat un podi específic a continuació del mural i s'ha tractat la biga amb un vernís de protecció, tenint en compte la seva ubicació a l'aire lliure.

## Medalles d'or i d'honor

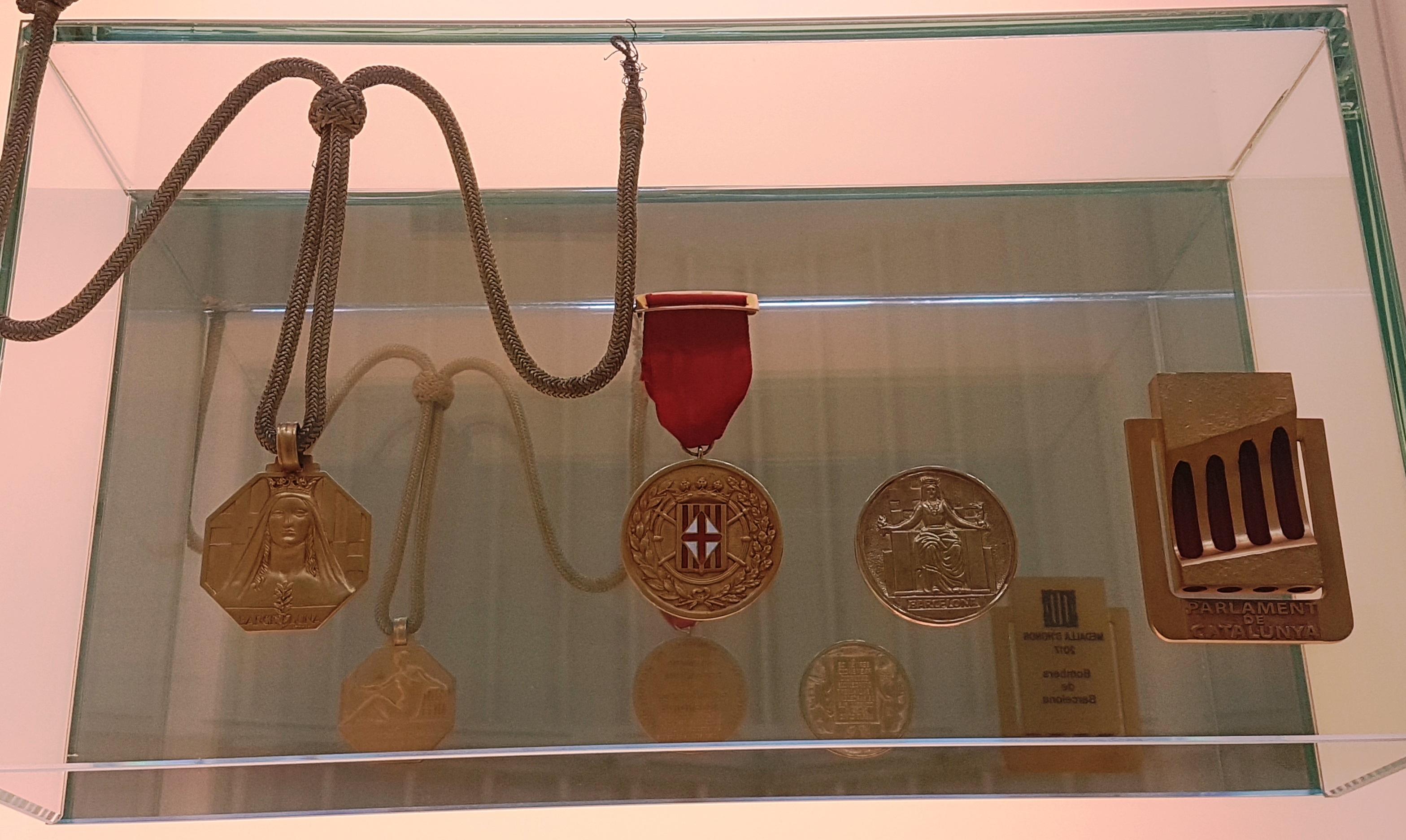
Medalles d'or i d'honor concedides al Cos de Bombers de Barcelona

A l'Espai Bombers s'exhibeixen les quatre medalles atorgades al Cos de Bombers per la seva feina excepcional en diferents successos de la ciutat:
- Medalla d'or atorgada per l'Ajuntament de Barcelona el 13 d'agost de 1964.[69]
- Medalla d'or atorgada pel Servei Provincial d'Extinció d'Incendis de la Diputació Provincial de Barcelona l'any 1971.[70] Ja l'any 1959 la Diputació Provincial de Barcelona havia concedit al Cos de Bombers de Barcelona la medalla de bronze per les seves actuacions per tota la província.[71]
- Medalla d'or al mèrit cívic atorgada per l'Ajuntament de Barcelona per la intervenció en el salvament de les víctimes de l'atemptat terrorista a la Rambla el 17 d'agost de 2017.[72]
- Medalla d'honor atorgada pel Parlament de Catalunya per la intervenció en el salvament de les víctimes de l'atemptat terrorista a la Rambla el 17 d'agost de 2017.[73]

## Competències
Bombers de Barcelona disposa de recursos humans i materials per dur a terme les activitats següents:
Intervenció: Efectua una mitjana de 20.000 serveis anuals: 30% salvaments, 20% incendis, 20% assistències tècniques, 15% prevenció operativa, 15% no s'hi actua.
Prevenció d'incendis: Assessoraments, informes de projectes d'obres, activitats i esdeveniments, inspeccions de prevenció, assessoraments de plans d'emergència, assistències a simulacres.
Protecció Civil: Plans d'Autoprotecció, informes de projectes i esdeveniments, CECORS, simulacres de Plans d'Autoprotecció.

Formació: Interna. Externa: Aula de la Prevenció al Parc de la Vall d'Hebron: Centres d'ensenyament primari, centres d'educació especial, grups de persones adultes i gent gran, altres institucions. Espai Bombers al carrer Lleida.

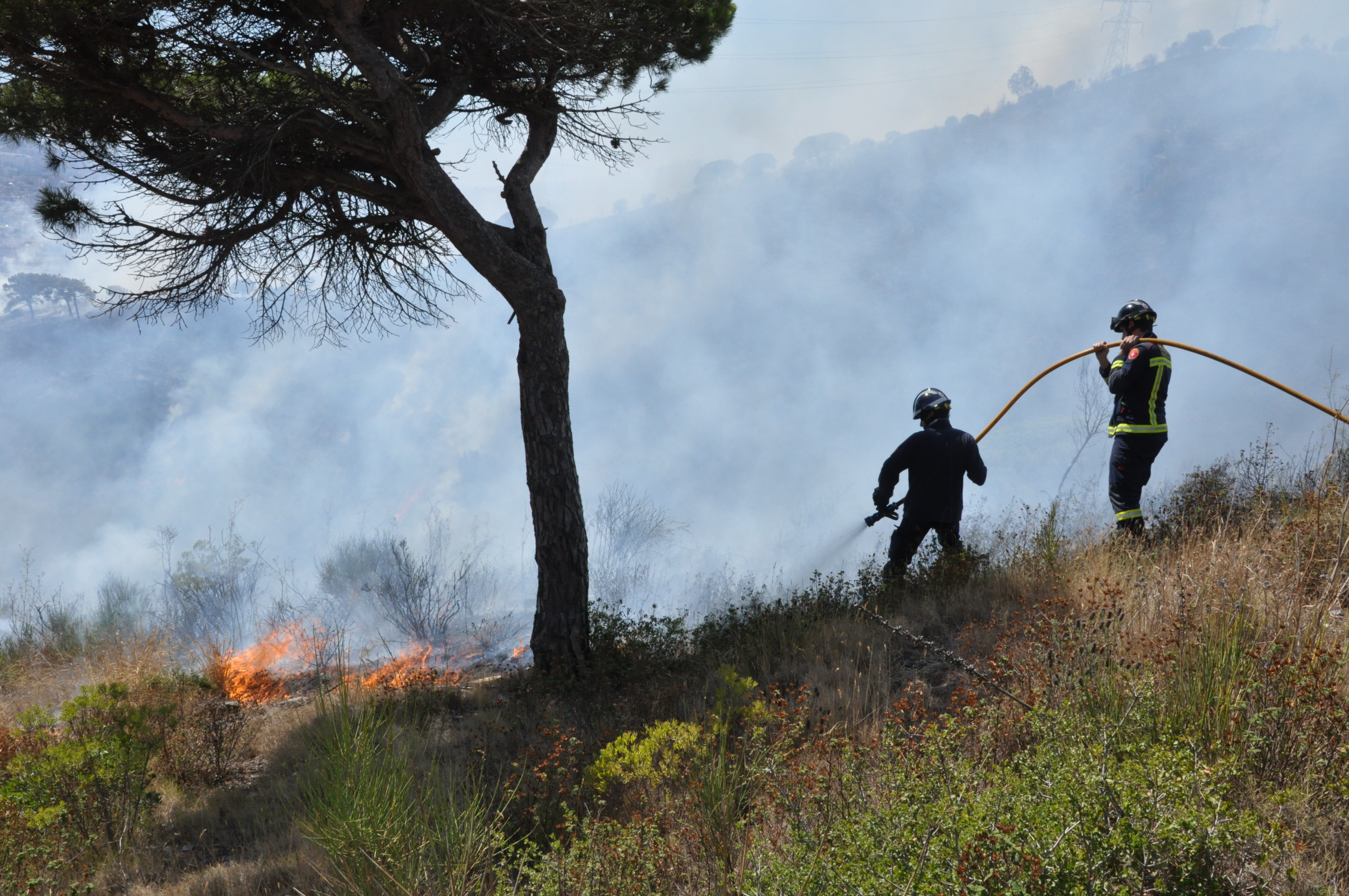
Extinció d'incendi a Collserola
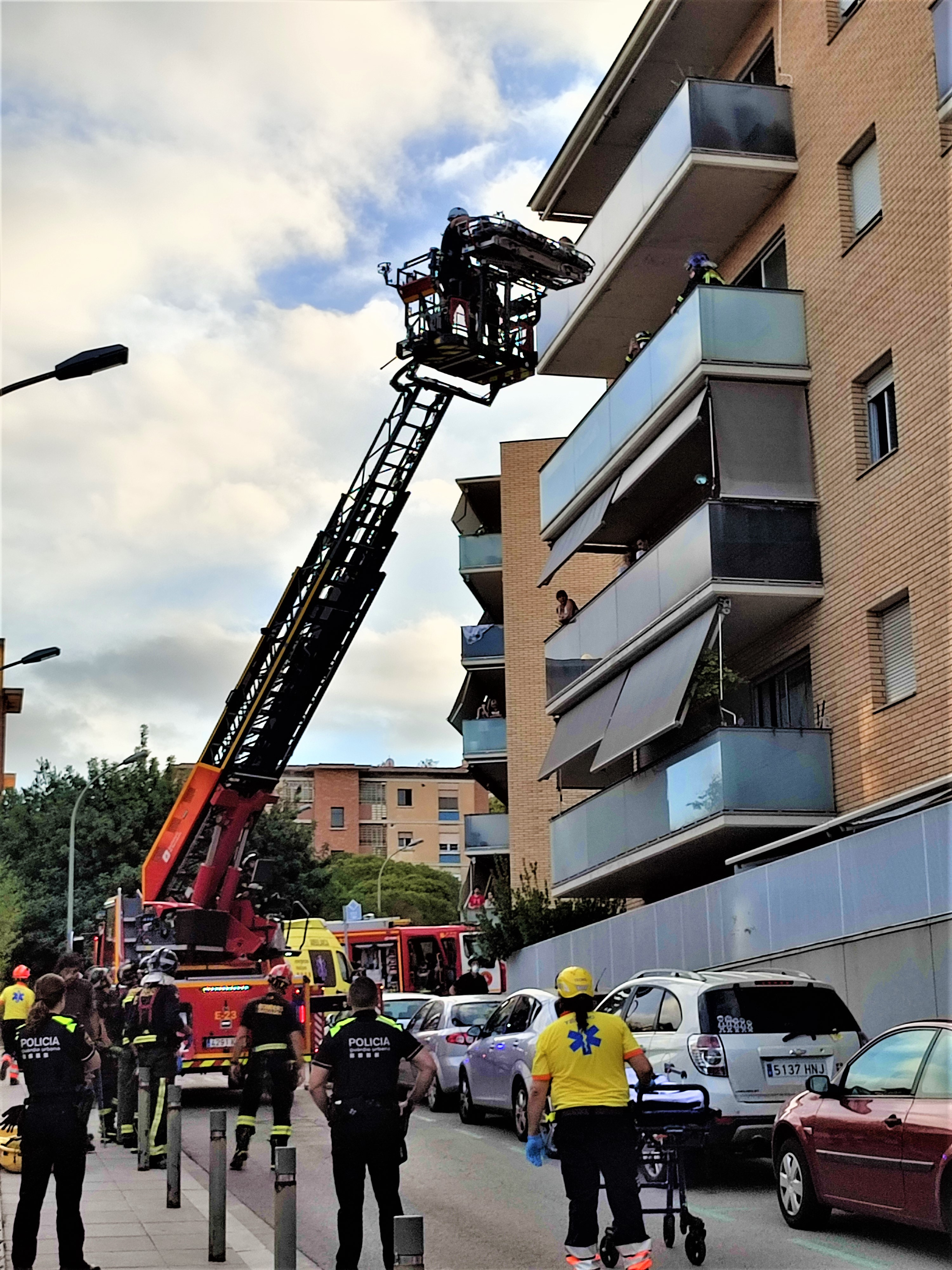
Salvament amb autoescala
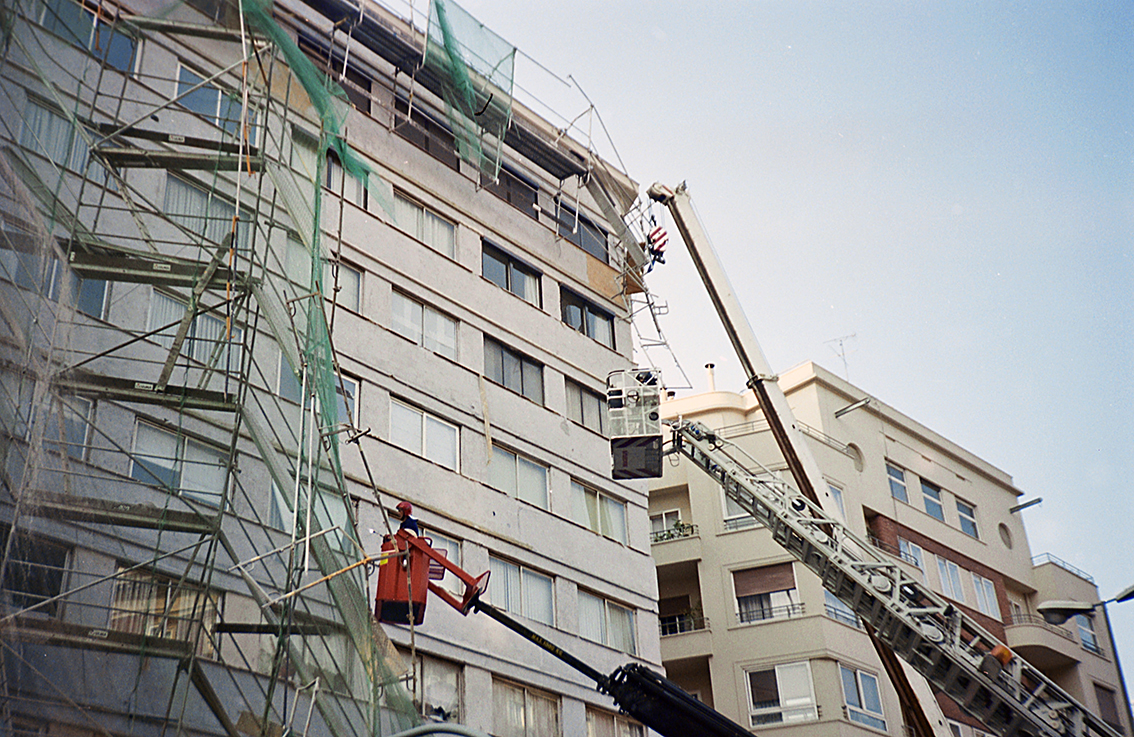
Assistència tècnica per caiguda d'una bastida a la via pública
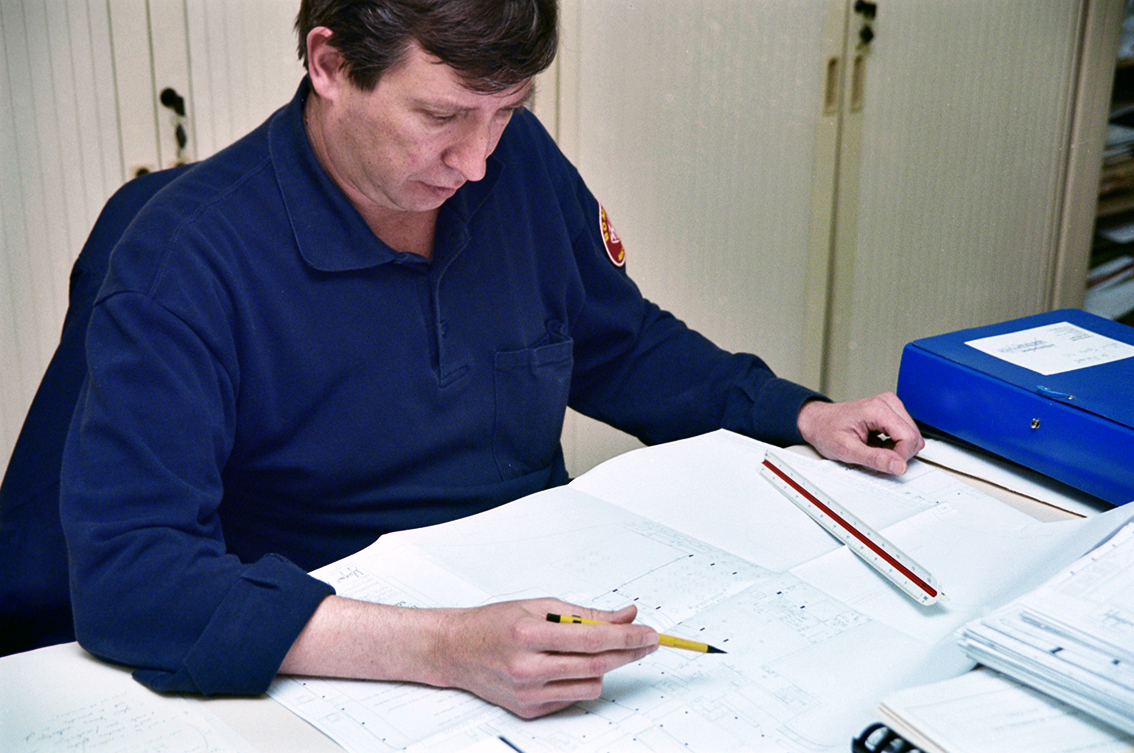
Tècnic de prevenció revisant un projecte d'edificació
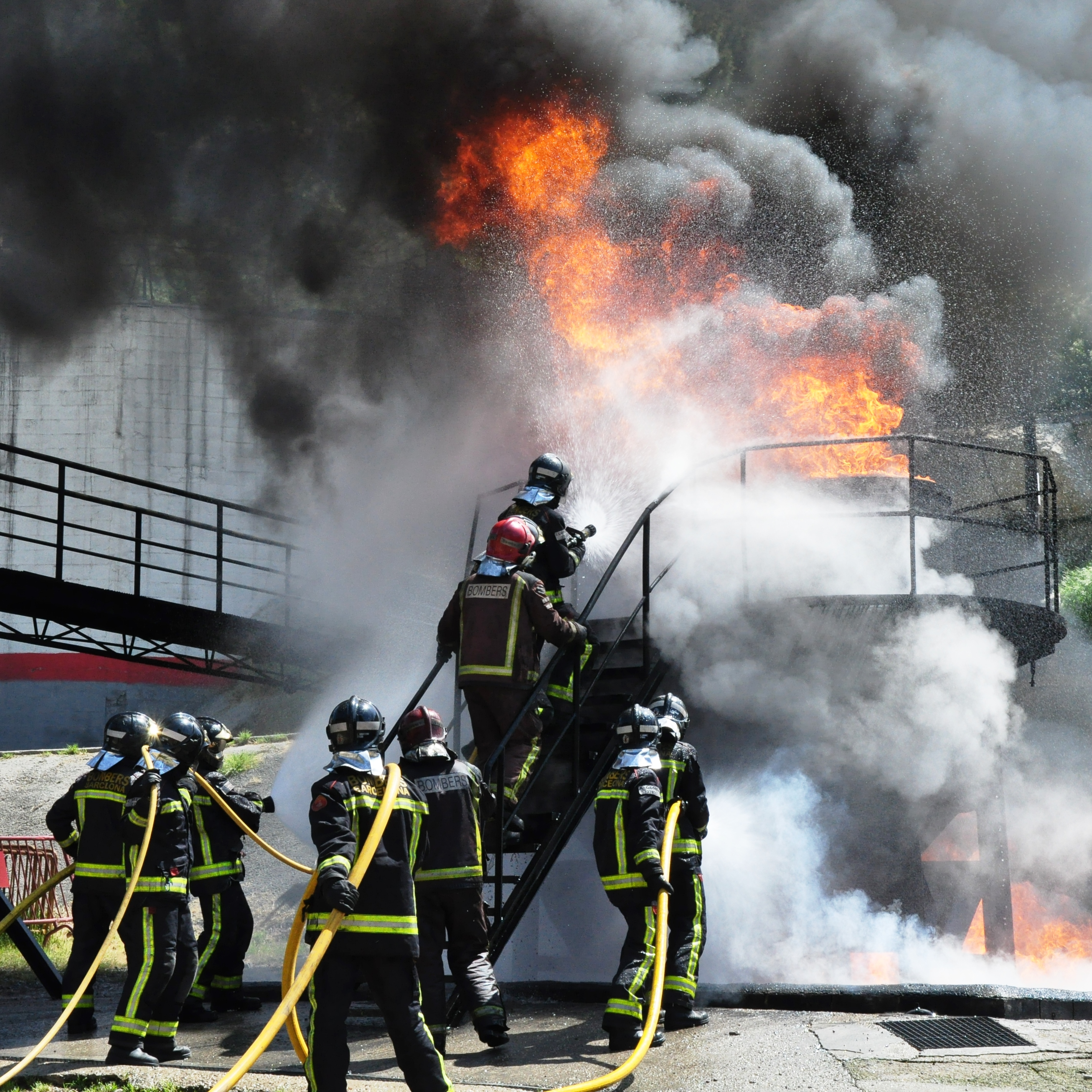
Formació de bombers de nou ingrés

### Organigrama
El febrer del 2021 es va modificar l'organigrama del Servei, quedant definit de la següent manera:
- Direcció del Servei de Protecció Civil, Prevenció, Extinció d'Incendis i Salvament. Dirigeix les 3 Divisions del Servei i 1 Unitat:
  - Unitat de Recursos materials: Gestió de tots els recursos materials de l'SPCPEIS (vehicles, eines, materials, epis i vestuari)
  - Divisió de Prevenció i Investigació Postsinistral: Planificació, coordinació i informació de les mesures de prevenció reglades, i divulgació d'aquestes amb caràcter preventiu per minimitzar el risc a la ciutat.
    - Unitat Normativa i Prestacional: Informa del compliment general i llicències en el que respecta al compliment de les normatives de prevenció d'incendis i d'altres riscos.
    - Unitat de l'Espai Bombers i de Divulgació de la Prevenció: Divulgar i promoure els consells de prevenció a la ciutadania, vetllar i difondre els valors de l'organització i preservar la memòria històrica del Cos de Bombers de Barcelona.

  - Divisió de Protecció Civil i Coordinació: Planificació de les mesures de coordinació operatives i per situacions d'emergència que es generin a la ciutat. Avaluació de les infraestructures crítiques de la ciutat davant de possibles emergències i la seva repercussió.
    - Unitat de Planificació i Anàlisi de risc: Planificació, coordinació i manteniment dels plans d'emergències municipals.
    - Unitat de Coordinació (CGE), Tecnologia operativa i Cartografia: Impulsar la resposta i coordinació del Centre Gestor d'Emergències. Impulsar i incorporar les eines per un millor coneixement de territori i riscos.

  - Divisió d'Operacions i Intervenció: Direcció, coordinació i seguiment de l'operativa de la xarxa de parcs de bombers de la ciutat.
    - Unitat Operativa Territorial: Comandament de l'operativa de la xarxa de parcs de bombers.
    - Unitat Operativa de Desenvolupament: Organització i desenvolupament de les activitats operatives i preventives dins dels torns de treball per la millora de la intervenció. Coordinació i impuls de les pràctiques i exercicis als parcs.
    - Unitat de Procediments i Formació: Elaboració dels procediments operatius per unificar els criteris d'intervenció. Identificació i promoció de les necessitats de formació.

### Personal
Les categories professionals són (entre parèntesis el número total l'any 2019):
- Plantilla operativa: Tècnics superiors (8), Tècnics mitjans (25), Tècnics d'infermeria (25), Sotsoficials (18), Sergents (30), Caporals (89), Bombers (487). Total plantilla operativa: 682.
- Plantilla no operativa: Tècnics superiors (10), Gestors-Tècnics mitjans (3), Personal administratiu (5), Auxiliars administratius (10), Agent Guàrdia Urbana Barcelona (1). Total plantilla no operativa: 29.

## Parcs de Bombers
El nombre i la ubicació dels parcs de bombers a la ciutat de Barcelona ha anat variant a través de la història del Cos. Des del primer magatzem per a la bomba hidràulica i el carro que la portava, a l'edifici de l'Ajuntament a la plaça Sant Jaume, fins a l'actualitat, han estat moltes les variacions, amb l'annexió de les viles i pobles del voltant, i a mida que la ciutat anava creixent. A continuació es relacionen els parcs històrics més destacables i els actuals:

### Parcs històrics

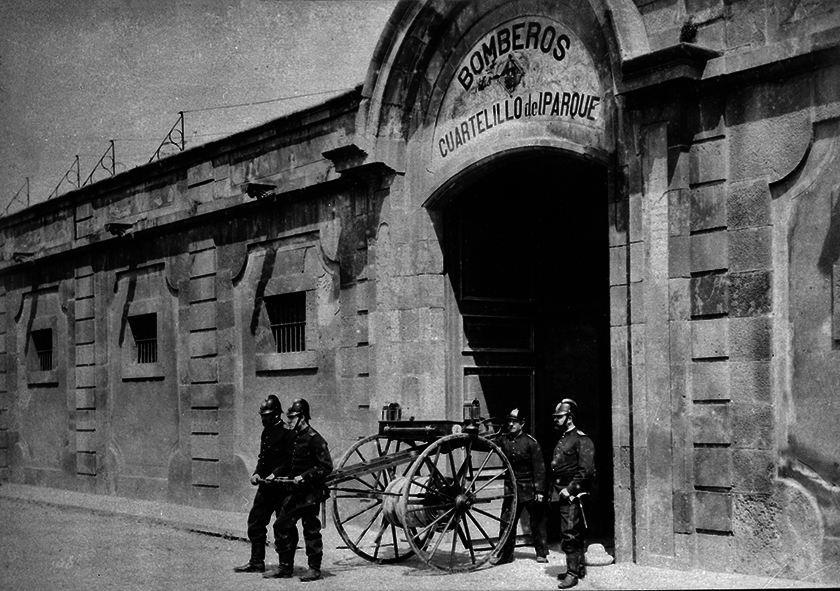
Parc de la Ciutatella a finals del S. XIX

#### Parc de la Ciutadella
El 1889 el cap de bombers Pere Falqués va fer traslladar el parc central del carrer Hèrcules/plaça Sant Jaume al Palau del Governador, situat al parc de la Ciutadella. Aquest parc va viure el pas del vehicles de tracció animal als motoritzats. Va estar en funcionament fins al 1932, essent substituït pel parc de l'Eixample.

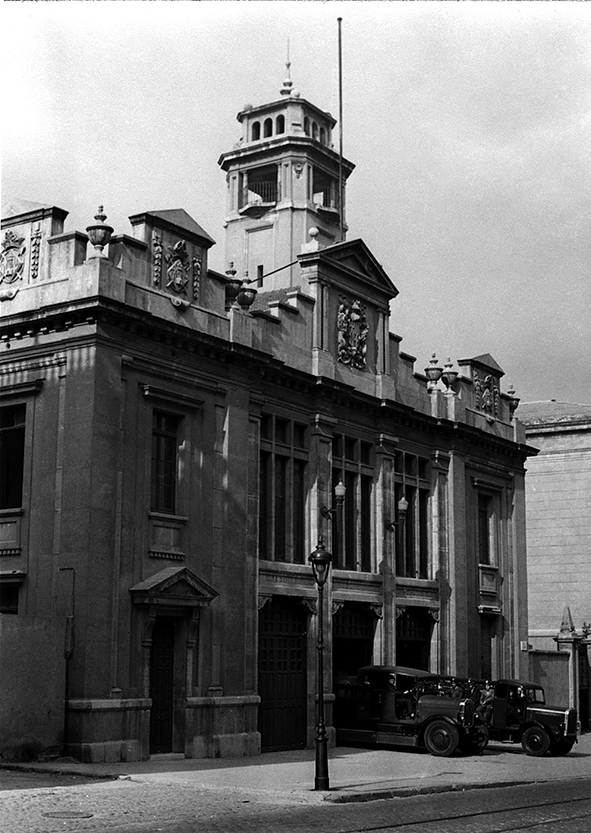
Parc del Poble Sec el 1929

#### Parc del Poble Sec
Amb motiu de la celebració de l'Exposició Internacional de 1929 es construirà la caserna del carrer Lleida, també anomenada de l'Exposició o del Poble Sec. És la primera de nova planta construïda ex-professo per aquest ús i tenint presents els requeriments dels nous vehicles a motor. Obra del cap de bombers Emilio Gutiérrez, enginyer industrial, el parc del carrer Lleida neix primordialment de la necessitat de protegir el recinte de l'Exposició Internacional de 1929, però també de la voluntat d'equipar un sector de la ciutat de fort creixement. L'any 1980 s'instal·la a l'edifici el Laboratori del Foc, un centre de recerca i experimentació de sistemes de prevenció, a més de fer les funcions laboratori pròpiament dites. La caserna del Poble Sec i el Laboratori del Foc es van tancar el 2000. El 2016 s'hi inaugura l'Espai Bombers, després d'una rehabilitació de l'edifici.

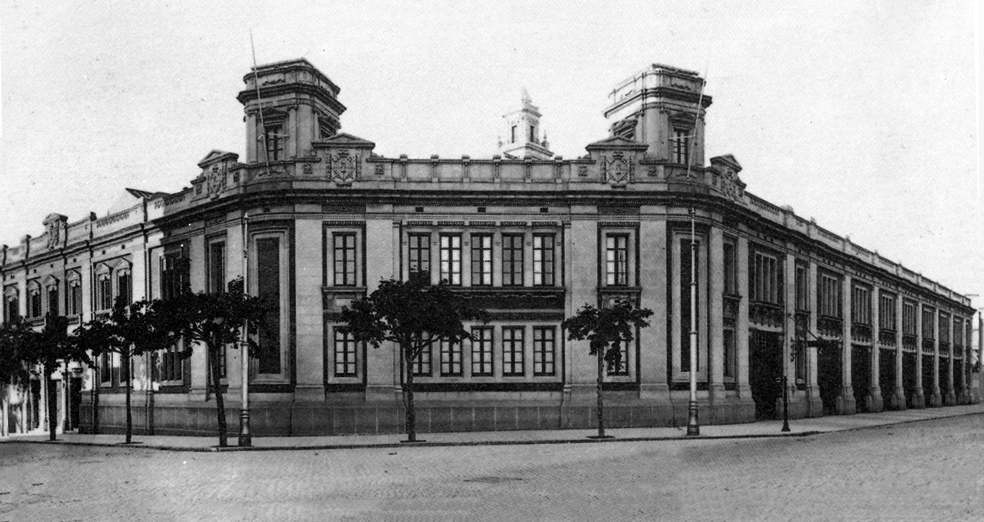
Parc de l'Eixample el 1932

#### Parc de l'Eixample
El 1932 es va construir la caserna Central, que posteriorment passaria a anomenar-se parc de l'Eixample, al xamfrà dels carrers Casanova i Provença, entre l'hospital Clínic i el mercat del Ninot. Projectat per l'enginyer industrial Emilio Gutiérrez, que havia estat el cap de bombers fins a l'any anterior, quan es va proclamar la II República. Aquesta caserna substituïa la del parc de la Ciutadella. Quaranta anys després de la inauguració de la caserna central s'edificà la façana del carrer Villarroel, amb un edifici de 9 plantes d'habitatges, del que bombers aprofità només les plantes baixes com a magatzems i oficines. El maig del 2010 el parc es va enderrocar, després que el gener d'aquell any es traslladés el personal i vehicles a la caserna provisional del parc de Joan Miró, fruit d'un conveni entre l'Ajuntament de Barcelona i la Diputació de Barcelona, que havia d'ampliar l'hospital Clínic i construir-hi un nou parc de bombers. Aquest projecte encara no s'ha dut a terme.

### Parcs actuals

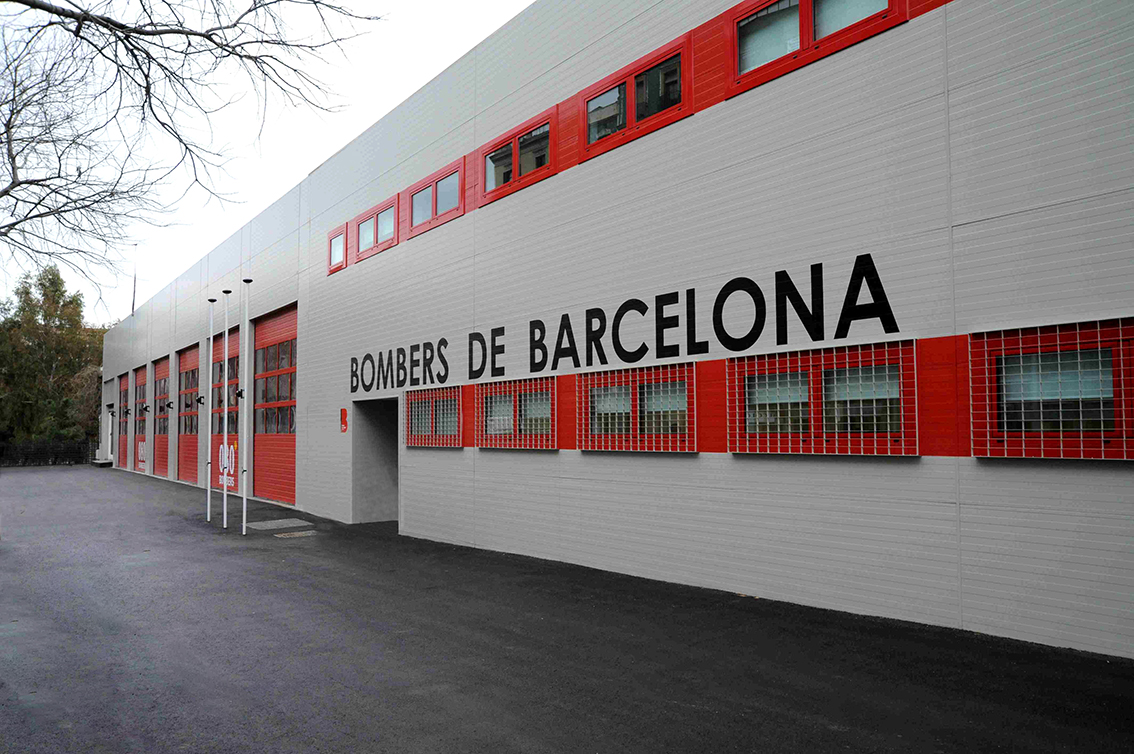
Parc de l'Eixample
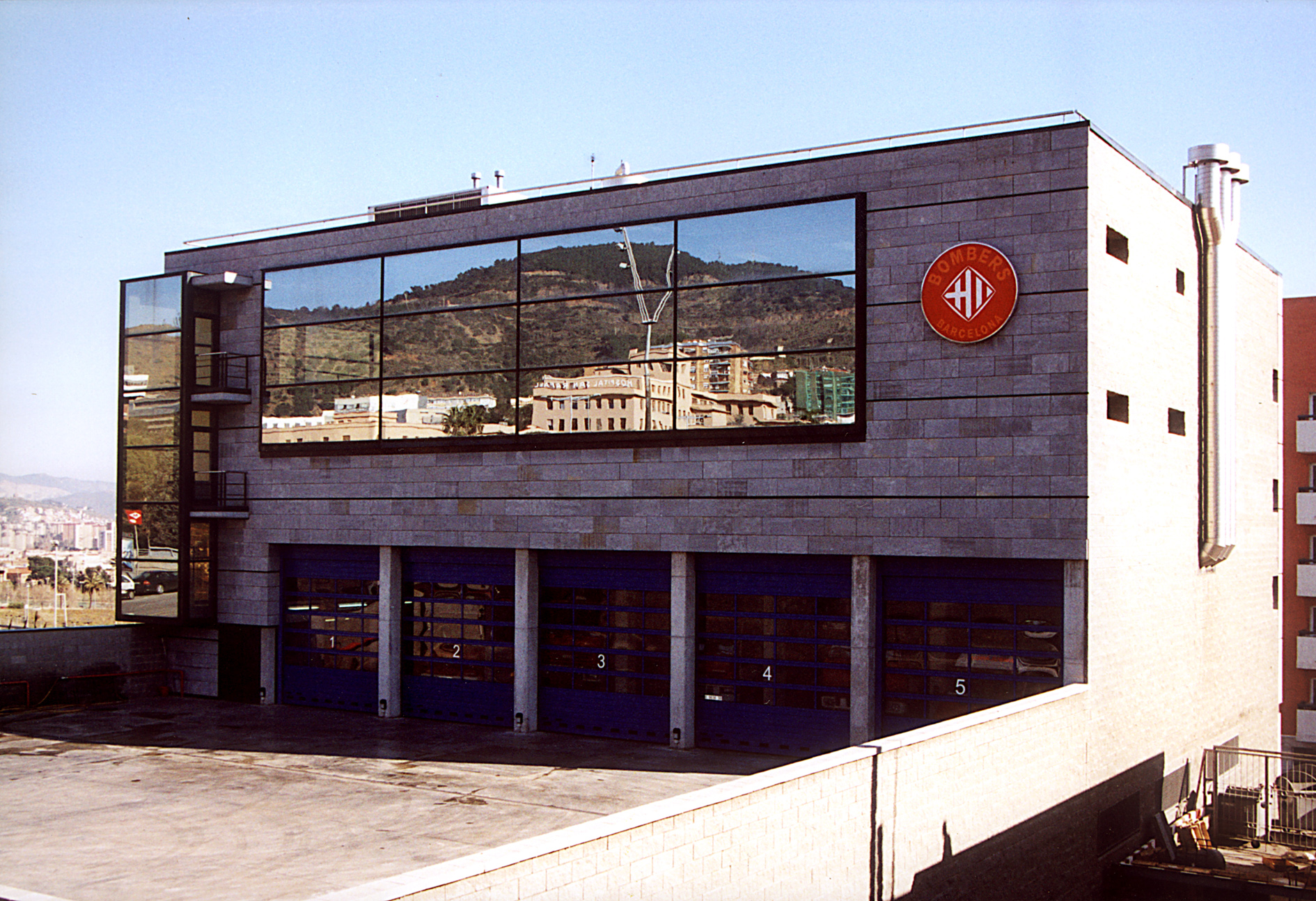
Parc de la Vall d'Hebron
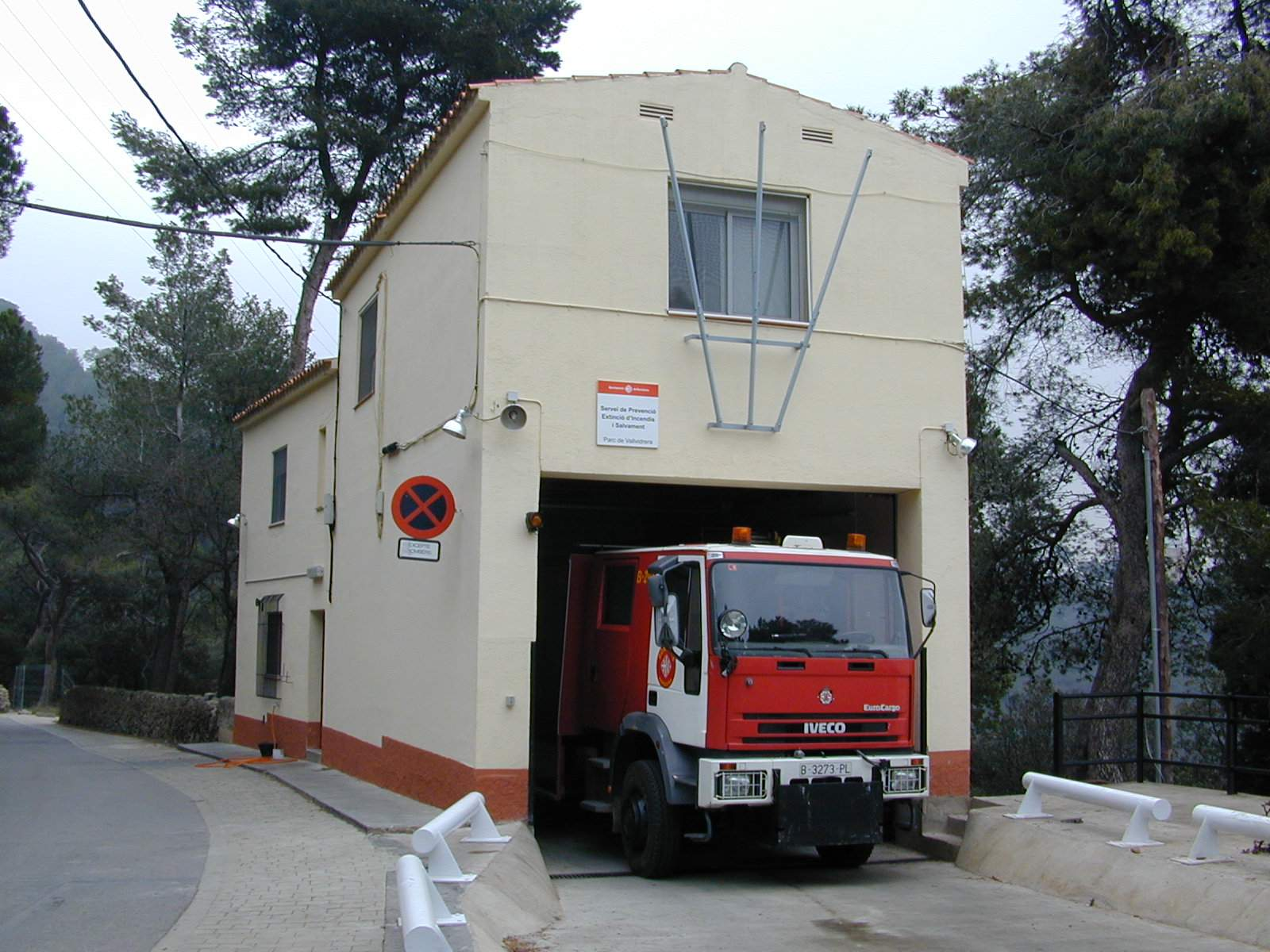
Parc de Vallvidrera
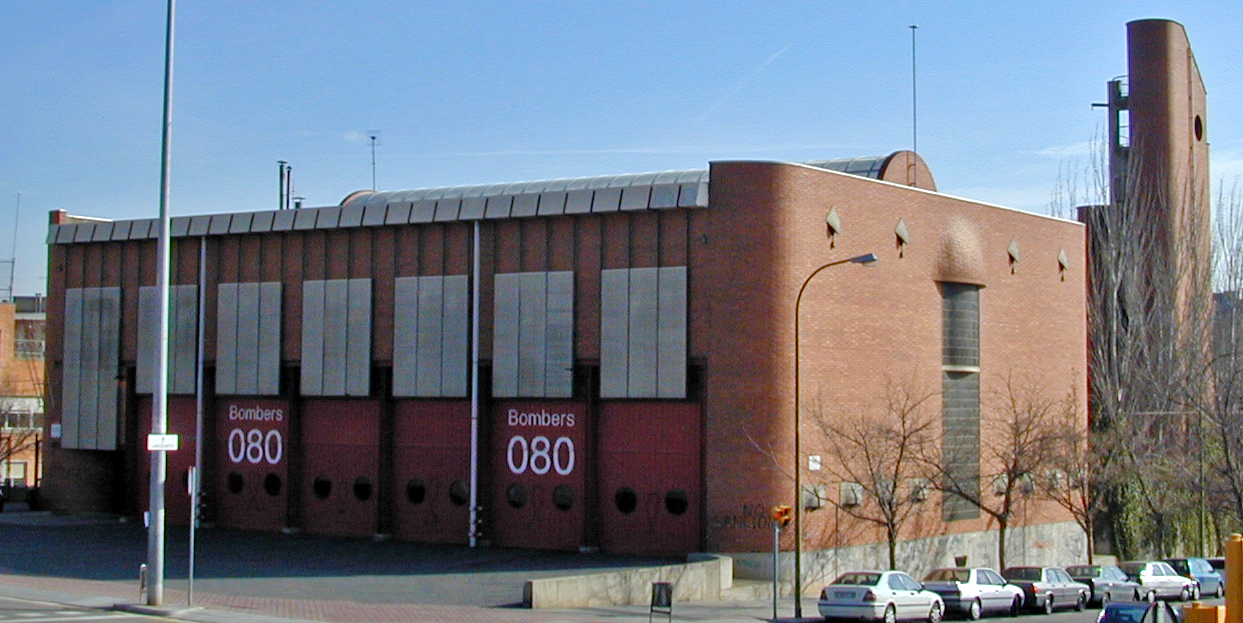
Parc de Sant Andreu
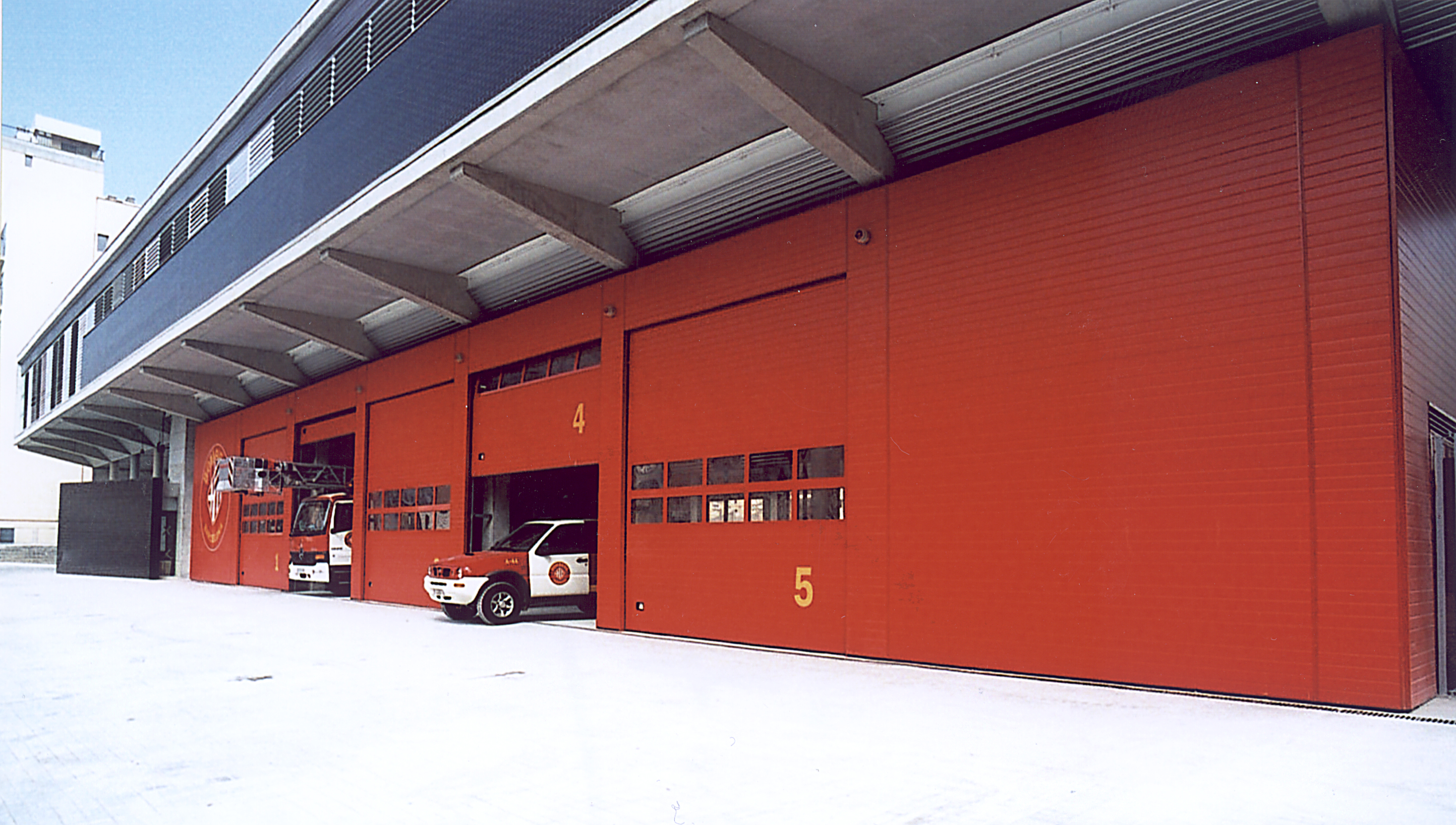
Parc de Llevant
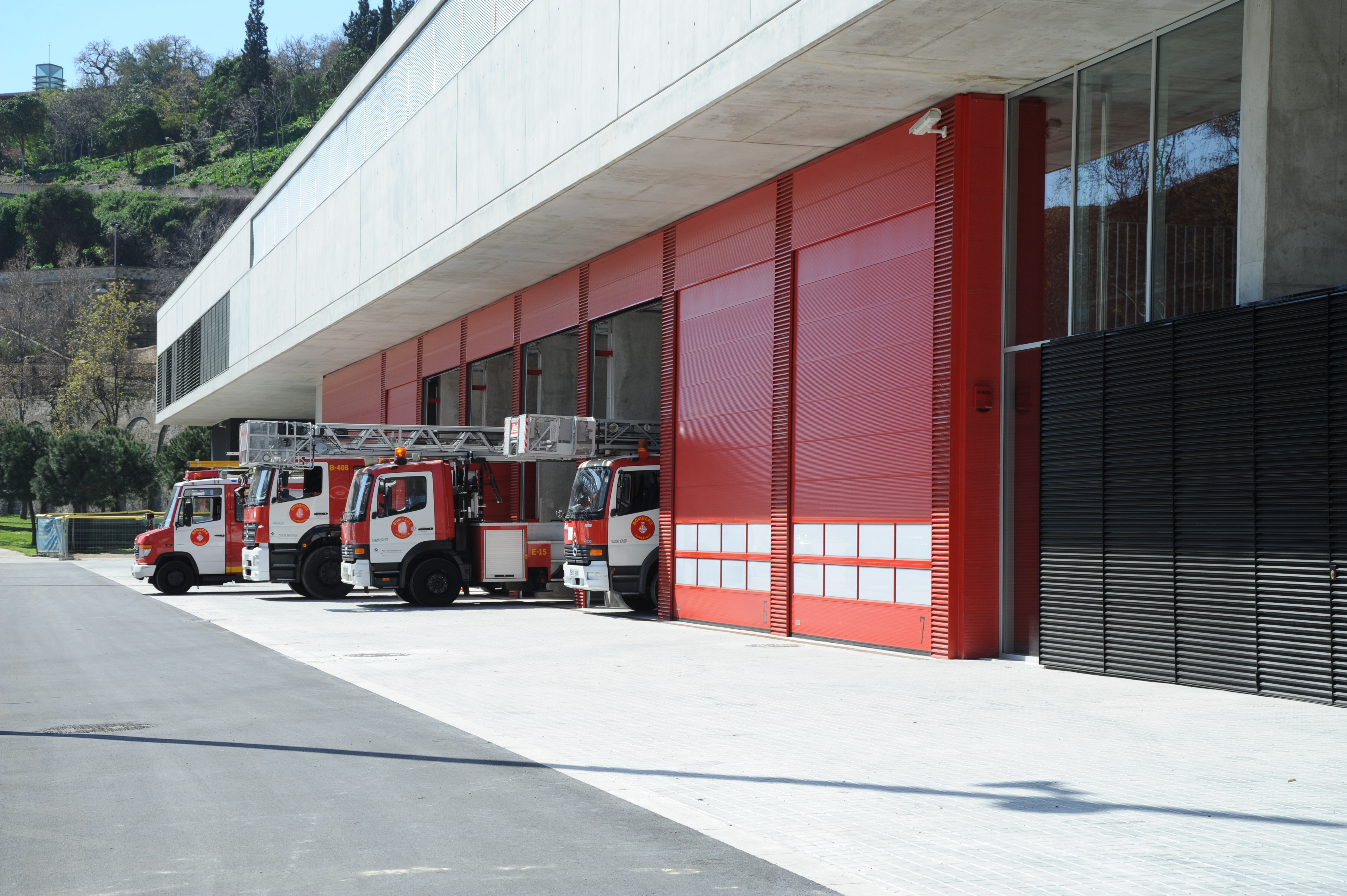
Parc de Montjuïc
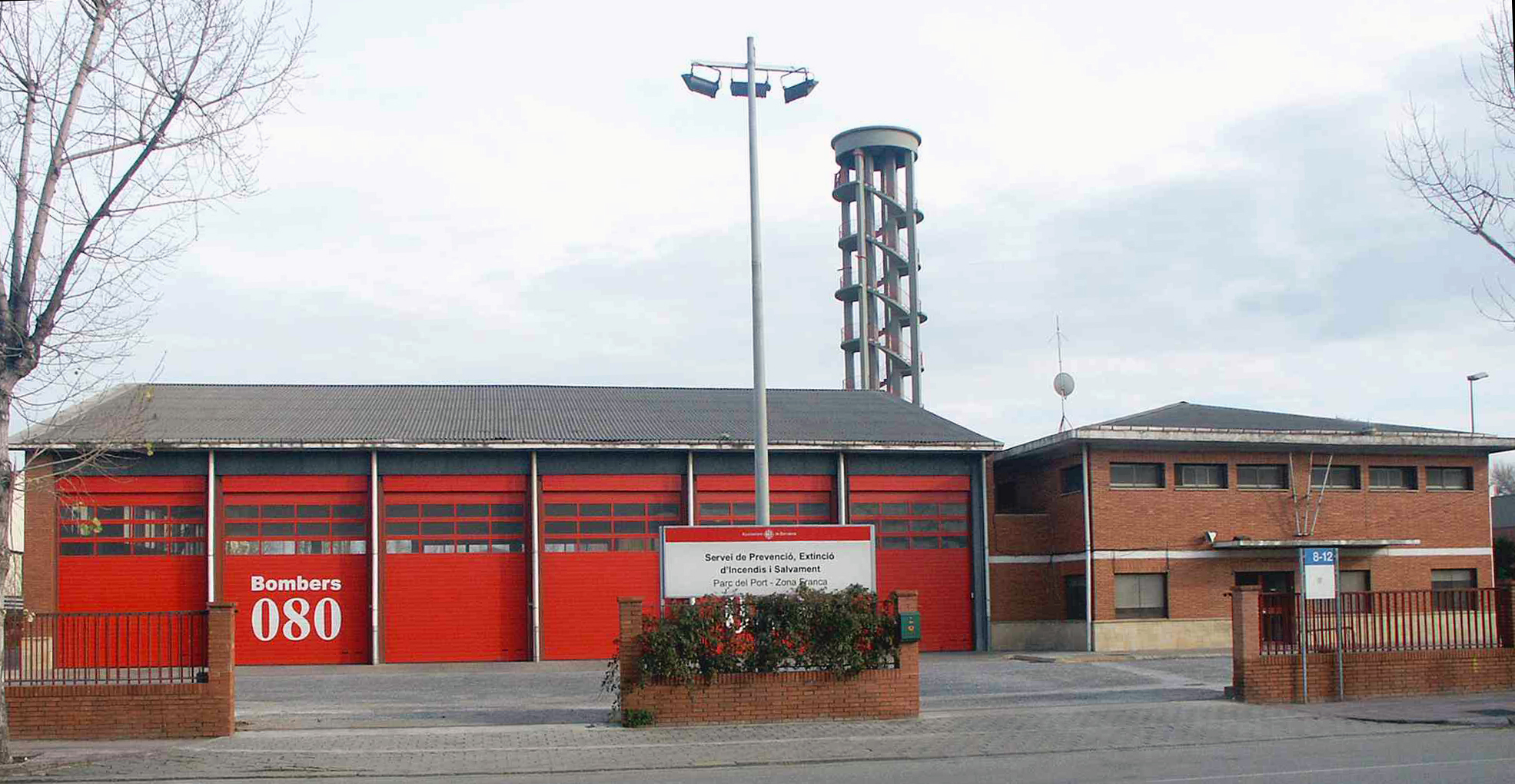
Parc de la Zona Franca

#### Parc de l'Eixample (provisional)
El parc provisional de l'Eixample es va construir el 2009 al parc de Joan Miró, al xamfrà dels carrers Aragó i Tarragona. Aquest parc de bombers havia d'allotjar temporalment, 2 ó 3 anys, el personal i vehicles de l'antic parc de l'Eixample, al carrer Provença, fins que l'hospital Clínic hi construís un nou parc de bombers. Tanmateix aquest projecte no s'ha dut a terme, i la construcció del parc provisional ha estat declarada il·legal, per estar construït en zona verda, ordenant el jutge el seu enderroc tant bon punt el parc deixi de tenir ús. L'edifici, de 2 plantes, té una superfície construïda de 1.821 m2 i 998 m2 de pati de maniobres, i hi treballen 30 bombers per torn.

#### Parc de la Vall d'Hebron
El parc de la Vall d'Hebron es va construir el 2000, al barri de la Teixonera, al xamfrà del l'Avinguda Coll i Alentorn i el Passeig de la Vall d'Hebron. Amb una superfície total construïda de 4.250 m2, repartides en 4 plantes pis, 2 soterranis i 1 pati de maniobres de 615 m2, i una capacitat de 26 bombers i 10 vehicles, dona servei als barris d'Horta-Guinardó, Gràcia i Sarrià-Sant Gervasi, així com a la serra de Collserola. En aquest parc s'hi ha instal·lat l'Aula de la Prevenció, on els alumnes de les escoles de la ciutat reben formació sobre prevenció d'incendis i també autoprotecció. El desembre de 2023 es va inaugurar la torre de pràctiques del parc, de 25 m d'alçada.

#### Parc de Vallvidrera
El parc de Vallvidrera es va construir el 1963 però aviat passà a dependre del Servei del Parc de Vallvidrera, fins que el 1983 retornà a Bombers. Ubicat a la carretera de Vallvidrera a Barcelona, és un parc amb capacitat per a una autobomba rural i la seva dotació, que entra de servei cada estiu durant la campanya forestal per a la protecció de la serra de Collserola.

#### Parc de Sant Andreu
El parc de Sant Andreu, a l'avinguda Rio de Janeiro, es va construir a instàncies de l'alcalde Narcís Serra, i el va inaugurar el 1983 l'alcalde Pasqual Maragall. Amb planta baixa, 2 plantes pis i 1 soterrani, té una superfície construïda de 3.215 m2 i 1.544 m2 de pati de maniobres.

#### Parc de Llevant
El parc de Llevant es va inaugurar el març de 2003, al carrer Castella, entre l'Avinguda Diagonal i el carrer Pere IV, substituint la caserna del carrer Almogàvers. Amb 1.822 m2 construïts, repartits entre planta baixa, entresolat i planta pis, i 2.471 m2 de pati de maniobres, dona servei al Poble Nou, el Fòrum Marítim, Diagonal Mar i la zona 22@, i permet una ràpida intervenció a les platges i la ronda del Litoral.

#### Parc de Montjuïc
El parc de Montjuïc es va inaugurar el març de 2011, al passeig Josep Carner, substituint al parc de les Drassanes. Amb 3.012 m2 construïts i 2.199 m2 de pati de maniobres, té capacitat per a 14 vehicles i 21 bombers. Cofinançat per l'Ajuntament i el Port de Barcelona, incorpora el grup de bombers submarinistes que hi havia al parc de la Zona Franca.

#### Parc de la Zona Franca
El parc de la Zona Franca va ser construït pel Consorci de la Zona Franca i cedit a l'Ajuntament de Barcelona el juliol de 1972, al carrer 60. L'edifici, de 2 plantes, té una superfície construïda de 1.700 m2 i prop de 4.000 m2 de pati de maniobres, amb una torre de pràctiques de 30 metres d'alçada. Té una capacitat per a 10 vehicles i 36 bombers.

## Especialitats
Bombers de Barcelona disposa de bombers especialitzats en tasques específiques per a la realització dels diferents tipus de serveis:

### Sanitaris

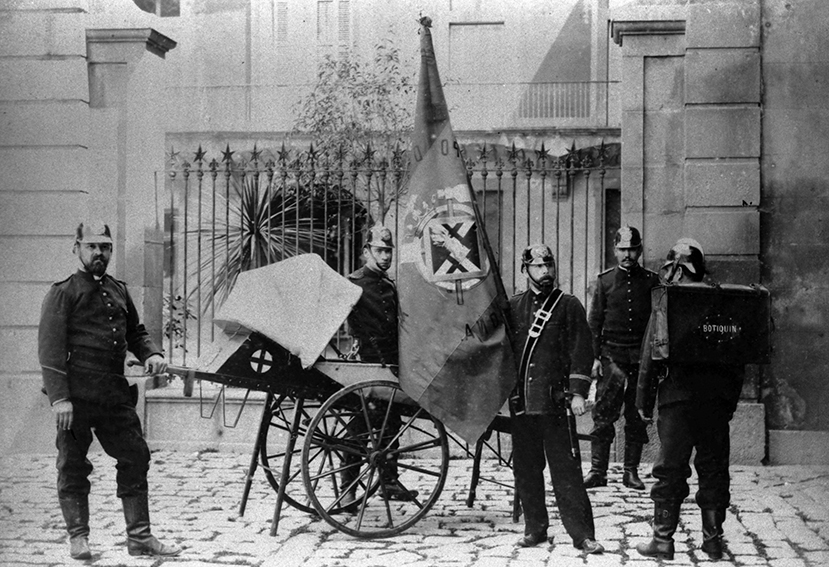
Primer servei sanitari de Bombers de Barcelona a finals del segle XIX

Des de l'inici del Cos de Bombers de Barcelona es va integrar l'assistència sanitària entre les seves funcions. L'any 1865 s'inclou una farmaciola d'assistència sanitària d'urgències a l'inventari de material que la Mútua va traspassar a l'Ajuntament. El 1927 es convoquen 2 places de practicant, a la que es van presentar metges, cosa que va provocar la protesta del Col·legi de Practicants de Medicina i Cirurgia. El 1929, amb l'impuls generat per l'Exposició Universal de Barcelona, s'adquireixen equips sanitaris i de reanimació, així com dues ambulàncies Hispano Suiza. L'any 1950 el Cos de Bombers incorpora personal sanitari a les ambulàncies, convertint-se en pioner dels serveis sanitaris d'emergències de bombers a l'estat espanyol. Els sanitaris han anat ingressant al Cos de Bombers en diferents promocions, destacant la del 1978, que van ingressar al Cos 9 ATS i el 1986, 11 Tècnics Sanitaris, entre ells les 6 primeres dones del Cos.
L'Ajuntament de Barcelona, a través del Cos de Bombers, ha acollit en 4 ocasions les Jornadas Nacionales de Bomberos Sanitarios que organitza l'Asociación de Sanitarios de Bomberos de España: les II el 1986, les VI el 1992, les XIII el 2001 i les XXVIII el 2018.

### Grup de rescat aquàtic

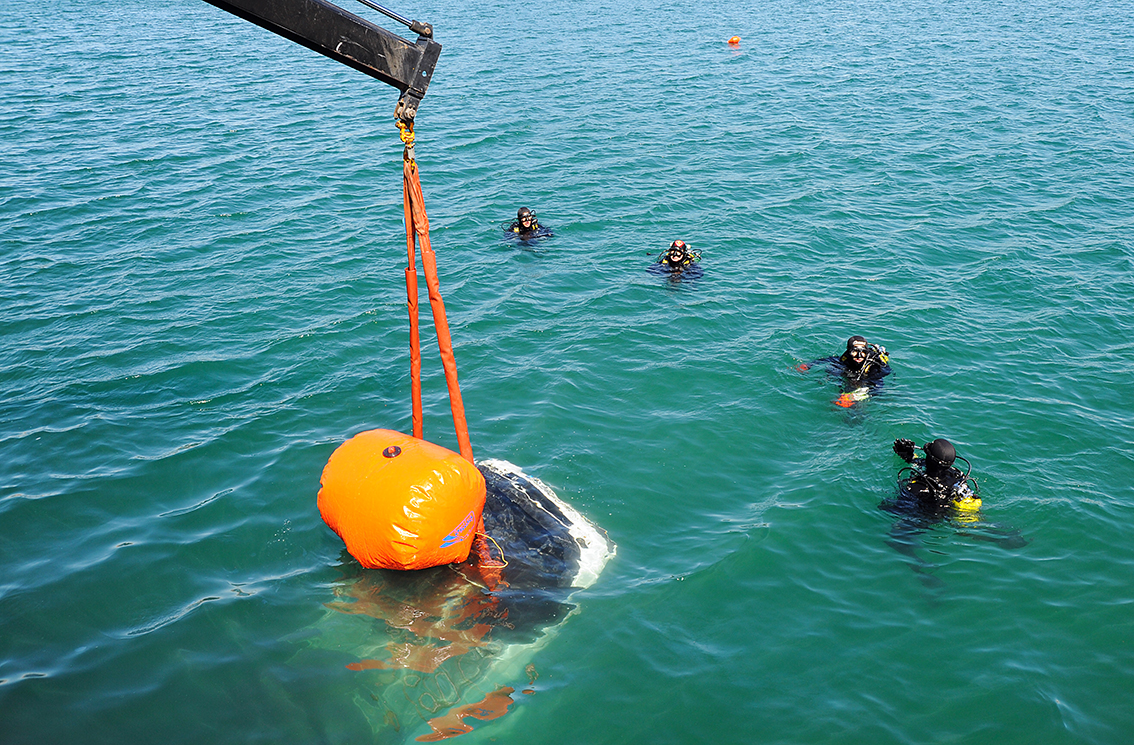
Pràctica de rescat d'un vehicle del grup de rescat aquàtic

El 1929 Bombers de Barcelona ja disposava de 4 canoes motoritzades per a la vigilància de les platges a l'estiu.
El 1961 una quinzena de bombers van formar el primer grup de submarinistes de Bombers de Barcelona, després de realitzar un curs al Centre de Recuperació i d'Investigacions Submarines (CRIS). El 1971 van tenir un servei important al port de Barcelona, en bolcar una barcassa amb 130 mariners dels Estats Units. En van rescatar 5 homes sota la barca, i van estar 3 dies rastrejant el fons del port per a trobar els cadàvers. Van morir 49 mariners. Per aquest servei els components del grup van rebre el 'Vot de gràcies' de la Sociedad Española de Salvamento de Náufragos i una 'Menció honorífica' segons Ordre Ministerial núm. 869/77.
El Grup de rescat aquàtic de Bombers de Barcelona (GRABB) actualment està ubicat al parc de Montjuïc, format per 35 bombers submarinistes distribuïts en 7 per cada un dels 5 torns. El 2017, en l'acte de celebració del 50è aniversari de la Federación Española de Actividades Subacuáticas (FEDAS), al saló de Cent de l'Ajuntament de Barcelona, van distingir amb una placa el GRABB en reconeixement de la brigada submarinista més antiga d'Espanya.

### Brigada especial de rescat

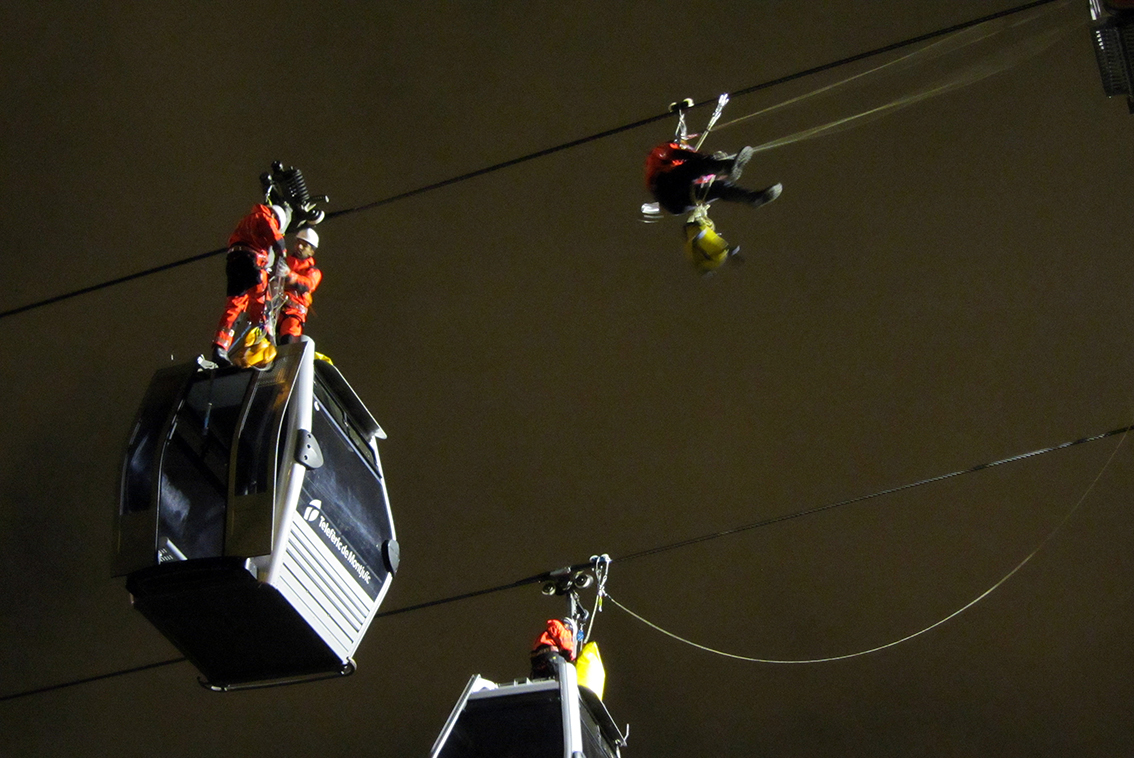
Practiques nocturnes de salvament al telefèric de Montjuïc

A mitjans dels anys 70 es va crear la Brigada Especial de Rescat de Bombers de Barcelona (BERBB), per al rescat de persones a la muntanya, formada per bombers amb alts coneixements en escalada. Actuaven per tot Catalunya, atenent uns 10 a 12 serveis l'any. Anteriorment l'encarregada d'aquests rescats havia estat l'Escola Catalana d'Alta Muntanya (ECAM). El 1976 bombers de Barcelona van començar a fer actuacions conjuntes amb l'ECAM. Aquell any va haver-hi el salvament de les persones atrapades al monument a Colom, on el bomber Jiménez (que amb els anys arribaria a oficial) va fer l'escalada per l'interior del monument fins al mirador sense lligar-se. Aquesta heroïcitat li va valer la medalla d'or al mèrit, i va donar un impuls per què el Consistori formés el grup especial de salvament. El primer cap de la Brigada Especial de Rescat va ser Ricardo Olabegoya (1974-1981). El 1982 un membre de la Brigada, Jordi Jutglar, va morir durant una acció de salvament al Pedraforca.
A mitjans dels anys 80 el Cos de Bombers de la Generalitat va començar a incorporar experts en escalada i espeleologia, i va formar el Grup de Rescat de Muntanya (GRM), amb seu a Cerdanyola del Vallès, que va substituir la Brigada de Barcelona. El 1997 el GRM es va fusionar amb el Grup de Rescat i Salvaments Subaquàtics (GRS) i es va crear el Grup de Recolzament d'Actuacions Especials (GRAE). Les funcions dels Bombers de Barcelona van quedar limitades al municipi, i es van traslladar aquests coneixements al rescat urbà. Entre altres, efectuen pràctiques de salvament al telefèric de Montjuïc.

## Serveis destacats
Santa Maria del Mar: El primer incendi a Barcelona del que es té constància escrita és el de l'església de Santa Maria del Mar, el 25 de desembre de 1379, del que se sap que va cremar l'altar major i va provocar grans danys a l'església.

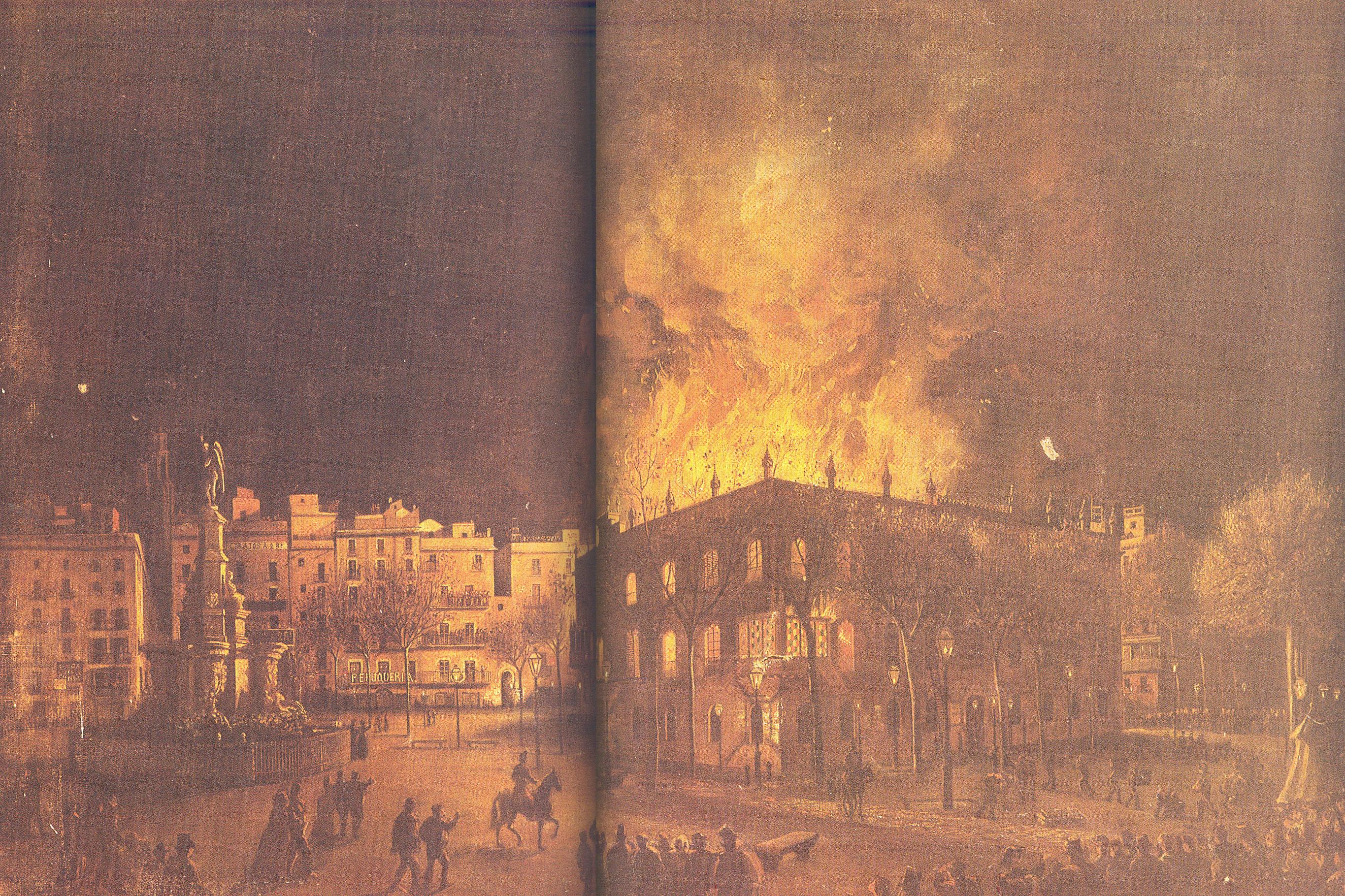
Incendi del Palau Reial el 1875

Incendi a l'Hala dels Draps: El Divendres Sant 4 d'abril de 1608 es va incendiar l'edifici de la Duana (que ocupava una part de l'Hala dels Draps, que després seria el Palau Reial, a la plaça Palau). En aquell moment els cinc Consellers de la ciutat de Barcelona estaven a missa a la catedral. Avisats del gran incendi, hi van enviar al quart conseller, els restants van demanar al bisbe escurçar la cerimònia per acudir-hi tots, li van demanar de tocar les campanes de Santa Maria del Mar per a alertar a la població, i van enviar pregoners per tota la ciutat demanant paletes i fusters per a enderrocar els murs i sufocar l'incendi, que ja s'havia propagat a les bigues de la sala d'armes. El virrei de Catalunya també hi va acudir. Sospitant que l'incendi era intencionat, els consellers van ordenar un pregó oferint 600 lliures barcelonines a qui denunciés l'autor. L'edifici finalment va ser destruït per un altre incendi el 24 de desembre de 1875.

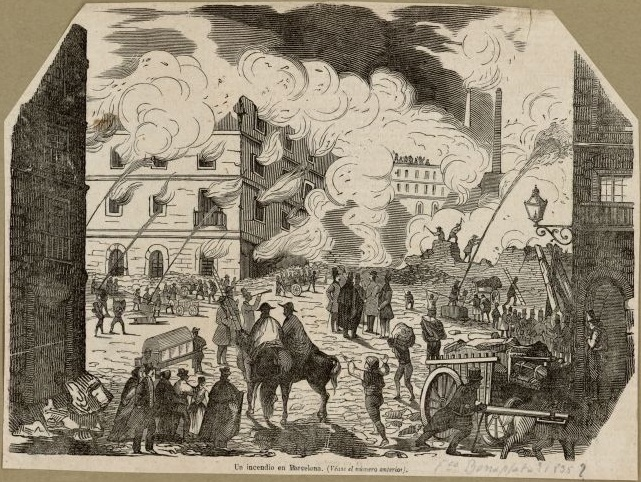
Incendi al Raval, el 18 de gener del 1851. Iniciat al vapor Capdevila i Mata del carrer de la Riereta, es va estendre a la fàbrica Armengol i només es va poder controlar set hores després.

Incendis de vapors: Al segle xix els incendis més importants els provocaven les fàbriques de vapor, de la indústria tèxtil. Per aquest motiu el 1848 es prohibí l'establiment de nous vapors a la ciutat. Van cremar fàbriques de vapor importants, com la de Bonaplanta, al carrer Tallers, el 1835, a rel d'una revolta popular (la Bullanga). L'actuació de la companyia de bombers de Barcelona, recentment creada, de la Milícia i dels propis treballadors va ser inútil. Això va propiciar la creació d'una companyia de sapadors dependent de la Milícia i sotmesa a disciplina militar que va substituir la companyia municipal. El 1851 es declarà un incendi a la fàbrica de vapor Capdevila i Mata, que va quedar completament destruïda, i les flames van arribar a la fàbrica Armengol, a l'altra banda del carrer de l'Aurora (amb una amplada de 24 pams). Les operacions d'extinció van durar 3 dies i van resultar ferits 9 bombers. Hi van treballar els bombers municipals, els bombers de la Mútua i els sapadors de les milícies, col·laborant la guàrdia civil, la municipal i els mossos d'esquadra. Es van enderrocar els edificis veïns a la fàbrica per a evitar la propagació de les flames.

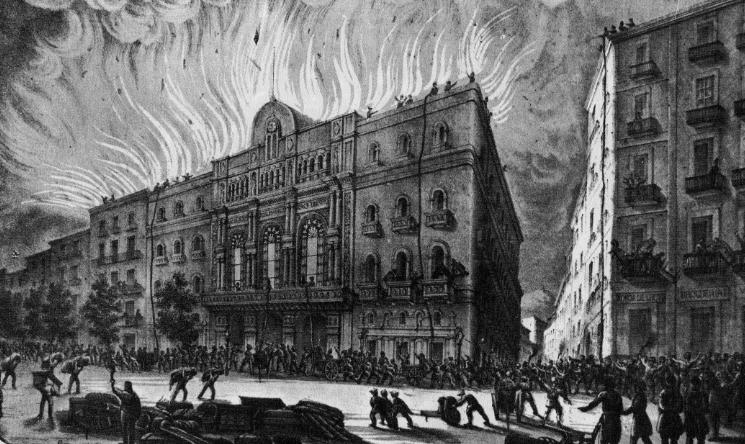
Incendi del Gran Teatre del Liceu, 1861

Incendi al Liceu, 1861: El 9 d'abril de 1861, un incendi va destruir totalment el Gran Teatre del Liceu, a la Rambla, en poc més de 3 hores. Alertats pel toc de xiulet, van acudir els bombers, que poca posa van poder fer, ja que ja cremava totalment. També van acudir els militars, que van fer vàries fileres per passar galledes d'aigua.
Incendi del Nuevo Vulcano: El 21 de maig de 1924 es va incendiar el taller metal·lúrgic Nuevo Vulcano, a la Barceloneta. La nau de 2 plantes de 1.800 m², situada entre els banys de Sant Sebastià i el Club de Natació, va cremar ràpidament. Els bombers, ajudats del servei d'incendis del Port, marineria dels vaixells i aeronàutica Naval, van instal·lar 21 línies de mànega. Els danys van ser molt importants. Van ser testimonis de l'incendi el rei Alfons XIII i el dictador Miguel Primo de Rivera, que es trobaven a Barcelona (la dictadura de Primo de Rivera s'havia instaurat pocs mesos abans). Pocs dies després, sense gaire argumentació, van ser destituïts el cap de bombers Andreu Audet, el cap de personal Josep M. Jordan i el cap instructor de material Melciar Marial, nomenant nou cap de bombers a Emilio Gutiérrez.
Incendi dels magatzems El Siglo: El dia de Nadal de 1932 van cremar els populars magatzems El Siglo, situats a La Rambla. Alertats a les 11:25 h, a l'arribada dels vehicles del Central Bt-7 i F-1, les flames sortien per les finestres de les façanes de La Rambla, plaça del Bonsuccés i carrer d'en Xuclà. Van arribar reforços de les casernes del Parc i de la Ciutadella. Al cap de mitja hora l'edifici es va esfondrar, arrossegant la façana del carrer Xuclà, que no va atrapar cap bomber perquè es van retirar a temps preveient el risc. Les tasques d'extinció van durar tota la tarda i nit. La causa de l'incendi va ser un petit tren que hi havia a l'aparador de planta baixa, que es van deixar en marxa en tancar l'establiment, i es va sobreescalfar el motor fins que es va incendiar. Els vigilants de l'establiment van intentar apagar l'incendi amb extintors, però la intensa fumera els ho va impedir. Un guàrdia urbà va veure l'incendi del tren i va trucar els bombers, al 12345. Tres bombers van resultar ferits lleus, i un bomber va rebre un cop de mànega als ulls, i va ser atès aquell mateix dia de Nadal pel famós oftalmòleg doctor Barraquer. Mai va presentar factura.
Estudis Orphea: el 28 de juny de 1962 un incendi va destruir completament els estudis Orphea, els primers estudis de cinema sonors a Espanya, ubicats a Montjuïc, al pavelló de la Química de l'Exposició Universal de 1929. La causa es va establir com a fortuita, però hi va haver acusacions contra el cap de bombers que, suposadament seguint instruccions de l'alcalde Porcioles, hauria deixat que l'incendi destruís tot l'edifici, doncs hi havia el projecte d'ampliar el veí Poble Espanyol, cosa que no es va dur a terme.
Riuades al Vallès: La nit del 25 de setembre de 1962 unes pluges torrencials van provocar riuades al Vallès, el Barcelonès i el Baix Llobregat, provocant la mort de milers de persones i emportant-se cases, fàbriques, ponts i altres infraestructures. Els Bombers de Barcelona van rebre més de mil trucades demanat els seus serveis a causa de la pluja. Des de Sabadell i Martorell també van ser requerits, però no hi van poder arribar a causa de l'aigua a les carreteres. L'endemà sí van poder acudir a municipis del Baix Llobregat, i el dia 28 van anar a Rubí a subministrar aigua potable. Bombers de Barcelona va efectuar 364 serveis, alguns de més de 24 hores de durada, entre la tarda del dia 25 i la del 30.
Incendi a la fàbrica Myrurgia: El 21 de juny de 1964 es va incendiar la fàbrica de perfums Myrurgia, situada a la cruïlla dels carrers de Mallorca i de Nàpols. El sinistre, iniciat el diumenge al matí, va adquirir grans proporcions en incendiar-se els dipòsits d'alcohol, i propagar-se al magatzem de cartonatge. Van acudir un centenar de bombers, inclosos bombers fora de servei i bombers de Sabadell, Terrassa, Badalona i Granollers. Fins a la nit no es va donar l'incendi per sufocat, sense causar víctimes.
Incendi a Rector Triadó: El 3 d'octubre de 1964, a les 3:25 h de la matinada es va declarar un incendi a una fàbrica de plàstics al carrer del Rector Triadó, 41 bis. Hi van acudir inicialment 2 autobombes del parc Central i 1 del parc de l'Exposició. El foc afectava la part interior de la nau, on hi havia un altell. Als 25 minuts de treball es fa esfondrar la coberta de la nau, arrossegant l'altell, i sepultant a 5 bombers. Dos d'ells van poder escapar, però els altres tres van quedar atrapats, demanant auxili. Les tasques de rescat es van haver de simultaniejar amb les d'extinció. Fins a les 8 h del matí no van poder rescatar-los, amb cremades a tot el cos, que van resultar fatals per al caporal Joan Calderón i Conesa i el bomber Rafael Gimeno i Miguel.
Rescat a la Fou de Bor: A la gruta Fou de Bor, a Bellver de Cerdanya, el 9 d'agost de 1965 dos espeleòlegs submarinistes que estaven explorant el sifó de la cova Tuta Freda, van deixar de donar senyals de vida. Els seus companys van demanar socors, i Bombers de Barcelona hi va enviar un vehicle amb un Cap de Zona, 6 submarinistes i 1 sanitari, a més de 3 espeleòlegs del Centre Excursionista de Catalunya, al que pertanyien els 2 submarinistes perduts. Cinc dies deprés, un bus professional va localitzar els cadàvers. Antonio Pina, dels submarinistes de Bombers de Barcelona, va rescatar un cos, i submarinistes francesos van rescatar l'altre.

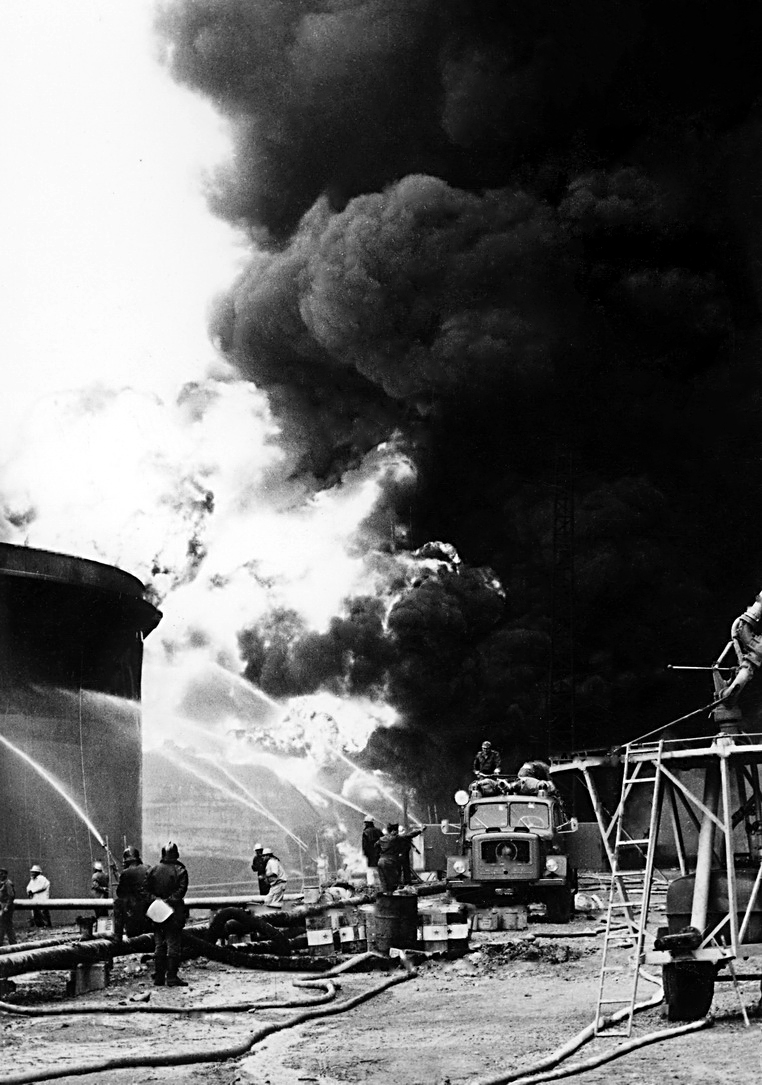
Bombers de Barcelona a l'incendi a Escombreras, 1969

Incendi a Escombreras, Cartagena: A les 23:15 h de l'1 d'octubre de 1969 es va produir una explosió a la refineria de petrolis REPESA, a la vall d'Escombreras, Cartagena, que va provocar l'incendi que afectava a gran part de la factoria. Hi va haver 5 morts i 163 ferits. Els bombers de la Refineria van demanar ajuda als bombers de Cartagena, però veient que l'incendi progressava, es van demanar reforços als cossos de bombers de tot Espanya. Hi van acudir de pràcticament de totes les províncies. La petició a Bombers de Barcelona va arribar la nit del 3 d'octubre, en el moment que s'estava desenrunant un edifici ensorrat al carrer Unió, i s'estaven buscant les víctimes. El comboi d'ajuda va sortir la matinada del dia 4, constituït per 3 autobombes i 1 vehicle lleuger, amb el Cap Director, 3 oficials, 3 sergents, 4 caporals, 11 bombers i 3 conductors. Van arribar a Escombreras la matinada del 5 d'octubre, trobant l'incendi encara descontrolat. Van col·laborar en el refredament amb aigua dels tancs de combustible, fins al dia 8 d'octubre, a les 19:30 h, que es va donar per acabat el sinistre. Van cremar 28 tancs, amb un total de 170.000 tones de combustible.
En aquest incendi es va comprovar que cada cos de bombers tenia un ràcord diferent a les mànegues, que impedia la connexió amb els de la refineria. El 1982 (amb modificació de 1994) es va publicar la UNE 23400 que normalitzava a tot Espanya l'ús del ràcord Barcelona, que era el que usaven els Bombers de Barcelona.
Incendi a la factoria Iberia Radio: El 27 de novembre de 1971, a les 18:30 es va declarar un incendi a la fàbrica de televisors i ràdios Iberia Radio, al carrer Pujades, que va afectar ràpidament a tot l'edifici. Es van demanar reforços i van acudir bombers fora de servei, treballant-hi un centenar de bombers. Hi van morir carbonitzats 3 bombers en esfondrar-se la coberta de la nau incendiada, produint una sobtada expansió de gasos inflamats que va atrapar els bombers que estaven treballant en les plantes superiors de l'edifici veí.

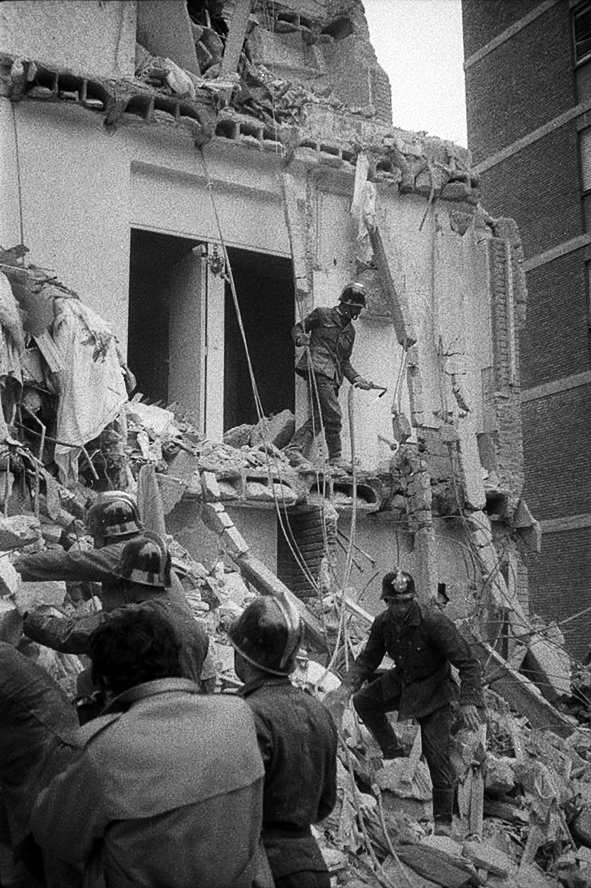
Treballs de rescat de víctimes i desenrunament a l'edifici sinistrat del carrer Capità Arenas, 1972

Explosió al carrer Capità Arenas: El 6 de març de 1972, a les 12:20 de la nit, una explosió de gas va esfondrar les portes terceres d'un edifici d'habitatges de 10 plantes, a la cantonada dels carrers Capità Arenas i Santa Amèlia. Van morir 18 persones. Era la primera explosió d'aquest tipus, quan feia poc que la companyia Catalana de Gas havia canviat la distribució del gas ciutat a gas natural.

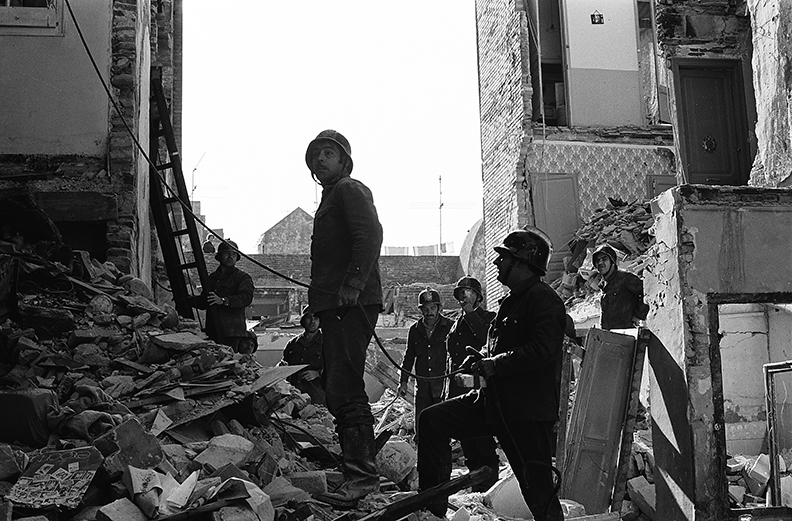
Tasques de recerca de víctimes a l'explosió del carrer Rajolers, 1972

Explosió al carrer dels Rajolers: El 19 d'octubre de 1972, a les 8:35, una explosió de gas va esfondrar 3 edificis al carrer Rajolers (Ladrilleros en aquella època), amb el resultat de 14 morts, entre ells 3 nens, i 17 ferits. Els bombers va enderrocar algun fragment d'edifici que oferia perill de caure, i va apuntalar la façana de l'edifici més alt, de planta baixa i 3 plantes, per poder desenrunar per buscar les víctimes. Més de 50 bombers hi van treballar turnant-se durant tot el dia.

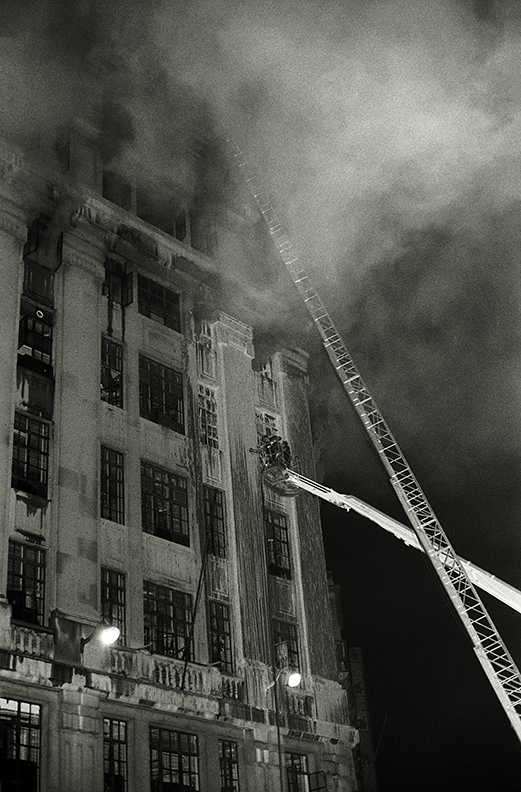
Treballs d'extinció a l'edifici Telefònica, 1973

Incendi a Telefónica: A les 20:32 h del 8 de juny de 1973 es va declarar un incendi de grans proporcions a la seu central de la Compañia Telefónica Nacional de España, a la plaça Catalunya, que afectava el cablejat i instal·lacions de la planta sisena. El foc es va atacar inicialment amb escuma, davant la prohibició de tècnics de Telefònica de llençar-hi aigua. Quan es va comprovar que l'incendi no minvava, es va procedir a extingir-lo amb aigua, controlant les flames que ja afectaven la planta vuitena. A més de les línies de mànega interiors, per façana es va treballar amb 3 autoescales i 1 autobraç. El sinistre es va controlar a les 4 de la matinada, i a les 7 del matí es va donar per extingit.
Incendi al carrer de les Tàpies: El 5 de setembre de 1974, a les 12:50 de la nit, un violent incendi va afectar la planta baixa i primer pis de la fàbrica del carrer Tàpies, 10 (vegeu casa-fàbrica Tous), on hi havia indústries de vernissos i pintures. Les plantes superiors estaven densament ocupades per habitatges, amb molta gent que demanava socors per les finestres. En ser un carrer estret, bombers van col·locar dues autoescales des de les cantonades del carrer Tàpies i a un solar del carrer Sant Pau. Quan ja havien evacuat 8 persones, es van esfondrar les plantes superiors, sepultant els que encara no havien pogut escapar. A les 6:45 es van trobar 2 persones vives i 1 morta en una habitació de la tercera planta. L'incendi es va atacar des de diverses línies de mànega a nivell de carrer, de terrats, així com per forats practicats a les mitgeres a diferents alçades, i des de l'autobraç articulat, quedant controlat a les 5 de la matinada, quedant alguns focus interiors que es van extingir totalment a les 10 del matí. Les tasques de desenrunament van durar 2 dies. Hi van morir 16 persones.
Incendi del vaixell Popi: El 7 de setembre de 1974, a les 23:06 h, es va incendiar el vaixell grec Popi, atracat al Moll Adossat del port de Barcelona. En arribar els bombers cremava la càrrega a la coberta del vaixell i material emmagatzemat al moll, propagant-se les flames a un magatzem de parafina, que va crear una relliscosa capa de parafina fosa per tot el moll. El personal del vaixell, que va desaparèixer ràpidament, va manifestar que la càrrega que portaven no podia entrar en contacte amb l'aigua. Posteriorment es va saber que el vaixell transportava fosfat trisòdic, clorat potàsic, sosa càustica i maquinària pesant. Per aquest motiu els bombers no van atacar les flames del vaixell, limitant-se a extingir les flames del moll, i creant uns murs de sorra per a contenir la parafina i poder-hi ubicar les autobombes. Cap a la 1 de la matinada es van produir 3 explosions consecutives al vaixell, projectant fragments metàl·lics, un dels quals va ferir greument la ma de l'oficial de bombers Antoni Abellan. Altres 11 bombers van patir ferides lleus per caigudes per l'ona expansiva o per l'estat relliscós del tinglado. El vaixell es va partir en dos, i el gas-oil inflamat es va escampar sobre l'aigua del mar. Els bombers van cobrir les flames sobre l'aigua amb escuma. Les explosions van provocar l'incendi al moll de bales de cotó, piles de sofre i estibes de resina acrílica. Els treballs d'extinció van durar 5 hores, quedant després una reguarda de prevenció fins a les 19 h del dia 8.

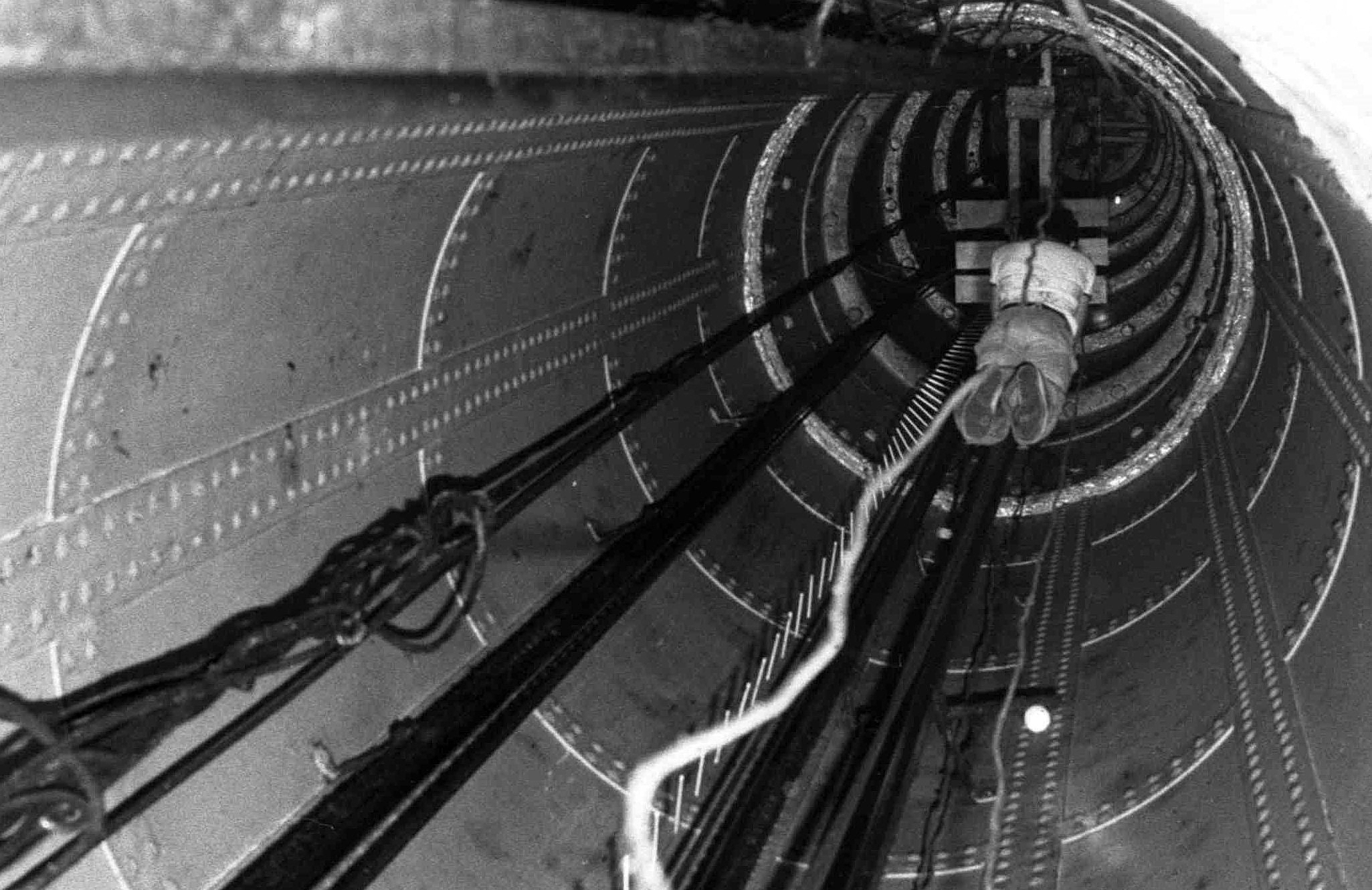
Un dels rescatats és baixat per l'interior del monument a Colom amb un aparell descensor, 1976

Rescat al monument a Colom: El 7 de setembre de 1976, a les 19:22 h, va caure l'ascensor de l'interior del monument a Colom, quan estava a una alçada de 3 m. Les 6 persones que estaven al seu interior van sortir il·leses, tret d'una ferida lleu. Però dalt de mirador, a una alçada de 55 metres, hi van quedar 13 persones que no podien baixar. Amb l'autobraç articulat, el més alt del Servei, de 30 m d'alçada, es va tranquil·litzar les persones i es va saber que hi havia 4 nens i 4 dones. Donat que les autoescales del Servei eren de 30 m d'alçada, i els aparells descensors i de rescat també eren de 30 m, es va decidir escalar per l'interior de la columna del monument, amb una escala de ganxo, aprofitant els ancoratges de la guia de l'ascensor, que eren 4 m un de l'altre. El primer bomber que va pujar va trigar 1 h 15 min en arribar a la plataforma del mirador. Des d'allà va instal·lar una escala de cable (d'escalada) fins a la base, per on va pujar un segon bomber al mirador i l'aparell descensor. Dos bombers més van pujar a mitja alçada de la columna i hi van instal·lar una plataforma que havien construït urgentment al parc, des d'on farien la segona etapa del descens amb els aparells descensors. A les 12:35 de la nit va arribar el primer rescatat a baix, i l'últim, una nena de 6 anys a braços d'un bomber, a les 3:15 h.

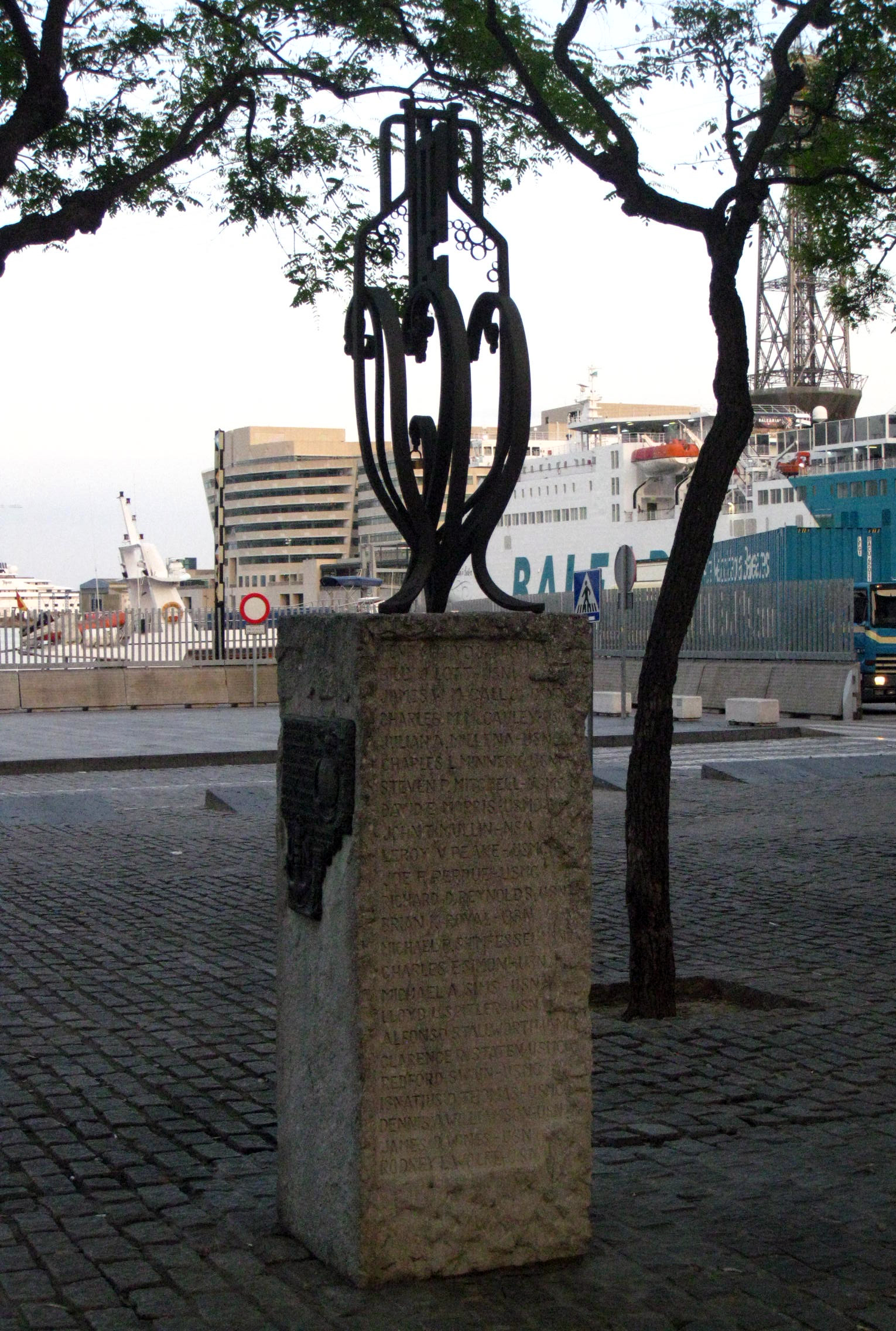
Memorial al Portal de la Pau als mariners dels EUA morts el 17.1.77

49 mariners i marines nord-americans ofegats al port: El 17 de gener de 1977, a les 2:15 de la nit, 130 mariners i "marines" nord-americans, després de fer turisme per la ciutat, tornaven als portaavions USS Guam i USS Trenton de la Sisena Flota, en una barcassa de 17 m d'eslora des de Colom, al Port de Barcelona. Però la barcassa va xocar amb un mercant i va bolcar. Alguns mariners van nedar fins al moll, i altres van ser recollits per pescadors que sortien a treballar. A les 3 h, els submarinistes del Cos de Bombers de Barcelona es llençaven a l'aigua. Van trobar homes sota la barca, en una bombolla d'aire i van buidar una botella d'aire per que en tinguessin més. Van rescatar 5 homes vius. Al matí, ja amb llum solar, Bombers, el Centre de Recuperació i d'Investigacions Submarines (CRIS), la Marina de Guerra Espanyola i l'Americana van establir una base d'operacions a les portes de l'Estació Marítima. Durant 3 dies van estar rescatant cossos. Van morir 49 homes. Al Portal de la Pau s'hi va col·locar un monument en memorial dels mariners morts i en agraïment als equips de salvament.

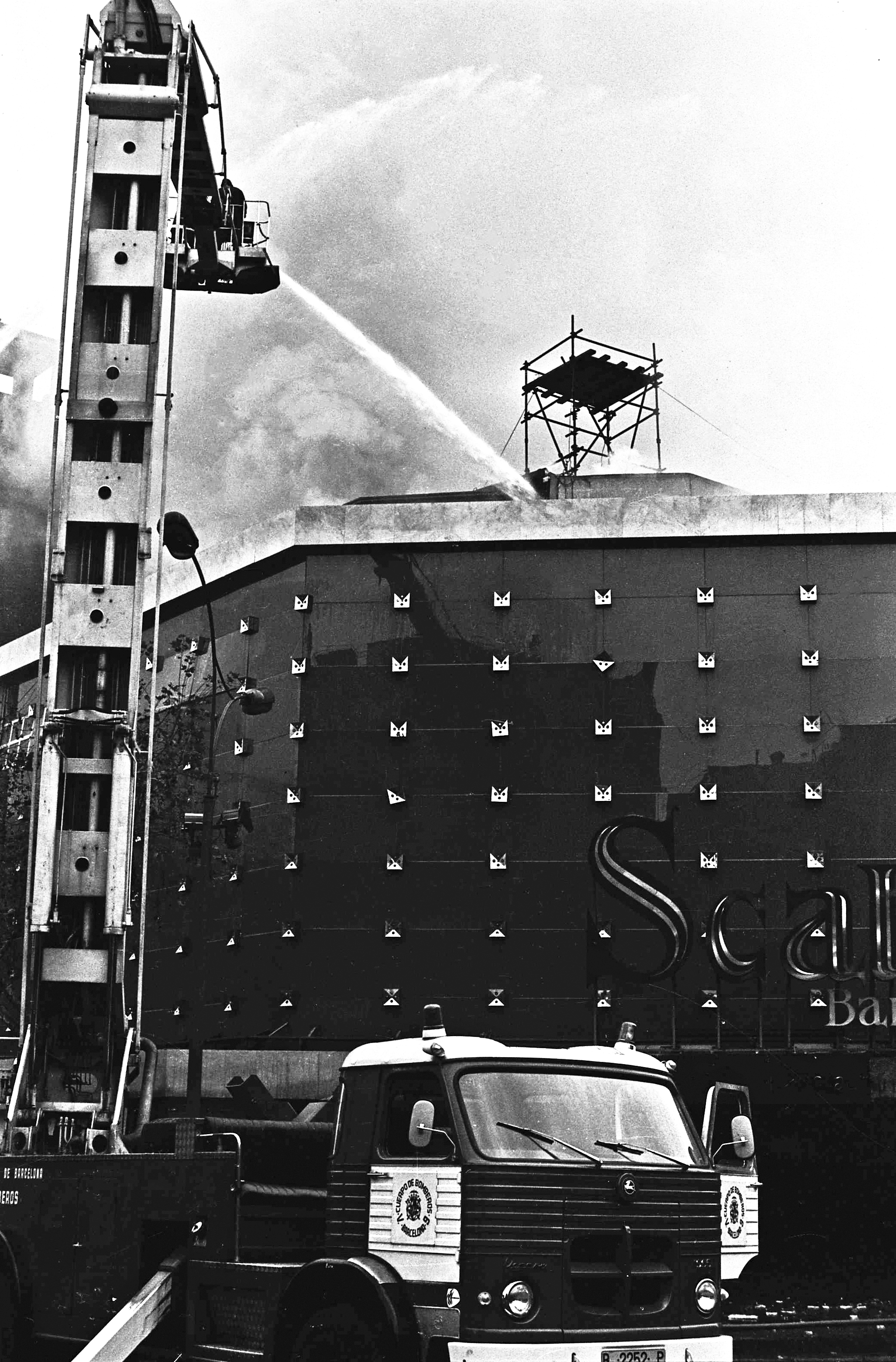
Treballs d'extinció a la sala de festes Scala, 1978

Incendi de la Scala: El 15 de gener de 1978 va cremar la sala de festes Scala Barcelona, al passeig de Sant Joan, després d'una manifestació de la CNT. Amb l'autoescala, els bombers van rescatar 3 treballadors refugiats al terrat, abans que aquest s'esfondrés a causa de les flames. Tres treballadors més van quedar dintre. Un altre treballador va sortir pels seus mitjans però va morir a l'hospital a causa de la intoxicació pel fum. Els altres 3 cossos es van trobar 2 dies més tard, després de les dificultoses tasques de desenrunament.
Incendi als magatzems Arias: L'11 de març de 1981, a les 23:45 es va declarar un incendi, aparentment intencionat, als magatzems Arias, que ocupaven el soterrani, planta baixa i primer pis d'un edifici d'habitatges al carrer Tamarit. Van morir intoxicats pel fum 4 veïns del tercer pis en intentar fugir per l'escala plena de fum.
Incendi als magatzems El Àguila: A les 12:30 del 6 de juny de 1981 es va incendiar l'edifici dels magatzems El Àguila (del mateix propietari que els magatzems 'El Siglo'), destruit-se ràpidament.

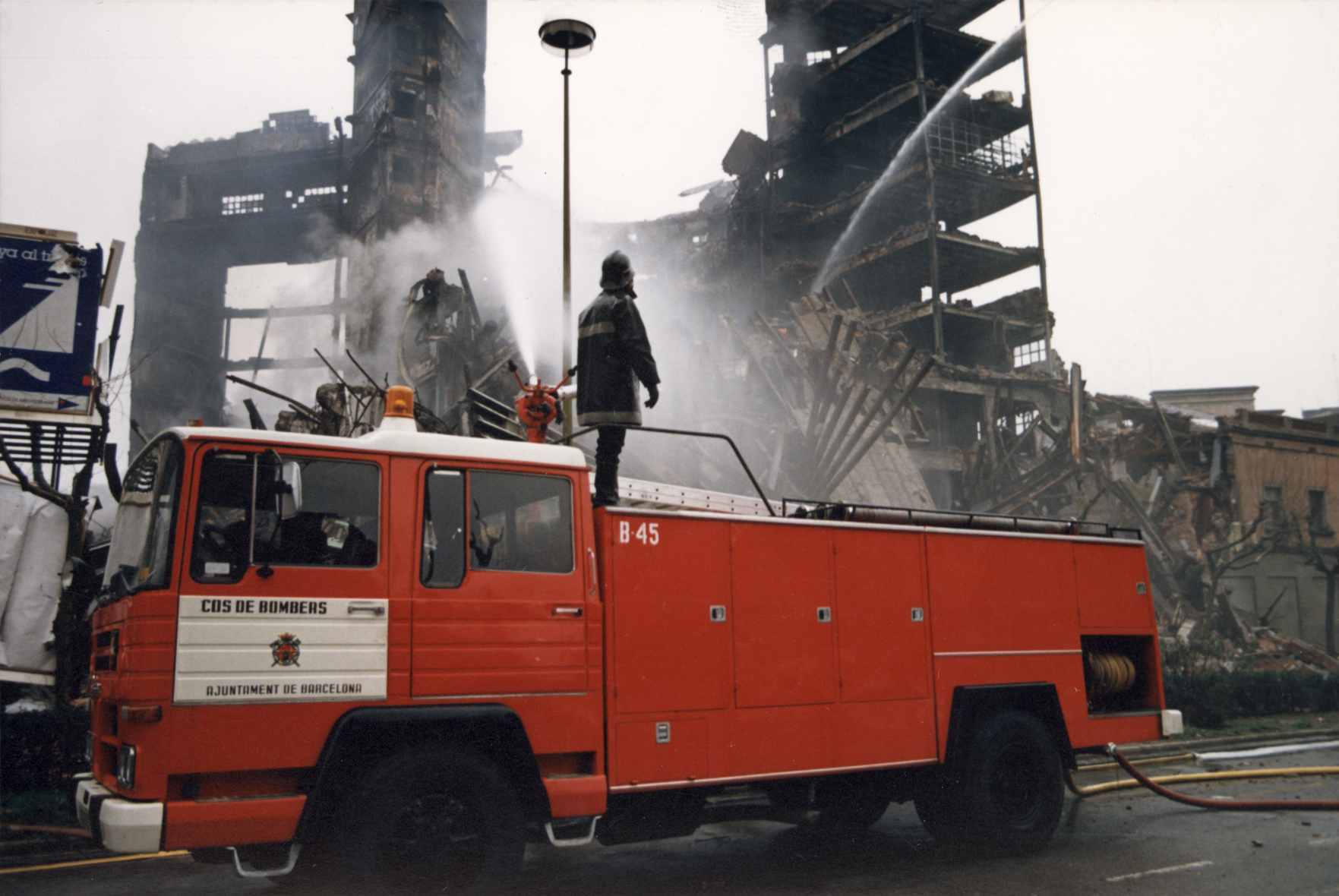
Incendi a la fàbrica Duarry al carrer Rosselló, 1987

Incendi a la fàbrica Duarry: El 17 de febrer de 1987, cap a les 3/4 de 3 de la tarda, es va declarar un incendi a la 4a planta de l'edifici de la fàbrica d'embarcacions pneumàtiques Duarry, a l'Avinguda Infanta Carlota (ara de Josep Tarradellas), cantonada amb carrer del Rosselló. Les flames es van estendre ràpidament i tots els treballadors van poder evacuar, tret de 2 que va haver de ser rescatats amb l'autobraç. En mitja hora l'incendi ja afectava tot l'edifici, de 8 plantes, i poc després van haver-hi alguns esfondraments i finalment es va ensorrar la façana. Van resultar intoxicats lleus pel fum un guàrdia urbà que va entrar a l'edifici abans de l'arribada dels bombers, i un bomber.
Incendi a l'hotel Sarrià: L'11 de maig de 1987 es va declarar un incendi en un magatzem del segon soterrani de l'hotel Sarrià, inundant de fum tot l'edifici. Uns 150 clients i 150 treballadors van poder evacuar, però altres va caldre evacuar-los amb l'autobraç, entre ells l'actriu Sara Montiel i Pepe Tous. En les tasques d'extinció el bomber Manuel Ortega Yeste es va quedar sense oxigen a l'equip de respiració atònom i va morir intoxicat pel fum. Tres bombers més van resultar ferits, 2 d'ells intoxicats i 1 de parada cardíaca. També van resultar ferits 2 treballadores per intoxicació i 3 clients, 2 d'ells per intoxicació pel fum i 1 per ferides a la ma en trencar el vidre de la finestra.
Atemptat a l'Hipercor: El 19 de juny de 1987, l'organització armada ETA va fer un atemptat al centre comercial Hipercor situat a l'Avinguda Meridiana de Barcelona. L'atemptat va consistir en l'explosió d'un cotxe bomba en el segon soterrani del centre comercial, que corresponia al primer pis d'aparcament. Sobre d'aquest pis hi havia la planta d'alimentació. L'explosió va produir un forat al sostre, provocant l'incendi i gran quantitat de fum. El nombre final de víctimes va ser de 21 morts i 45 ferits.
Esfondrament per aluminosi al Turó de la Peira: L'11 de novembre de 1990 es van esfondrar 5 forjats d'un edifici d'habitatges del carrer Cadí, al Turó de la Peira, provocant la mort d'una persona i lesions important a altres dues. La causa del sinistre va ser l'aluminosi en les biguetes elaborades amb ciment aluminós. Aquest fet va posar en alerta les autoritats respecte a un problema de gran envergadura a tot l'estat, per l'ús d'aquest ciment als anys 60. Es van crear comissions tècniques per a la detecció i seguiment d'afectats.
Explosió al carrer Comte Borrell: El 5 de desembre de 1990 una explosió de gas va destruir totalment la finca d'habitatges nº 111 del carrer Comte Borrell, arrossegant gran part de les finques 109 i 113. Es van poder rescatar amb vida la major part dels residents, tret de 3 víctimes mortals.
Incendi de la subestació de Sant Andreu: El 24 d'agost de 1993 un llamp va provocar un incendi a la subestació elèctrica de Sant Andreu, a la carretera de Ribes cantonada Via Favència, que va afectar les 80 tones d'oli d'un transformador, provocant grans flames. Inicialment els bombers van protegir els habitatges propers i la caiguda de línies elèctriques aèries. Un cop desconnectat el transformador de la xarxa elèctrica, es va extingir amb escuma durant una hora. Seguidament es va refrigerar amb aigua durant vàries hores.

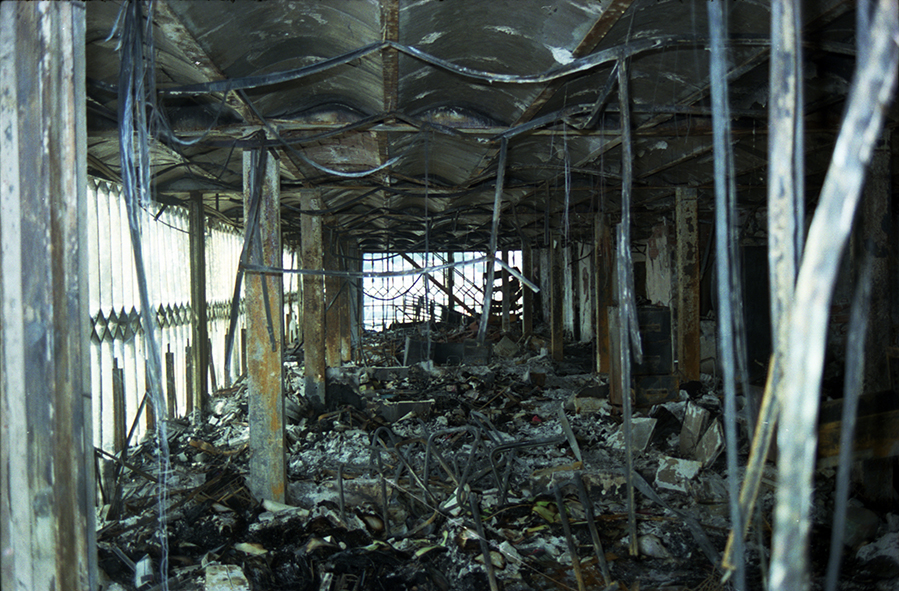
Estat en què va quedar una de les plantes sinistrades de l'edifici Autopistes, 1993

Incendi a l'edifici Autopistes: A les 5 de la matinada del 27 d'octubre de 1993 es va declarar un incendi a la planta 17 de l'edifici Autopistes, a la plaça de Gal·la Placídia. A l'edifici coexistien oficines i habitatges. L'incendi va progressar ràpidament, però tots els estadants van poder evacuar il·lesos. Es va sufocar l'incendi en 3 h d'actuació, quedant destruïdes totalment les plantes 17, 18 i 19, i parcialment les 12 i 13 per caiguda de material incandescent. Hi van intervenir 7 autobombes, 2 autoescales, 1 autobraç, 6 vehicles de comandament i auxiliars i 1 ambulància, en total 57 bombers.
Incendi al Liceu, 1994: El 31 de gener de 1994 va tornar a cremar el Gran Teatre del Liceu. Aquest cop la causa van ser les espurnes de les soldadures que estaven efectuant al teló contra-incendis de l'escenari. Els treballadors van intentar sufocar-lo amb extintors, sense èxit. Van evacuar els 100 treballadors de manteniment que hi havia i els nens d'una escola que estaven de visita. No hi va haver cap ferit. En 3 h van quedar totalment destruïts l'escenari i la sala del públic (amfiteatre). Només es va poder evitar que les flames afectessin els edificis veïns. Es van poder salvar de les flames les dependències del Cercle del Liceu, amb el seu valuós llegat d'art, el Saló dels Miralls i el conservatori. Hi van intervenir 13 autobombes, 4 autoescales, 6 furgons d'assistència tècnica i 1 ambulància.

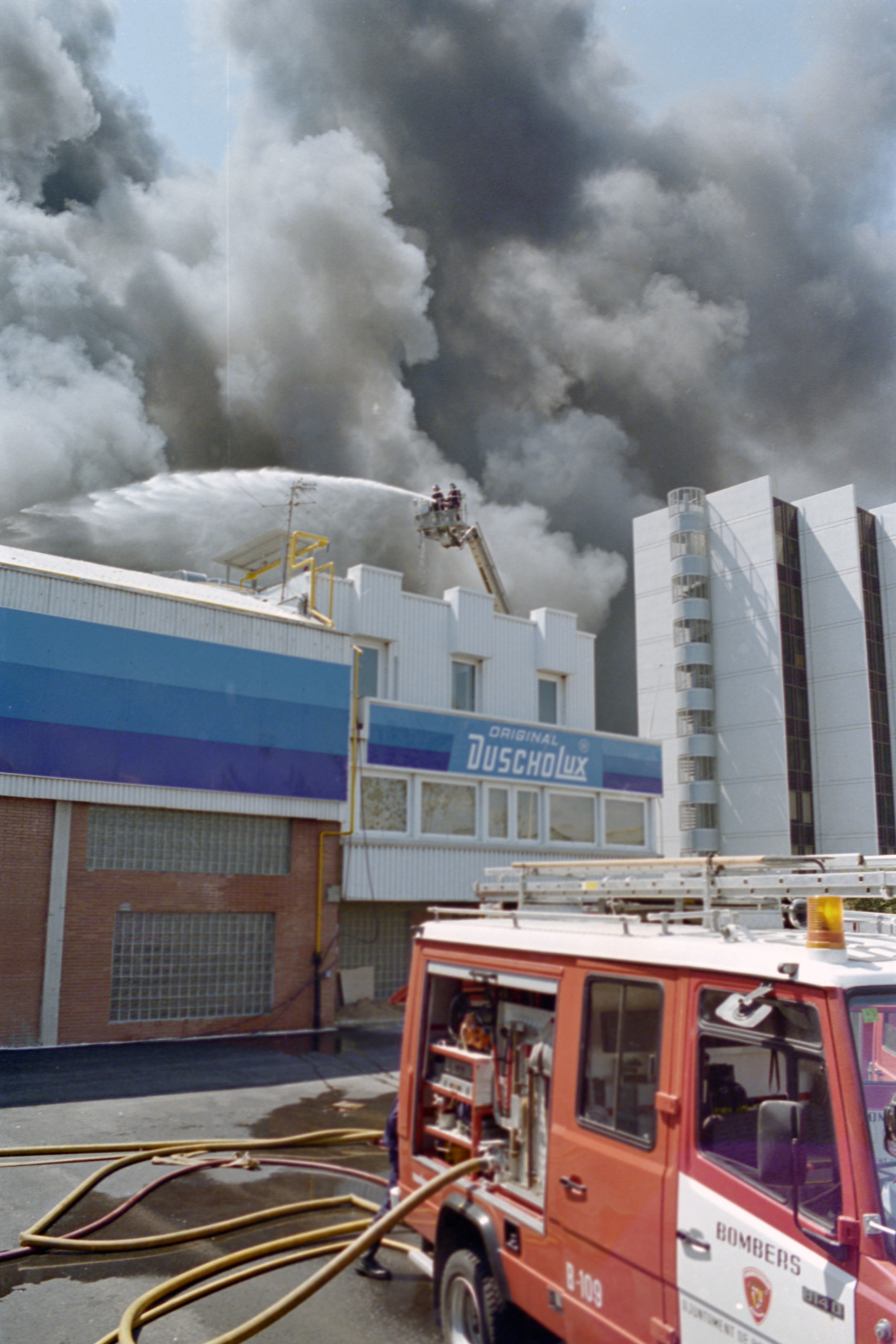
Incendi a la fàbrica Duscholux, a la Zona Franca de Barcelona, 1995

Incendi a Duscholux: El 22 d'abril de 1995 es va declarar un incendi a la fàbrica de mampares Duscholux, al carrer 60 de la Zona Franca, a causa d'unes soldadures a la tela asfàltica de la coberta. L'incendi va afectar tota la nau, i al cap d'una hora de treballs es va esfondrar parcialment la coberta, atrapant al bomber Antonio Redondo Andújar, que va morir, malgrat ser atès immediatament i traslladat a l'hospital Clínic.
Incendi del vaixell Vento di Scirocco: El 31 de gener de 1996 es va declarar un incendi al vaixell portacontenidors Vento di Scirocco, al port de Barcelona, quan un contenidor va explotar i va iniciar un incendi que podia propagar-se als altres contenidors i provocar un desastre. La ràpida actuació dels bombers va evitar-ho.
Deflagració a Repsol-Butano: El 19 de juliol de 1996 una gran deflagració de gas butà i propà a la factoria de Repsol-Butano, ubicada a cavall entre Barcelona i l'Hospitalet, va causar un mort i 5 ferits entre els treballadors de l'empresa. Les flames van afectar l'exterior dels dipòsits de 6.000 m3 de gas butà i propà. Bombers de Barcelona i de la Generalitat van extingir les flames i refrescar els dipòsits de gas als que se'ls havia cremat el calorifugant.
Incendi a la Torre Urquinaona: El 27 de gener de 1999 es va calar foc a la Torre Urquinaona, un edifici d'oficines de 22 plantes. L'incendi va començar al migdia, quan els pintors que estaven reformant una oficina de la planta 12 van anar a dinar. Les flames es van propagar ràpidament per façana a les plantes 13 i 14. Les dificultas de l'extinció van ser donades per l'alçada de l'immoble, que va requerir l'actuació d'una autoescala i un autobraç articulat, a més de 55 bombers i 15 vehicles. L'incendi va quedar controlat en 2 hores.
Incendi al Mercat Central de la Flor: El 24 d'abril de 2001, a les 9:37 h, es va declarar un incendi al Mercat Central de la Flor, a Mercabarna, en una parada de flors artificials, que es va estendre ràpidament. A l'arribada de les dotacions de bombers del parc de Zona Franca, les flames ja es propagaven per la coberta. Amb l'autoescala es va rescatar a 2 treballadors atrapats a la coberta. Van arribar reforços dels parcs de l'Eixample, Vall d'Hebron i Sant Andreu, així com dels bombers de la Generalitat, amb 4 autobombes i autobraç. La temperatura va deformar els cables que suportaven la coberta, i aquesta va cedir, quedant suportada pels tancaments perimetrals. A les 21 h es va donar per controlat l'incendi, que va afectar el 90% del contingut de la nau. Els 300 treballadors que hi havia al moment del sinistre van sortir tots il·lesos.

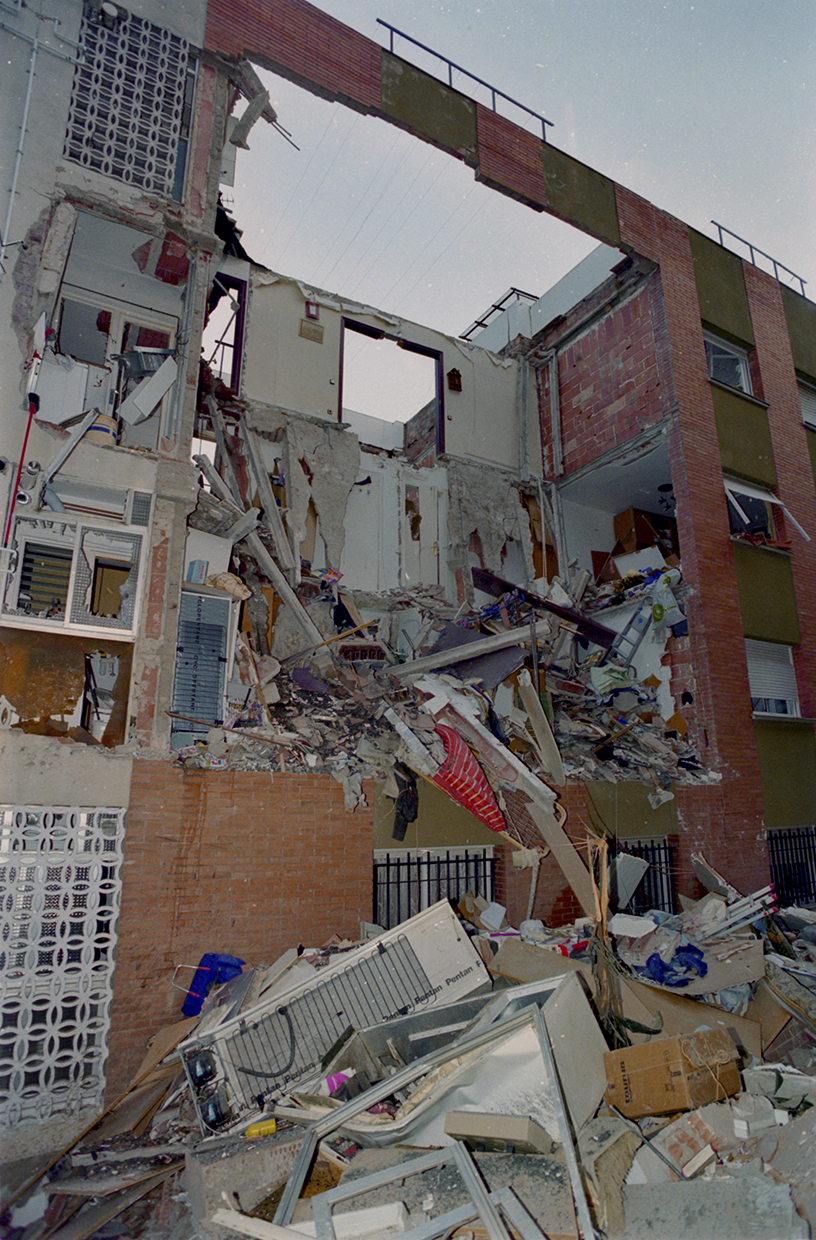
Estat en què va quedar l'edifici sinistrat al carrer Eduard Toda, 2002

Explosió al carrer Eduard Toda: A les 15:40 del 30 de gener de 2002 una explosió de gas natural va ensorrar 4 plantes d'un edifici d'habitatges al carrer Eduard Toda. Alguns veïns van poder fugir. El bombers van rescatar una dona a la cuina del pis 3r 1a, única part del pis que no s'havia ensorrat. Després del recompte de persones, se'n trobaven a faltar 5. Es van sanejar les parts que oferien perill imminent de caiguda, i 52 bombers, que s'anaven rellevant, van desenrunar manualment, trobant els cossos paulatinament, 3 d'ells morts i 2 vius. L'últim a les 3:12 de la matinada. Una de les persones vives tenia cremades de segon grau a la cara, mans i cames, i era probablement la causant intencionada de la fuita de gas.

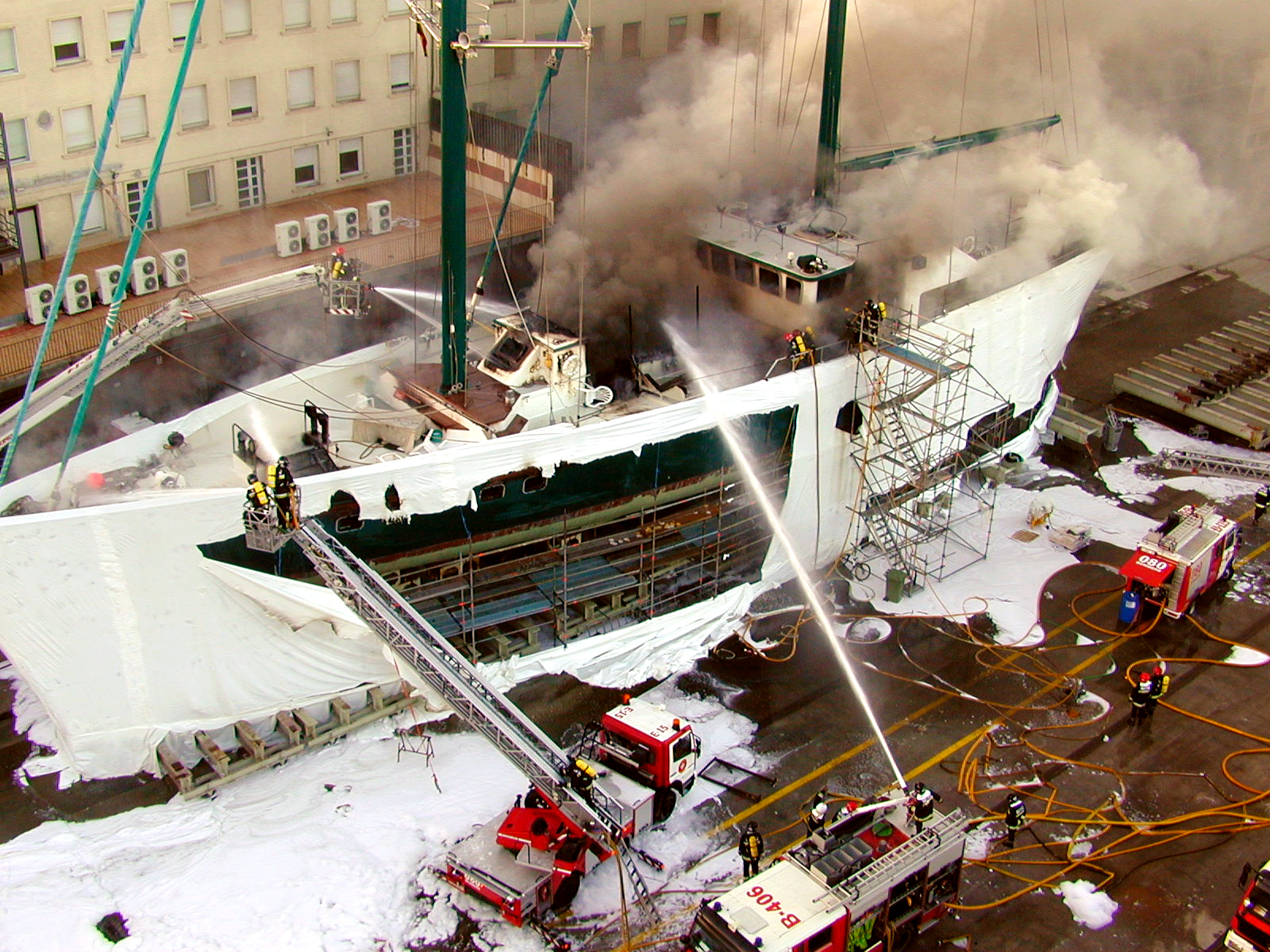
Extinció de l'incendi al Vaixell "Lamu" al Moll Occidental del Port de Barcelona, 2002

Incendi al veler Lamu: A les 2:45 del 25 de maig de 2002 es va incendiar el vaixell Lamu, de 50 m d'eslora, que es trobava en procés de reparació al dic sec del Moll del Rellotge al Port de Barcelona. Els tripulants que havien sortit van informar que quedava una noia de 28 anys a dintre. La fumera era molt intensa, però els bombers la van poder localitzar ja morta. Les tasques d'extinció van consistir en projectar escuma per totes les obertures possibles. Va caldre subjectar amb grues del port els 2 pals del veler, de 45 m d'alçada i 8 tones de pes, que amenaçaven de caure, ja que eren les úniques parts metàl·liques de l'estructura, la resta era de fibra de vidre. El foc va quedar controlat a les 16:30.
Esvoranc al Carmel: El 25 de gener de 2005 Bombers va rebre l'avís dels responsables de l'obra de perllongament del túnel del metro de la línia 5, per un petit esllavissament de terres. Preventivament es van desallotjar els 2 edificis situats a la vertical de l'esllavissament. Dos dies després, el 27 de gener, tornen a rebre un avís a les 10 del matí de que un edifici al carrer Sigüenza, número 31, presentava risc d'ensorrar-se. S'hi van desplaçar 6 vehicles amb 20 efectius, inclosos el cap de dia i el cap de guàrdia. Van ser testimonis de com l'edifici del carrer Sigüenza amb Conca de Tremp era engolit literalment. L'ensorrament va produir un esvoranc d'uns 20 metres de diàmetre i 25 de profunditat respecte al nivell del carrer. No hi va haver víctimes perquè els veïns havien estat desallotjats 2 dies abans. Es van delimitar tres anells de seguretat a 25, 50, i 100 metres, fet que va anar acompanyat del desallotjament preventiu de prop de 80 finques d'aquest perímetre. Els tècnics directors de l'obra van decidir l'emplenat del forat amb formigó, un procés que es va dur a terme en 24 hores. Davant la incertesa de l'estat del terreny, Bombers no va permetre apuntalar la part de l'edifici veí a l'ensorrat que estava en estat molt precari. El dia 3 de febrer, a les dues de la matinada, va aparèixer un segon esvoranc. Això confirmava la incertesa de l'estat del subsòl. Es van tornar a desallotjar els veïns. Tres edificis més van quedar amb l'estructura molt afectada. El primer esvoranc es va omplir amb 3.000 m3 de formigó en 30 hores, i el segon uns 1.000 m3 en 12 hores. Bombers va estar 2 mesos en constant contacte amb els veïns desallotjats i controlant dia a dia l'estat dels edificis.

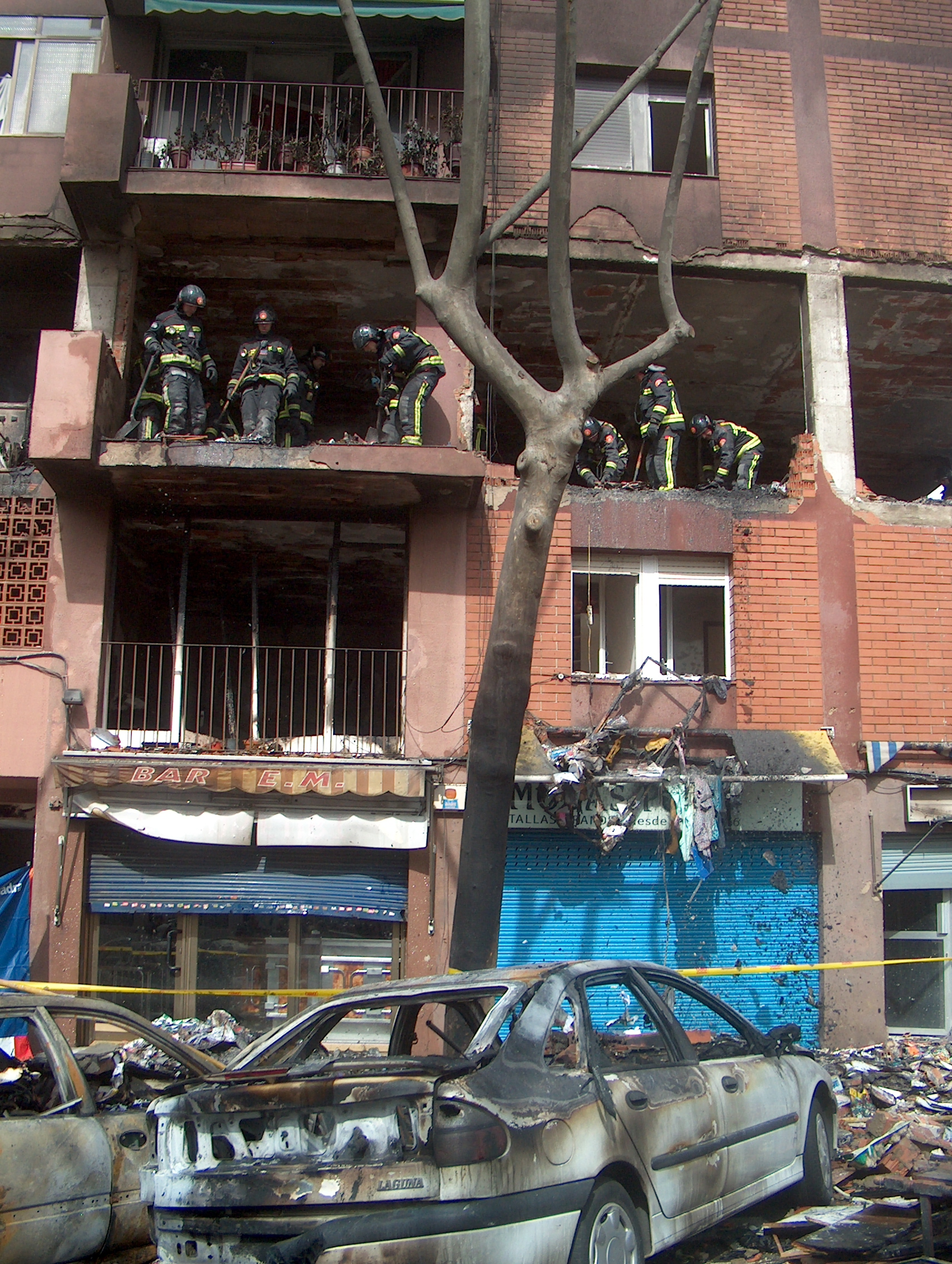
Bombers ultimant les tasques d'extinció i desenrunament a l'edifici sinistrat del carrer Andrade, 2008

Explosió i incendi al carrer Andrade: A les 7:30 del matí del 17 de març del 2008 una forta deflagració va tirar a terra tots els envans i façanes del segon pis d'un edifici d'habitatges al carrer Andrade, cantonada amb Rambla Prim. Les flames van afectar els vehicles estacionats al carrer i l'escala i el pati de llums de l'edifici, impedint l'evacuació dels ocupants de les plantes superiors, que van sortir als balcons terroritzats. Amb 3 autoescales es van rescatar tots els veïns. L'incendi va ser provocat per la veïna del 1r 3a, que havia de ser desnonada aquell dia, i va ruixar amb benzina els seu pis, calant-hi foc, i la deflagració va matar-la a ella i als 2 germans de l'habitatge veí.
Bomber electrocutat en un rescat: El 26 de febrer del 2010, bombers rebia una trucada per un noi caigut en un pou (una caldera enterrada, va dir el vigilant del solar) a l'antic solar de la fàbrica Cobega (Coca-Cola), a la rambla de Guipúscoa. Però en realitat era una estació transformadora, amb 11.000 V a la instal·lació. En baixar per l'escala colissa metàl·lica, el bomber José Garrido va rebre la descàrrega elèctrica que li va produir cremades a tot el cos. El sergent Josep Gaspar el va intentar auxiliar, va patir cremades a les mans. Traslladats a l'hospital de la Vall d'Hebron, el bomber Garrido va morir a les poques hores. Un cop desconnectada la tensió, es va rescatar el noi, que havia rebut la descàrrega a les extremitats, que van quedar greument afectades.
Deflagració en una botiga al carrer Santa Amèlia: El 13 de febrer del 2012, es declara un incendi en una botiga de roba als baixos d'un edifici d'habitatges, amb molta producció de fum. El propietari manifesta que no hi ha gas al local. Els bombers extingeixen les flames, que afectaven a un petit magatzem al fons del local i quan llencen aigua al sostre per refrescar el fum, es produeix una forta deflagració que llença els dos bombers a terra, a un li arrenca la mascara del casc, i l'altre queda atrapat sota la runa d'un envà caigut. L'ona expansiva trenca els aparadors de la botiga i projecta els bombers que hi havia a fora contra les motos estacionades. El balanç és de 2 bombers ferits greus, 6 bombers ferits lleus i 3 persones que hi havia a la vorera d'enfront també sofreixen petites ferides. Una inspecció posterior va descobrir que per l'habitació incendiada hi passava una canonada de gas de la finca, que es va fondre amb l'incendi.
Nou rescat al monument a Colom: L'1 de maig del 2012, a les 10:47 del matí, 6 persones van quedar atrapades al mirador del monument a Colom. Es va demanar un helicòpter dels Bombers de la Generalitat, però un cop al lloc es va descartar per ser més complicat del que s'havia previst. Finalment se'ls va rescatar amb una grua de llarg abast amb cistella, amb dues maniobres, la primera van baixar les 3 dones i la segona els 3 homes, tots il·lesos.
70 persones atrapades al telefèric de Montjuïc: La tarda de l'1 de gener del 2014 es va avariar el sistema de transmissió del telefèric de Montjuïc, deixant atrapades a 70 persones en 15 cabines. Bombers de Barcelona va mobilitzar 11 vehicles, i amb ajuda de les autoescales va evacuar en 2 hores les 70 persones il·leses.

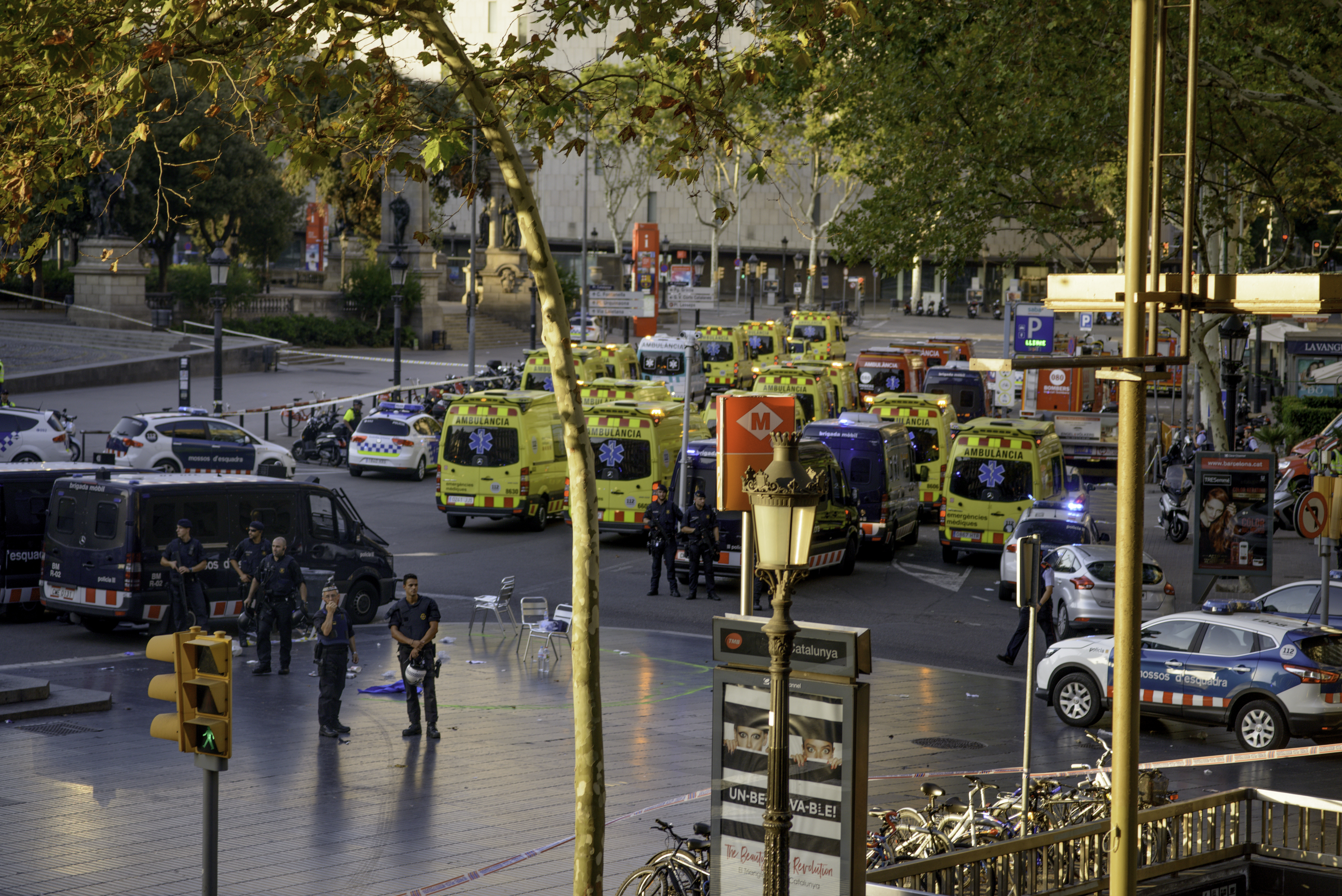
Dispositiu dels serveis d'emergència a la Rambla, en l'atemptat del 17.8.2017

Atemptat a la Rambla: El 17 d'agost de 2017 es va produir un atropellament massiu deliberat a la Rambla de Barcelona, fent servir la tècnica de vehicle-ariet. En l'atemptat van morir 15 persones -13 d'elles al mateix moment de l'incident-. La primera dotació de bombers, procedent del parc de Montjuïc, va arribar en 1 minut. Van demanar reforços, especialment d'ambulàncies. Van començar a treure ferits, però la policia no els va deixar actuar durant uns minuts, pel risc de que la furgoneta tingués explosius, i de la sospita d'un franctirador a la zona. La col·laboració de bombers amb tots els serveis d'emergència (Guàrdia Urbana, Mossos, SEM, ...) va ser especialment destacable.

## Convenis
Principals convenis de cooperació dels Bombers de Barcelona signats per l'Ajuntament de Barcelona amb altres entitats:

### Bombers de la Generalitat

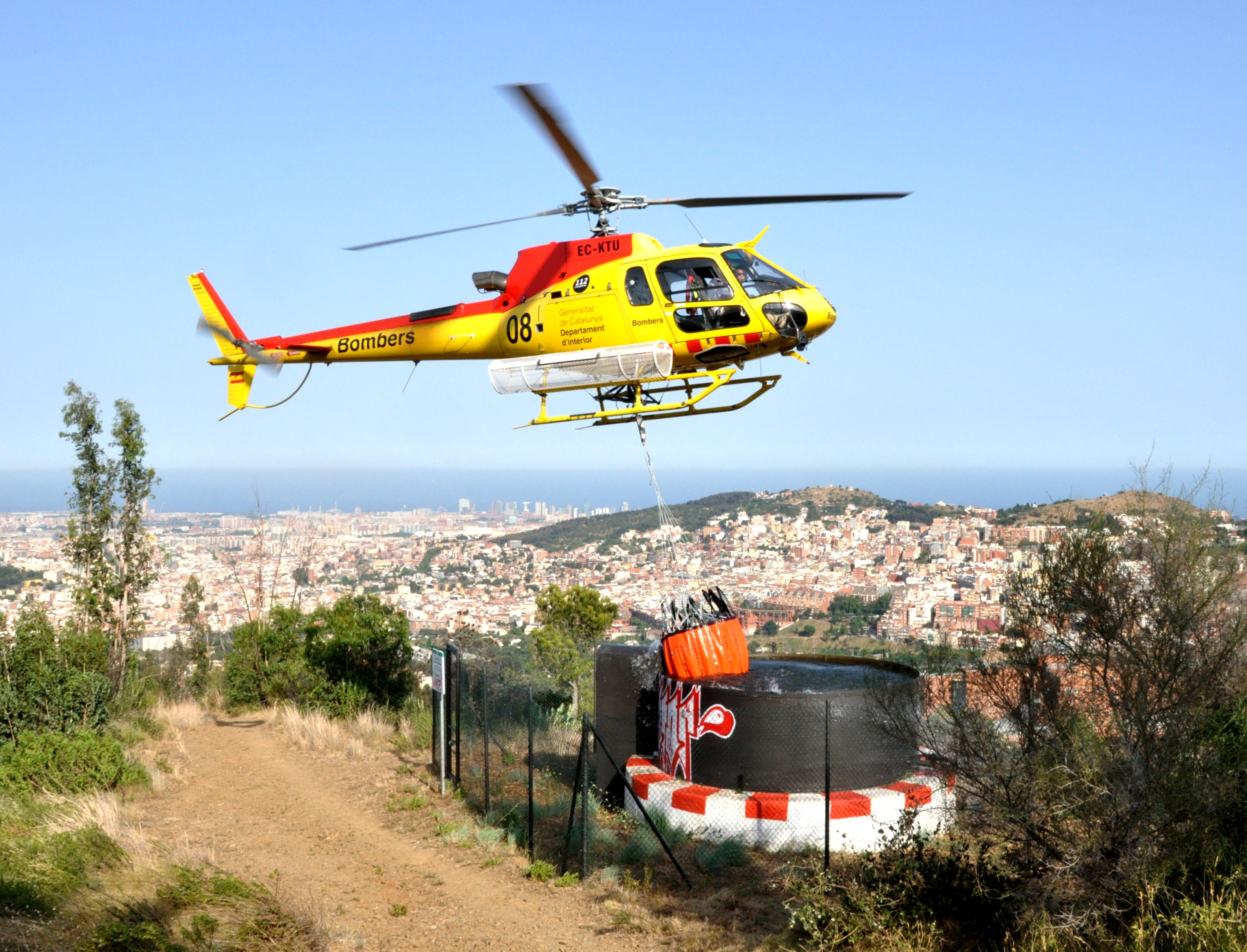
Bombers de la Generalitat col·labora en els incendis a Collserola

El 3 de novembre del 2010 la Generalitat de Catalunya i l'Ajuntament de Barcelona van signar l'acord de cooperació entre els dos Cossos de Bombers, que ja existia 'de facto', però que permetia formalitzar i aprofundir en el sistema d'informació, de formació i de col·laboració professional entre els bombers. Els cossos de Barcelona i de Catalunya es donaran suport recíproc en les emergències que es declarin en les zones limítrofes de les seves respectives demarcacions, així com en sinistres de gran abast a la xarxa ferroviària, al Port i a l'Aeroport. Els punts claus del conveni són: coordinació operativa, prevenció, recursos, cartografia, comunicacions, intercanvis professionals i grups especials.

### Port de Barcelona
El Port de Barcelona té signat amb l'Ajuntament de Barcelona un conveni des del 1995, que es va renovar el 2006 per als següents 25 anys, pel qual Bombers de Barcelona assumeix els serveis de prevenció, extinció d'incendis i salvaments al recinte portuari, mentre que el Port inverteix en equipaments dels bombers i els proporciona formació específica.

### Sistema d'Emergències Mèdiques
Coincidint amb la incorporació del Sistema d'Emergències Mèdiques (SEM) a la Sala Conjunta de Comandament, al carrer Lleida de Barcelona, on ja hi eren Mossos d'Esquadra, Guàrdia Urbana i Bombers de Barcelona, el 2010 es va signar un conveni entre l'Ajuntament de Barcelona i el SEM per establir les responsabilitats i competències de cada servei en els escenaris d'actuació conjunta.

## Espai Bombers

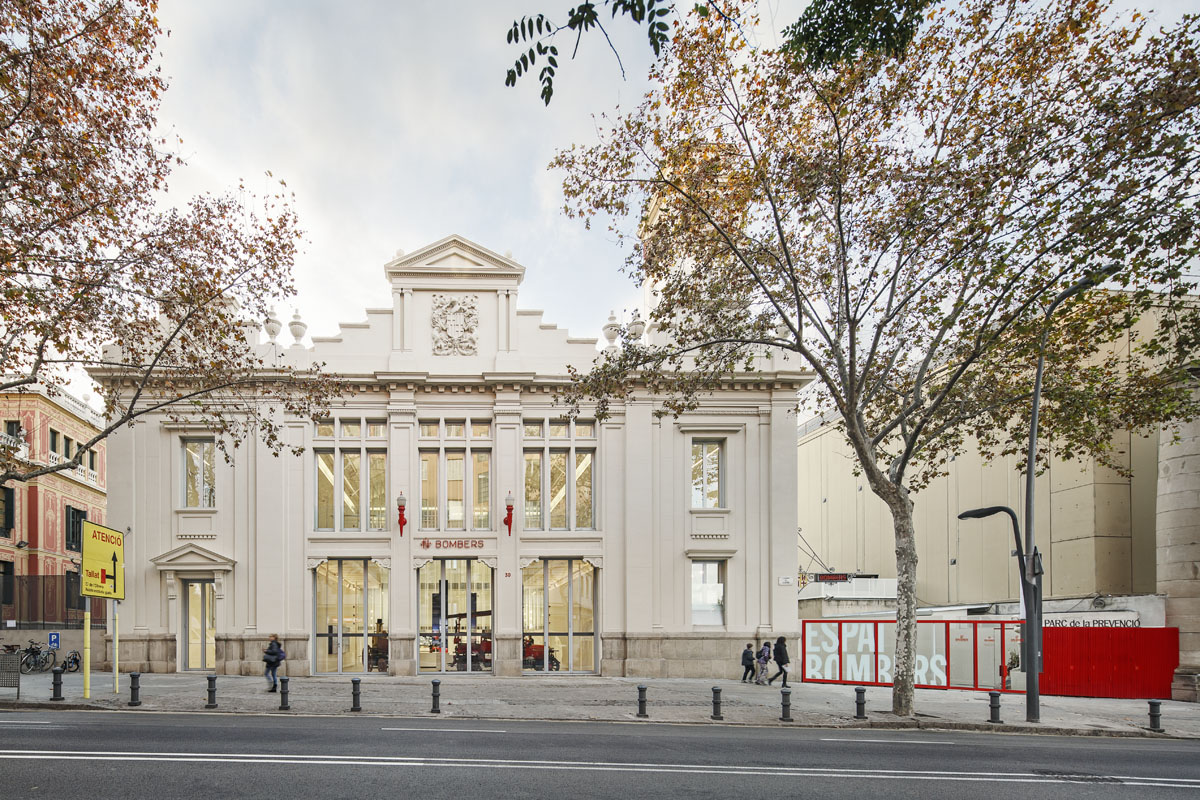
Espai Bombers

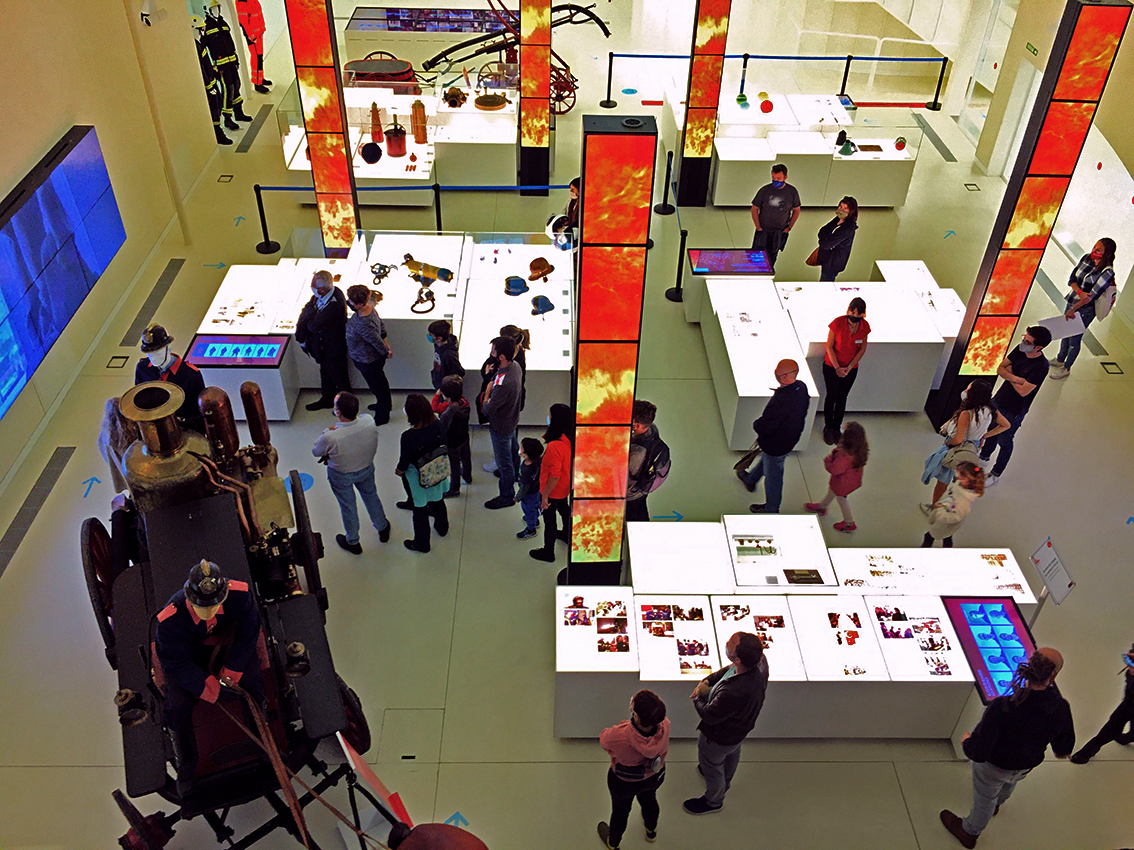
Interior de l'Espai Bombers - Parc de la Prevenció

Inaugurat el 11 de novembre del 2016, està ubicat a la que va ser la caserna de l'Exposició, al carrer de Lleida, dissenyada pel cap de Bombers Emilio Gutiérrez el 1928 amb motiu de l'Exposició Inernacional que es va celebrar a Barcelona l'any següent. És el parc de bombers construït amb aquesta finalitat més antic de tot Espanya, i l'únic parc històric que es conserva a Barcelona.
Es compon d'un espai museístic, amb exposicions permanent i temporals de la història del cos de bombers de Barcelona, la prevenció i l'autoprotecció, i la formació adreçada al públic familiar, general i escolar, així com als professionals del sector. El centre disposa de diverses aules per fer-hi sessions informatives o cursos sobre seguretat i prevenció, com els Vespres vora el foc, cicle de xerrades mensuals organitzat en col·laboració amb el Cau del Jubilat, la PDPHBB i l'ACE. Acull les dependències del Cau del Jubilat i de l'ACE. El 2019 va rebre 16.024 visitants i es van realitzar 201 cessions de l'espai per a un total de 3.043 usuaris. L'Espai bombers participa en jornades de portes obertes, com les de l'Open House Barcelona i les festes de la Mercè.
Al pati d'accés hi ha el Memorial de Bombers, amb el mural als bombers morts en acte de servei, l'escultura Biga-creu i l'estàtua als bombers.

## Laboratori del Foc

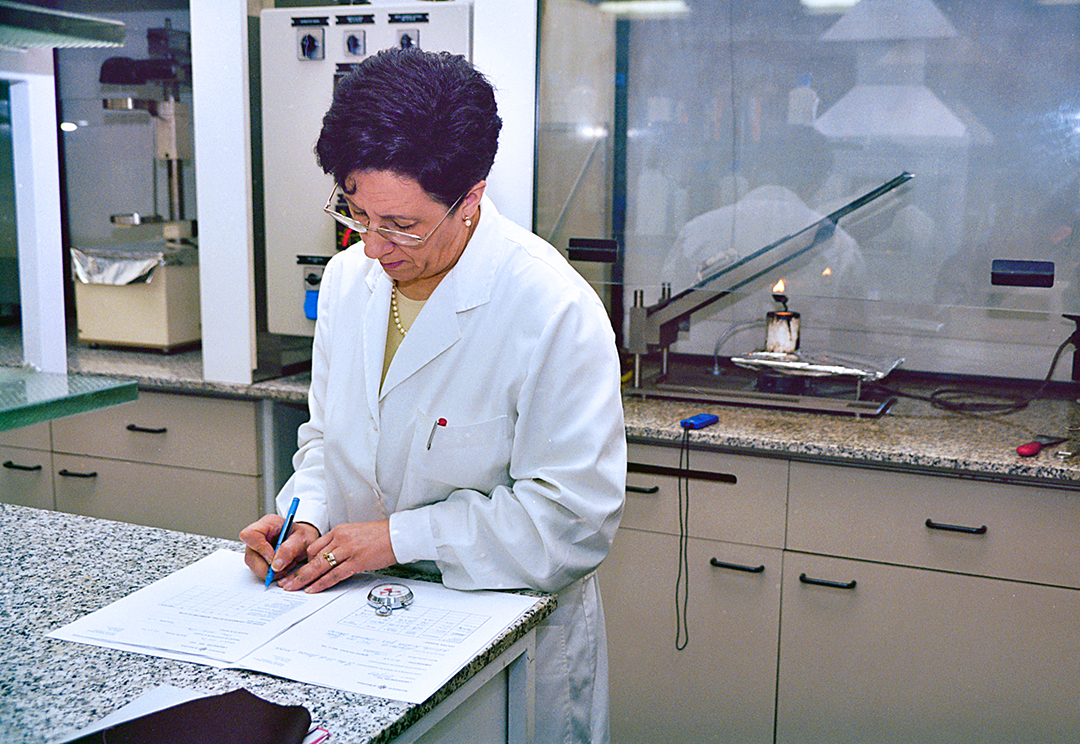
La cap del Laboratori del Foc, Montserrat Radresa, fent un assaig el 1999

El Laboratori Municipal del Foc del Cos de Bombers de Barcelona es va instal·lar al parc del Poble Sec l'any 1974. Integrat exclusivament per personal del Cos, el 1980 el Govern Civil, en Circular núm. 9, el va incloure com a laboratori facultat per a l'expedició de certificats d'assaigs de materials, i va obtenir l'homologació per Ordre del Ministeri d'Obres Públiques i Urbanisme el 14 d'octubre de 1982. Es va traslladar al parc de l'Eixample el 1989, fins a l'any 2000, que es va tancar. Disposava dels aparells i cabines necessaris per a l'assaig de la reacció al foc de teixits, cables i altres materials, com eren el panell radiant, la cabina de cables, fins i tot un cromatògraf per a l'estudi d'accelerants. El 1992 va signar l'Acta Fundacional de l'Asociación Española de Laboratorios del Fuego (AELAF) per a potenciar la col·laboració entre els laboratoris del foc del país. El primer cap del laboratori va ser Josep Mª Fornons, fins al 1987, que el succeí Joan Carles López fins al 1989, i finalment Montse Radresa fins al 2000. En la dècada dels 90 la mitjana d'assaigs de materials va ser de 2.200 anuals, i el d'informes de 220. El 2002 es van cedir els equips del laboratori del foc a l'Escola Tècnica Superior d'Enginyeria Industrial de Barcelona, de la Universitat Politècnica de Catalunya (UPC) per tal d'introduir en el programa d'estudis la reacció al foc dels materials.

## Telèfon
El telèfon es va introduir a Barcelona, com a la resta del país, el 1877. El cap de Bombers, Antoni Rovira i Trias va impulsar la instal·lació del telèfon als parcs de bombers, i el 1888, gràcies a l'Exposició Universal, es van connectar telefònicament tots els parcs de bombers, amb una utilitat relativa.
El número de telèfon dels Bombers de Barcelona ha anat variant amb el temps:
- 3000. El gener de 1914, Bombers de Barcelona va estrenar el seu primer número propi de telèfon: el 3000. Era el primer número d'emergències de tot l'estat. El febrer de 1918, amb l'augment considerable del número d'abonats, l'Ajuntament va comprar 1.000 plaques amb la inscripció 'Bomberos. Teléfono 3000 A' per posar per tota la ciutat per popularitzar el número.[30] Els caps de la guàrdia municipal i urbana van donar l'ordre als seus subordinats de deixar de tocar el xiulet en cas d'incendi i fer servir el telèfon 3000.[174]

- 12345. El 1928 es va substituir el número 3000 pel 12345, cosa que va obligar a canviar les plaques informatives repartides per la ciutat. Amb l'Exposició Universal de 1929 es va disposar d'una nova centraleta a la caserna de l'Exposició.[30][175]

- 79000. El 1932 es construeix la caserna de Provença com a nou parc Central. La mudança des del parc de la Ciutadella va suposar un canvi del número de telèfon. Del popular 12345 es va passar al 79000.[176]

- 279000. Però després de la Guerra Civil espanyola els telèfons, com altres subministraments van deixar de funcionar i durant uns anys es va tornar a activar l'avís del serenos amb el xiulet. Quan es va restablir la línia telefònica es va afegir un 2 a l'inici del telèfon de bombers: 279000.[cal citació]

- 2303030. El 1953 l'Ajuntament substitueix el 279000 pel 2303030.[177]

- 2535353. El 1962 es canvia altre cop pel 2535353, al·legant que aquest número és més ràpid de marcar.[178]

- 080. El 1975, després d'anys de demanda, Telefònica cedeix el número de 3 xifres 080 al Bombers de Barcelona. El 2535353 passa a ser el número de trucades no urgents, al que el 1998 se li afegeix el prefix provincial: 932535353.[179]

- 112. El febrer de 1999 Catalunya va estrenar el telèfon únic d'emergències, el 112, seguint la directiva europea. Bombers de Barcelona va seguir utilitzant el 080, i des del 112 es derivaven al 080 les trucades relatives a aquest Cos. L'1 de març de 2006 es trasllada el Centre de Comunicacions de Bombers (CECOB) del parc de l'Eixample a la Sala Conjunta de Comandament, al carrer Lleida, on ja treballaven coordinadament Guàrdia Urbana i Mossos d'Esquadra. Es creava així el Centre de Gestió d'Emergències (CGE), i Bombers de Barcelona s'integrava a la xarxa RESCAT (Xarxa d'Emergències i Seguretat de Catalunya). El gener del 2021 el telèfon 080 desapareix i és substituït pel 112.[180][181]

## El patró dels bombers

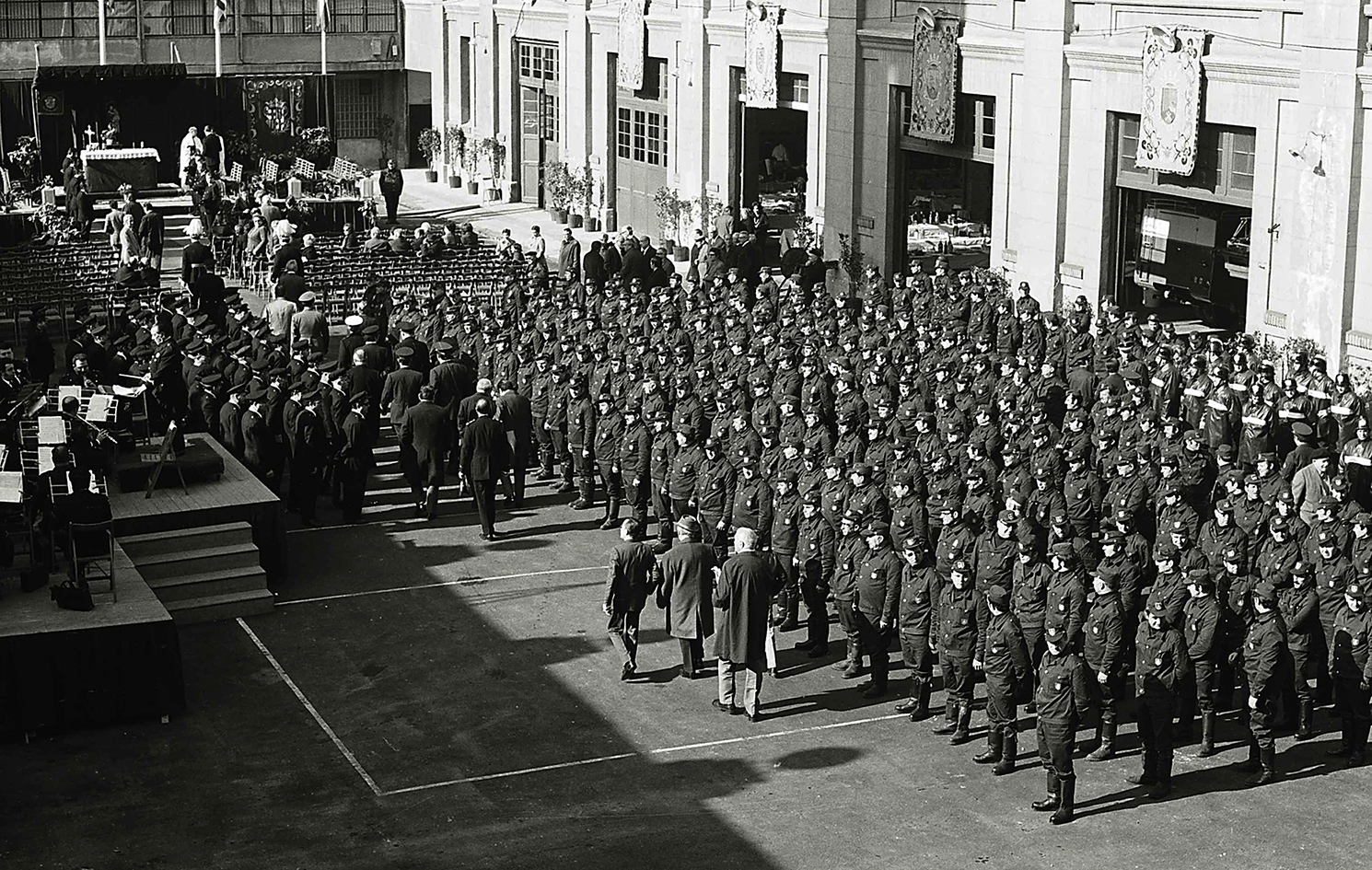
Celebració del dia del Patró de 1973 al Parc de l'Eixample

Sant Joan de Déu és el patró dels bombers de Barcelona, i de la resta de l'estat (tret dels bombers de la Vall d'Aran, que tenen a Santa Bàrbara com a patrona), La seva festivitat se celebra el 8 de març, rememorant el dia del seu naixement. Joan de Déu era un religiós portugués, que als deu anys es va instal·lar a Espanya. La seva relació amb bombers es deu al fet d'haver salvat els pacients de l'Hospital Real de Granada durant un incendi. El cap de bombers de Barcelona, Josep Maria Jordan, va demanar al Gobernador Civil que declarés oficialment aquest sant com a patró dels bombers, que ho va acceptar, i el 2 de juliol de 1953 es va publicar al BOE la resolució de declarar Sant Joan de Déu patró dels bombers de tot Espanya, i el 8 de març el dia de la seva celebració.
El dia del patró se celebrava una missa de campanya al pati del parc Central (de l'Eixample) on hi assistien personalitats municipals, del Govern Civil, de la Defensa Pasiva, la Policia, i altres entitats, i els bombers amb l'uniforme de gala. Actualment els actes oficials es realitzen al Saló de Cent de l'Ajuntament, on l'alcalde o alcaldessa entrega guardons als nous comandaments, la Genoveva (reproducció del vehicle històric) als jubilats l'any anterior, així com les medalles d'antiguitat. La celebració es trasllada a l'Espai Bombers, amb l'ofrena floral al monument al bomber.

## Bomberes
Els membres del Cos de Bombers han estat tradicionalment homes. Les primeres dones en incorporar-se a la plantilla operativa van ser 6 tècniques sanitàries, l'any 1986. Però la primera bombera no va arribar fins al 2007, en que Miriam Galisteo va aprovar l'oposició. El Servei no estava preparat per a acollir una dona, i va caldre buscar-li un dormitori i vestuari improvisat. En promocions posteriors van anar entrant-hi més, especialment en la del 2021, que s'han incorporat 12 noves bomberes i actualment ja n'hi ha 27 i una cap de guàrdia, Clara Latorre, que suposen un 4% de la plantilla de bombers operatius. Aquest dèficit en la paritat al Cos de Bombers és una preocupació expressada per l'alcaldessa Ada Colau, i el director del Servei, Sebastià Messeguer, que han promogut jornades relatives al tema. Així, el SPEIS va participar en la jornada 'Les dones en la seguretat i en les emergències' que va tenir lloc a Barcelona el 7 de març de 2017, va organitzar la 3ª Jornada 'Les dones en els cossos de Bombers: una perspectiva de gènere', el 5 de març de 2019 i va acollir a Barcelona la 16a edició de la trobada de la Comissió de Dones en Serveis d'Extinció d'Incendis i Salvament de la CTIF (Associació Internacional de Serveis de Salvament i Incendis).
Per a promoure l'accés de les dones al Cos, el 2019 es van modificar les bases que regulen la convocatòria de Bombers. Les modificacions més destacades són: eliminació de l'alçada mínima i màxima, s'incorpora a la prova d'oficis l'àmbit sanitari als 3 que hi havia fins ara (edificació i obra civil, instal·lacions elèctriques i mecànica), i es modifiquen algunes proves físiques i el seu barem. En els actes del dia del patró del 2020, al Saló de Cent, es va posar en relleu la paradoxa de celebrar el mateix dia el patró dels bombers i el Dia Internacional de les Dones.

## Fires i Congressos

### Festival de la Infància
Bombers de Barcelona va participar des de la primera edició del Festival de la Infància de Barcelona, l'any 1963, que organitzava la Fira de Barcelona per les festes nadalenques. L'atracció del 'parc infantil de bombers' era una de les que tenia més èxit. Aquell primer any, a l'estand -patrocinat per Coca-cola-, els nens pujaven al primer pis, on es vestien de bomber i rebien les instruccions de com apagar un incendi. En sonar el timbre baixaven per la barra i pujaven al camió de bombers, i tocant sirena arribaven on es simulava l'incendi, i llençaven aigua amb les mànegues. A cada viatge hi podia anar una nena vestida d'infermera de la creu roja.

### Expofuego
Bombers de Barcelona va organitzar el 1974 l'Expofuego 74, una exposició de material contra incendis, prevenció i seguretat, dirigida a tècnics especialitzats i al públic en general. Es va inaugurar el dia del patró, el 8 de maig, a la caserna Central (parc de l'Eixample) amb presència de l'alcalde Enric Masó, el regidor Rogelio Mir, el director del Servei, Josep Mª Jordan i el director adjunt Jordi Teixidó. L'exposició, que era la primera d'aquest tipus que es feia a l'estat, va durar 10 dies, durant els quals a més dels 'stands' de material, es van fer maniobres al pati de la caserna Central, conferències, projecció de pel·lícules documentals, i exposició de material d'època, que seria un primer pas cap el museu de bombers. També es va dur a terme la I Campanya Nacional a Barcelona de Divulgació Escolar sobre Protecció i Prevenció d'Incendis i Sinistres, on van reclutar els Bombers Voluntaris Infantils.
L'any següent, el 1975, l'Expofuego 75 va formar part de la 43a Fira Internacional de Mostres de Barcelona, del 3 al 12 de juny, patrocinada pel Cos de bombers de Barcelona. També s'hi van celebrar unes Jornades Tècniques de Prevenció i Lluita Contra Incendis.
El 1976 l'Expofuego 76 va tornar a formar part del 44a Fira de Mostres de Barcelona, inaugurat pel ministre de comerç Leopoldo Calvo-Sotelo, amb presència dels caps de bombers de Barcelona i altres ciutats d'Espanya. S'hi van realitzar diversos simulacres d'intervenció de bombers. La Fira va atorgar a Bombers de Barcelona el Gran Premi de la Fira Internacional de Mostres de Barcelona, per la seva col·laboració els anys 75 i 76. L'any 1977 estava prevista l'Expofuego 77, però la Fira de Mostres va decidir cancel·lar-la.
La Fira de Barcelona va reprendre l'exposició el 1996, amb el nom de Stop Fuego 96, amb prop de 6.000 visitants. El 1997, recuperant el nom d'Expofuego 97, amb 5.090 visitants.

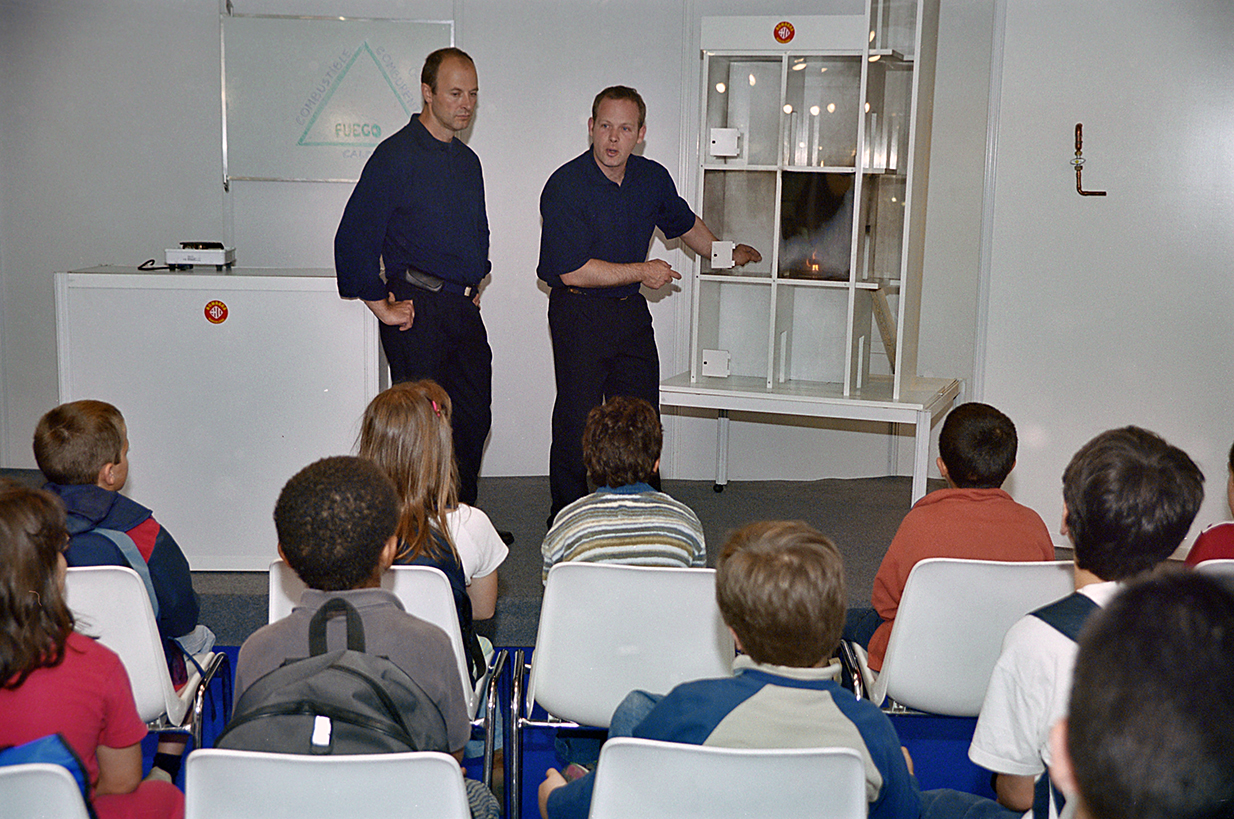
Taller de prevenció pels petits al Salo Preventia_2003

### Preventia
El 2000 la Fira va celebrar el saló Preventia 2000, el primer saló del món sobre prevenció de riscos laborals, on s'hi va incloure el saló Segurtec, amb la participació de Bombers de Barcelona i d'experts del món de la prevenció d'incendis. El 2003 Bombers de Barcelona va participar en la III Fira Preventia, de prevenció i seguretat laboral que es va celebrar a Barcelona del 6 al 9 de maig. A l'àrea de Bombers es va muntar una aula de formació amb activitats en prevenció d'incendis.

## Activitats culturals i esportives
Els bombers de Barcelona s'han organitzat en diverses entitats culturals, esportives, solidàries o lúdiques:

### ACE
L'Agrupació Cultural i Esportiva de Bombers de Barcelona va néixer el 1946, després que un grup de bombers que havien ingressat l'any anterior van fundar la penya Borinot, dedicada a organitzar una biblioteca i promocionar campionats de pilota vasca, escacs i dòmino. L'1 d'agost van organitzar una festa per celebrar el primer aniversari del seu ingrés al Cos, en la que hi van participar 150 persones. Aquest èxit els va animar a fundar l'Agrupación Cultural y Deportiva del Cuerpo de Bomberos, més coneguda com La Cultural. L'any següent, el 1947, van iniciar un Periòdic mural, on els bombers podien enganxar dibuixos, acudits o notícies. Aquell estiu van organitzar una segona festa a la caserna Central, convidant una revista que actuava amb èxit al Paral·lel i diversos artistes de varietats, a la que van acudir més de 1.500 persones. Aquella mateixa tardor van iniciar una altra activitat que es faria famosa a la ciutat: la campanya de Reis. Consistia en muntar una representació teatral per a recaptar fons per a comprar joguines, que el dia de Reis repartien amb els cotxes de Bombers engalanats, entre els nens ingressats a l'Hospital Clínic, a Sant Pau i altres hospitals municipals, i entre els fills dels bombers. Algun cop també als manicomis de Sant Boi, Santa Coloma i Cottolengo. La popularitat del festival d'estiu creixia, i el 1949 es va retransmetre en directe per Ràdio Miramar. Això propicià l'inici de la revista mensual ¡Alarma! que es publicà aquell setembre, com a butlletí de les diferents activitats de l'agrupació, de notícies relacionades amb el Cos i com a mitjà de difusió de millores tècniques i innovacions en els serveis d'extinció d'incendis. El festival d'estiu del 1951 va durar 3 dies, es va retransmetre en directe per Radio Nacional, i hi van acudir artistes de renom. L'any següent l'actriu Mary Santpere esdevingué el motor dels festivals d'estiu, de la campanya de Reis i dels diferents actes benèfics organitzats per bombers. A proposta de la direcció del Cos, es va nomenar a Mary Santpere bombera honorària. La direcció del Servei col·laborava en la revista, especialment el sots-cap Josep Sabadell, propiciant que l'any 1955 ¡Alarma! creixés en volum, en número de pàgines, i en qualitat dels articles, ja que els bombers de Barcelona mantenien contacte amb bombers de diversos països, malgrat l'aïllament del règim espanyol.
Les seccions esportives també anaven creixent: futbol, voleibol i gimnàstica. Aquesta última va arribar a actuar amb el gran gimnasta Joaquim Blume, amb qui van arribar a l'acord que els entrenaria, però la seva mort sobtada als 25 anys ho va impedir. El voleibol es va fer el més popular entre els bombers. El 1950 van pintar una pista al pati de la caserna Central. L'any següent van guanyar el campionat de Catalunya i el primer campionat d'Espanya contra el Reial Madrid. Durant tota la dècada van guanyar el campionat de Catalunya, i el partit més recordat va ser el 1954, guanyant la lliga espanyola al camp del Reial Madrid.

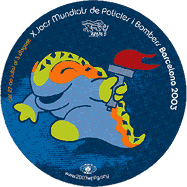
X WP&FG Barcelona 2003

L'ACE organitza o participa en diferents esdeveniments esportius, entre altres:
- Jocs Mundials de Policies i Bombers (WP&FG), que se celebren cada 2 anys. Bombers de Barcelona hi ha participat a tots des del 2001 a Indianapolis.[206] El 2003 es van celebrar a Barcelona els X WP&FG, del 27 de juliol al 3 d'agost,[207] amb 10.582 participants de 54 països, entre els que hi havia els 131 bombers de Barcelona. La cerimònia d'inauguració va ser a l'estadi olímpic de Montjuïc,[208] i la de cloenda a la Font Màgica de Montjuïc i l'avinguda Maria Cristina, amb una gran mascletà i la cremà de la falla del Drac, la mascota dels Jocs.[209][210]
- Bcnfungolf és un club de golf associat a la secció de golf de l'ACE, que està integrat per bombers i policies de Barcelona.[211] El 2004 van organitzar a Barcelona el Campeonato de España de Golf de Policías y Bomberos, que des d'aleshores se celebra cada any a diferents ciutats espanyoles.[212]

### Bombers solidaris
- El primer antecedent d'ajut humanitari de Bombers de Barcelona va ser l'any 1994, en que dos bombers de Barcelona, Salvador Prats i Manel Tomàs, amb tres bombers d'Andorra i dotze de la Generalitat de Catalunya van viatjar a la població de Logbikoy, Camerún, per equipar un centre sanitari, en un projecte de la Fundació de Bombers de Catalunya Sant Joan de Déu, a iniciativa del capellà-bomber Josep Lluís Fernàndez i Padró, fundador del Cos Provincial de Bombers Voluntaris, i que va col·laborar amb el Camerún més de 30 anys. Fernàndez va ser rector i fundador de l'Associació Kentaja, al Camerún,[213] i l'any 2000 va organitzar amb l'ACE de Bombers de Barcelona el projecte d'equipament d'un altre dispensari a Bakou, també al Camerún.[214]
- L'Ajuntament de Barcelona va endegar l'any 1995 el programa de Cooperació Internacional i Solidaritat de Barcelona, que cada any fa arribar material i ajuda a diferents països. Un dels col·lectius més implicats és el de bombers -actius i jubilats- que hi participen activament cada any.[215] El 2011 l'Ajuntament de Barcelona va publicar el llibre '15 anys de cooperació internacional. Barcelona solidària', on es detalla l'actuació de cada any, començant per la de Sarajevo el 1995.[216]

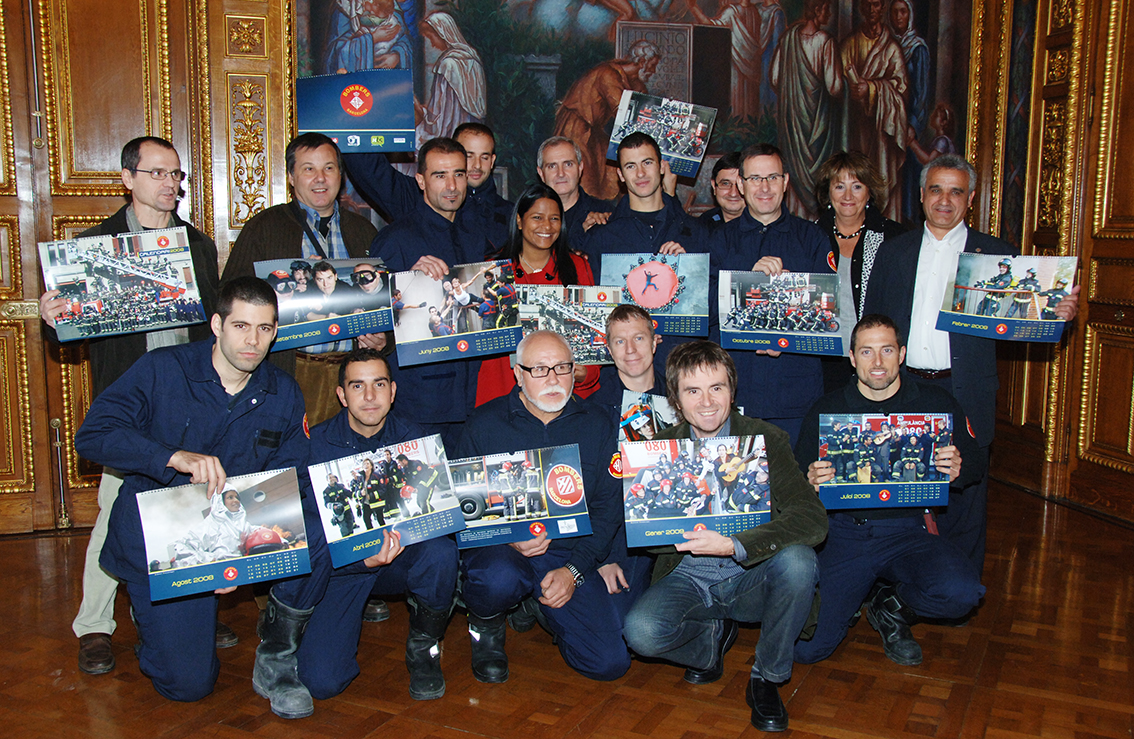
Presentació del calendari solidari

- Bombers de Barcelona va publicar el Calendari 2008 a benefici de l'AECC - Catalunya Contra el Càncer, a iniciativa del bomber Manuel Heredia, que va perdre la filla a causa del càncer, amb col·laboració desinteressada de vàries empreses (El Corte Inglés, Servei Estació, Col·lectiu negatiu, xtutatis i Epson), i de famosos (Judit Mascó, Queco Novell, Sol Picó, Pilar Rahola, Santi Millan, Yvonne Reyes, Peret, Asha Miró, Manel Fuentes, Jordi Hereu, Mònica López, Toni Clapés i Los Manolos). Es van vendre 10.000 calendaris, recaptant 37.500 € que es van entregar a la presidenta de l'AECC el dia de patró.[217][218]
- Bombers Solidaris és un grup de bombers, que sota la tutela de l'ACE es va formar el 2016 per dur a terme accions que permetin recollir fons que financin iniciatives solidàries, com la Milla Nàutica, recollida de joguines per a la Creu Roja i altres.[219]
- La Milla Nàutica Solidària Bombers de Barcelona, organitzada per la secció de natació de l'ACE, es tracta d'una travessa aquàtica no competitiva on els nedadors recorren la distància de mitja, una, dues o tres milles nàutiques. Amb la quota dels participants es fa una donació cada any a una ONG. El 2019 es va celebrar la 5a edició, a la platja del Bogatell, amb gairebé 800 participants. Els 10 euros que costava cada inscripció van anar destinats a l'Associació Catalana d'Atàxies Hereditàries (ACAH).[220][221]

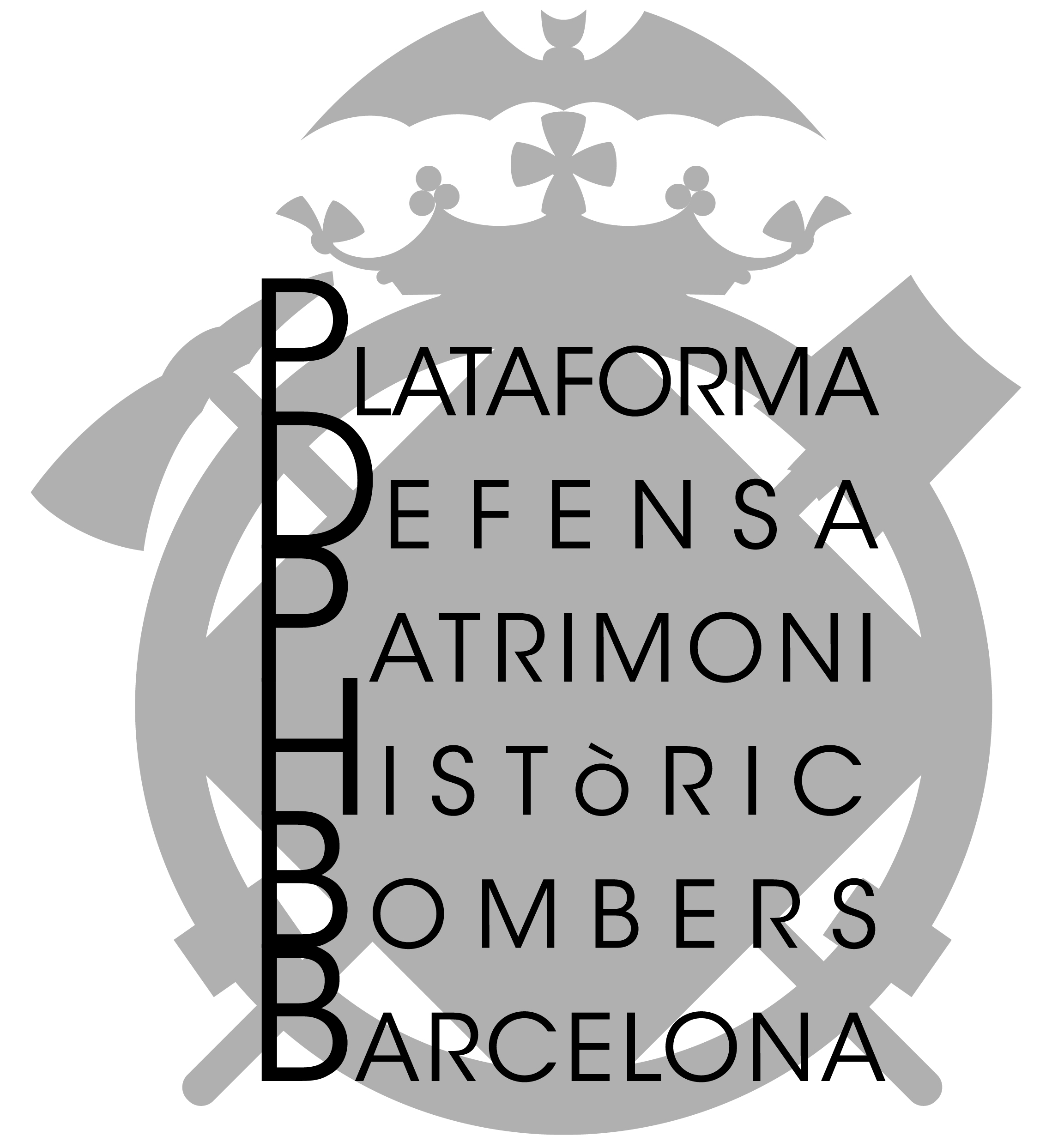

### Plataforma per a la Defensa del Patrimoni Històric de Bombers de Barcelona
La Plataforma per a la Defensa del Patrimoni Històric de Bombers de Barcelona (PDPHBB), es va crear l'any 2009 davant la imminència de l'enderroc de l'emblemàtic parc Central del carrer Provença. Hi formen part l'ACE, el Cau del Jubilat, la Plataforma Bombers per Barcelona, i els sindicats UGT i CCOO Bombers. L'alcalde Jordi Hereu ja havia decidit enderrocar el parc de l'Eixample i s'estava construint el substitut al parc de l'Escorxador. Els bombers, mitjançant la Plataforma van reivindicar la recuperació de l'antic parc del Poble Sec, al carrer Lleida, que estava cedit a la Policia Nacional, i reclamaven obrir-hi un parc de la prevenció, que seria el primer del món, i on podrien exposar els vehicles i material de bombers antic. Però l'Ajuntament volia cedir la caserna a l'escola veïna, el CEIP Jacint Verdaguer, que necessitava ampliar-se. La Plataforma va aconseguir que la Fira retornés a l'Ajuntament uns terrenys darrera la caserna, que tenia cedits, i finalment l'Ajuntament va acceptar deixar la caserna als Bombers i construir l'ampliació de l'escola als terrenys de la Fira.
L'any 2010 SOS Monuments va concedir a la PDPHBB el premi d'Admiracions Conservades 2009, per la seva tasca de recuperació del seu patrimoni. El 2017 la Plataforma va rebre el premi a la Rehabilitació en la Categoria de Béns Mobles, en la 25a edició dels premis Bonaplata, atorgat per l'Associació del Museu Nacional de la Ciència i la Tècnica de Catalunya i de l'Arqueologia Industrial de Catalunya (AMCT), i que tenen com a voluntat recuperar i difondre el patrimoni industrial de Catalunya, per la tasca de recuperació de la bomba de vapor Merryweather.
La Plataforma va catalogar la col·lecció històrica de vehicles i material de bombers, allotjant-la al parc de la Vall d'Hebron, que van ampliant i restaurant. També representa a Bombers, aportant els vehicles recuperats, en els actes que és convidada, com el dia del patró, la Cursa de Bombers, la Milla Nàutica, i els 'Tres Tombs' arreu de Catalunya.

### Cau del Jubilat
El Cau del Jubilat es va crear el 1992, nomenant al bomber jubilat Josep Martí i Bòria com a delegat dels jubilats a l'ACE. Van endegar activitats com jocs de taula, esmorzars els dimecres, excursions per tot Catalunya i avís telefònic quan moria un company. Al febrer del 2000 es van independitzar de l'ACE, constituint-se com a entitat autònoma. El 5 de maig de 1995, l'alcalde Pasqual Maragall va inaugurar el nou local del Cau del Jubilat al parc de l'Eixample, on es van col·locar vitrines-expositors per a la col·lecció d'insígnies, escuts, cascs i miniatures de tot el món, gràcies als treballs d'Agustí Pech i Martin. A partir del 2011 el local està ubicat a l'Espai Bombers del carrer Lleida.

### La Cursa Bombers de Barcelona

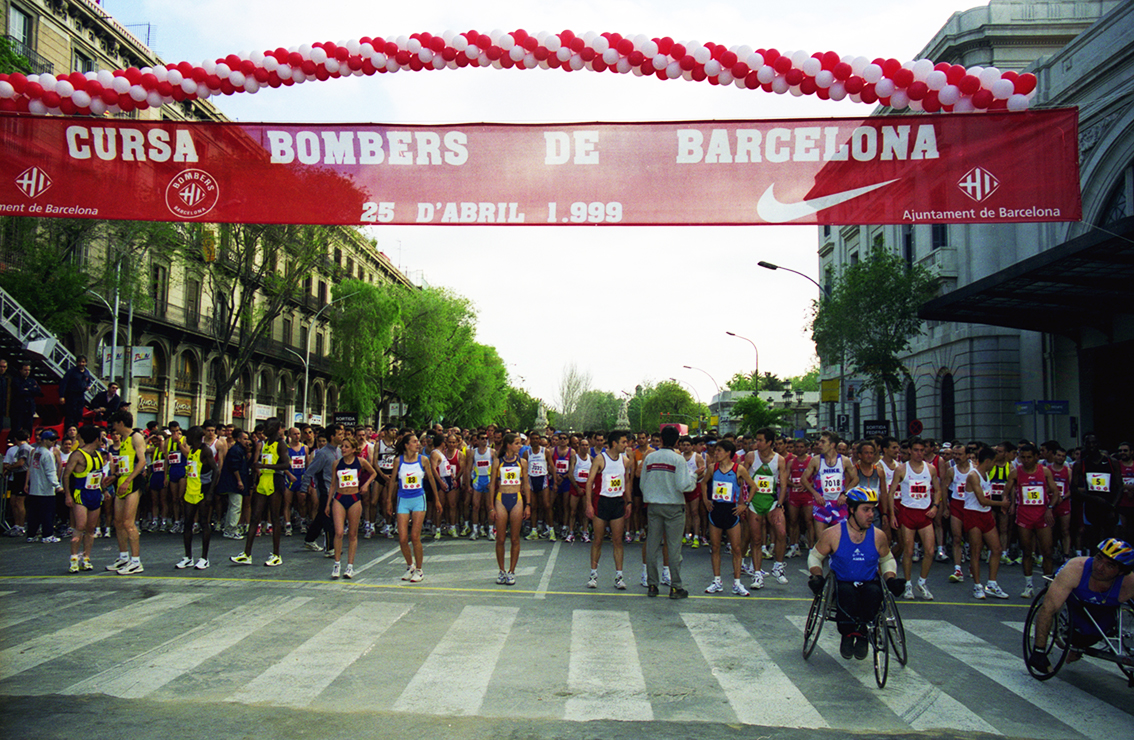
1a Cursa Bombers de Barcelona 1999

Des del 1999 se celebra cada any, cap a l'abril, la Cursa Bombers de Barcelona, una popular cursa atlètica de 10 quilòmetres pels carrers de la ciutat de Barcelona. El patrocinador inicial va ser Nike, fins al 2016, que va passar a ser GAES, i el 2018 Caixabank i Aigües de Barcelona. El 2018 es va celebrar la 20a edició, amb 15.000 atletes inscrits, entre ells 360 bombers, alguns dels quals van córrer amb l'equip d'intervenció. La cursa del 2019 va haver de ser aplaçada per coincidir amb les primeres eleccions generals de l'any, el 10 d'abril, i la segona data, el diumenge 27 d'octubre, també va haver de ser aplaçada per coincidir amb les mobilitzacions programades com a conseqüència de la sentència del Tribunal Suprem sobre els líders del procés, i finalment es va celebrar l'1 de desembre. La cursa del 2020 es va suspendre a causa de la pandèmia de COVID-19. El 2021 es va reprendre, el 24 d'octubre, amb Vueling com a nou patrocinador.

## Associacions

### Montepíodel Cos de Bombers de Barcelona
El 1849 l'Ajuntament de Barcelona va constituir la Germandat de la Companyia de Bombers, per a fer-se càrrec de les despeses per accident o baixes, comprometent-se a entregar-li 1.000 reals si els socors als malalts excedia de 2.000. El 1899 l'Ajuntament va acordar augmentar l'assignació anual a la Germandat de 1.000 a 2.000 pessetes. El 1931 la Germandat, que va passar a nomenar-se Montepío del Cos de Bombers de Barcelona, es va consolidar amb l'aprovació del seu reglament per part del Gobernador Civil i el cap de bombers, establint l'ajuda econòmica per als bombers malalts o per baixa per accidents en servei, o a la seva família en cas de defunció. El finançament es basava en l'assignació anual de l'Ajuntmaent i en donacions de particulars agraïts pels serveis efectuats pels bombers. Però el 1932 l'Ajuntament va començar a cobrar els serveis prestats pel Cos de Bombers, i les donacions van cessar en conseqüència. Al mateix temps, l'Ajuntament va suprimir la subvenció anual, i la Germandat o Montepío es va trobar sengre ingressos. Per aquest motiu va organitzar un festival el 14 de novembre al teatre Novedades, on es representà un sainet i una comèdia, amb la col·laboració de Margarida Xirgu, amb la presència del president de la Generalitat, Francesc Macià, i de l'alcalde, Jaume Aiguader. El festival va ser un èxit econòmic.
El 1983 el Montepío, juntament amb altres Mutualitats no integrades al sistema de la Seguretat Social, va ser traspassat a la Generalitat de Catalunya.

### Unión Nacional de Bomberos Españoles
El 1902 es va fundar a Barcelona la primera associació general de bombers, la Unión Nacional de Bomberos Españoles, amb l'objectiu d'unir els bombers i comandaments espanyols, impulsar l'estudi de qüestions relatives a l'extinció d'incendis, aconseguir la mutualitat i establir l'assegurança d'incendis. Van celebrar un congrés a Barcelona el 1904, que va passar molt desapercebut. Amb la publicació de la revista El bombero español van aconseguir més ressò per al Segon Congrés, que es va celebrar a Barcelona del 25 al 29 de novembre de 1920, al que van acudir desenes de cossos de bombers de tot Catalunya i Espanya. En aquest congrés, a més de tractar molts temes relacionats amb bombers, van aprovar la creació de la Federación Nacional de Bomberos Españoles. L'any 1930, a iniciativa del cap de bombers de Barcelona, Emilio Gutiérrez, es va celebrar una Assemblea general constitutiva de la Federación de Bomberos Españoles, a la que van assistir representants de cossos de bombers de tot Espanya, i van nomenar president de la Federació a Emilio Gutiérrez, i com a vicepresident primer a López Coca, cap dels bombers de Madrid. El 1931 Emilio Gutiérrez va ser destituït com a cap de bombers de Barcelona i de la Federació.

### Federació Catalana de Bombers
El 1935, amb el fracàs de la Federación, els bombers catalans s'organitzen per crear la Federació Catalana de Bombers, després d'una primera reunió a Manresa al juny, i una assemblea constituent a Barcelona, el 24 de novembre. Aquesta Federació va estar activa durant la guerra civil espanyola, i el juliol de 1937 va acordar demanar a tots els municipis que enviessin bombers per ajudar el Cos de Bombers de Madrid, ciutat que estava sent bombardejada. És incert el nombre de bombers que hi van anar, retornant a finals del mateix any.

### Asociación Española de Lucha contra el Fuego
La revista ¡Alarma! va començar el 1958 una campanya per crear una Federació Nacional de Bombers d'España amb la finalitat d'organitzar tots els bombers espanyols. Les autoritats franquistes van prohibir aquest nom, però al 1r Congrés Nacional de Bombers, que es va celebrar a Madrid, del 26 al 29 de novembre de 1959, es va fundar L'Asociación Española de Lucha Contra el Fuego' (ASELF), a instàncies de Josep Sabadell, cap de Bombers de Barcelona, que va ser nomenat president de l'ASELF, i de Julio Ferrer Bel, president de l'ACE de Bombers de Barcelona, que va ser nomenat secretari general de l'ASELF. El 2n Congrés Nacional de Bombers es va celebrar a Barcelona el 1961, i el 3r a San Sebastián, el 1963.

### Sindicats
Amb l'arribada de la democràcia es van legalitzar el sindicats. El 15 de gener de 1978 hi va haver eleccions sindicals a l'Ajuntament de Barcelona. Al parc Central de Bombers s'hi va instal·lar una urna tot el dia. Van sortir elegits 15 representants de bombers (12 del STAC: Ballesteros, Borza, Briz, Coma, Gómez Carmona, Hidalgo, Ibáñez Gabriel, Macías, Rodés, Romero Soriano, Vilches i Zamora) i 3 independents (Altisench, Asín i Morgó). Al conjunt de l'Ajuntament els representants van ser: STAC, 134; CSUT, 10; CCOO, 9; CNT, 2; SU, 1; MUEMB, 4; Independents, 131. Aquell mateix any es va crear la Coordinadora Estatal de Bomberos, que va celebrar el 7 i 8 d'octubre el Primer Congreso Intersindical de Bomberos, a Barcelona, on es van presentar diferents ponències amb propostes per a les reivindicacions sindicals dels bombers espanyols.
A les eleccions sindicals de 2007 UGT, amb el 43,5% de vots, va rellevar a CCOO com a formació sindical majoritària a l'Ajuntament de Barcelona. A Bombers de Barcelona UGT va obtenir 229 vots, CCOO 189 vots i ASI 82 vots. Van votar el 70% de la plantilla, enfront del 57% a tot l'Ajuntament.
Actualment els sindicats de classe, com UGT i CCOO, tenen seccions sindicals a Bombers de Barcelona.

### APTB - FEU
Bombers de Barcelona, així com alguns dels seus comandament i tècnics, formen part de l'Asociación Profesional de Técnicos de Bomberos (APTB) i aquesta forma part de la Federation of the European Union Fire Officer Associations (FEU), que és una organització creada el 1992 amb l'objectiu de millorar la seguretat contra incendis i proporcionar coneixement en les qüestions relatives a l'organització i gestió dels cossos de bombers a Europa. La FEU celebra dues assemblees anuals en diferents ciutats de la Unió Europea. A Barcelona ja s'hi han celebrat en 2 ocasions, el 2001 i el 2016.

### Plataforma Unitaria Bomberos
La Plataforma Unitaria Bomberos (PUB) es va crear el 2001 per a reivindicar la jubilació dels bombers espanyols als 55 anys i la catalogació de les malalties professionals. Ja el 1961 es va plantejar aquest tema al II Congrés Internacional de Bombers que es va celebrar a Barcelona. Al primer Congrés de Malalties Professionals de Bombers, el 25 i 26 de juny de 2001 a València, el lletrat José María Mohedano aconsellava crear un ens jurídic que recavés l'ajut i el suport polític i sindical que aconseguís l'aglutinament del col·lectiu de bombers davant els estaments polítics. Fruit d'aquesta voluntat va néixer la PUB, que va impulsar les reivindicacions al segon i tercer Congressos de Malalties Professionals de Bombers, celebrats el 2002 i 2003 a Saragossa i Sevilla, respectivament. L'11 de desembre de 2003 van fer la primera gran manifestació a Madrid, on hi van assistir entre 5.000 i 6.000 bombers de tot Espanya, i van entregar al ministre del treball, Eduardo Zaplana, la reivindicació amb 12.000 signatures de bombers. La segona acció reivindicativa va ser la campanya de donació de sang per part dels bombers, del 27 al 29 de gener del 2004. A Barcelona van anar a donar sang a l'Hospital de la Vall d'Hebron. Més de 6.000 bombers van fer la donació a tot Espanya. L'11 de novembre del 2004 van fer una segona gran manifestació a Madrid, amb 8.000 bombers de tot Espanya. Finalment, amb el canvi de govern a Espanya, el 2008 es va aconseguir avançar la jubilació dels bombers als 60 anys, i als 59 als que acreditessin 35 anys cotitzats.

## Publicacions

### Revistes
- Alarma! La revista ¡Alarma! va començar a publicar-se el 1947 com a periòdic mural mensual, al parc Central del carrer Provença, i el setembre de 1949 es va publicar la primera revista impresa,[249] que es repartia gratuïtament entre els socis de l'Agrupació Cultural i Esportiva de Bombers de Barcelona. Tot i que sempre va ser l'òrgan de l'ACE, la direcció del Cos de Bombers s'hi va anar implicant, tant en la direcció de la revista, com en el cos de redacció, cosa que va propiciar un alt nivell dels articles tècnics. La periodicitat mensual al cap dels anys va passar a bimestral, i finalment a trimestral, fins al 1988, que es va publicar el número 296. El 1993 es va reprendre la publicació de la revista, ara editada conjuntament per l'Ajuntament de Barcelona i l'ACE, amb periodicitat bimestral, però només es van publicar 5 números.[250]
- Fahrenheit 451. El juny de 2001 es publica la revista Fahrenheit 451. Revista dels Bombers de Barcelona. De periodicitat trimestral, editada per l'Ajuntament de Barcelona i amb el cos de redacció format per la direcció del SPEIS. L'últim número va ser el 50, de gener del 2016.[251]
- Bombers en línia L'octubre de 2016 es comença a publicar el butlletí Bombers en línia, en format digital, com a continuació de la revista Fahrenheit 451.[252]
- Memòria. L'SPEIS de Ajuntament de Barcelona publica anualment, des del 1985, el llibre Memòria, que inclou el pressupost, organigrama, resum d'activitats i serveis de l'any, i actes i celebracions destacades.[253] A partir del 2011 es substitueix per l'Informe de Gestió, que es publica en format digital.[254]

### Llibres
- Rovira i Trias, Antonio. Tratado de la Estinción de Incendios.  Barcelona: Imprenta de la Publicidad, 1856, p. 295.
- Sabadell i Mercadé, Josep. Historial del Cuerpo de Bombers de Barcelona 1397-1939.  Ediciones Técnico Publicitarias, 1943, p. 514.
- Bombers de Barcelona.  Barcelona: Viena Edicions, 2002, p. 61 (Imatges i Records). ISBN 84-8330-140-7.
- Capilla, Antoni; Bayés, Pilarín. Petita història dels Bombers de Barcelona.  Barcelona: Editorial Mediterrània, S.L., 2002, p. 18. ISBN 84-8334-389-4.
- Se la juguen per tu. X Jocs Mundials de Policies i Bombers.  Barcelona: Editorial Mediterrània, S.L., 2003, p. 190. ISBN 84-8334-508-0.
- Capilla, Antoni; Bayés, Pilarín. Petita història dels Jocs Mundials de Policies i Bombers.  Barcelona: Editorial Mediterrània, S.L., 2003. ISBN 84-8334-377-0.
- Mestre i Campi, Jesús. Bombers de Barcelona. Segona edició. Barcelona: Ajuntament de Barcelona, 31 desembre 2005, p. 215. ISBN 84-7609-525-2.
- Palau, Àlex «Les cares del Cos». Fahrenheit 451, 2007, pàg. 87.
- Relats de Bombers.  Ajuntament de Barcelona, 2008, p. 144.
- González Vila, Pere. Bombers de Barcelona, recull de vehicles i evolució.  Barcelona: P.D.P.H.B.B., 21 setembre 2017, p. 161. Arxivat 20 April 2021[Date mismatch] a Wayback Machine.
- Torres Penella, Carme; Vila Gimeno, Carme; Guilera Roche, Amèlia; Climent Sánchez, Francesc. Vertebrant la història del Grup de Sanitaris de Bombers de Barcelona.  Barcelona: Ediciones San Juan de Dios, març 2022, p. 192. ISBN 978-84-121278-4-3.

## Art

### Litografies

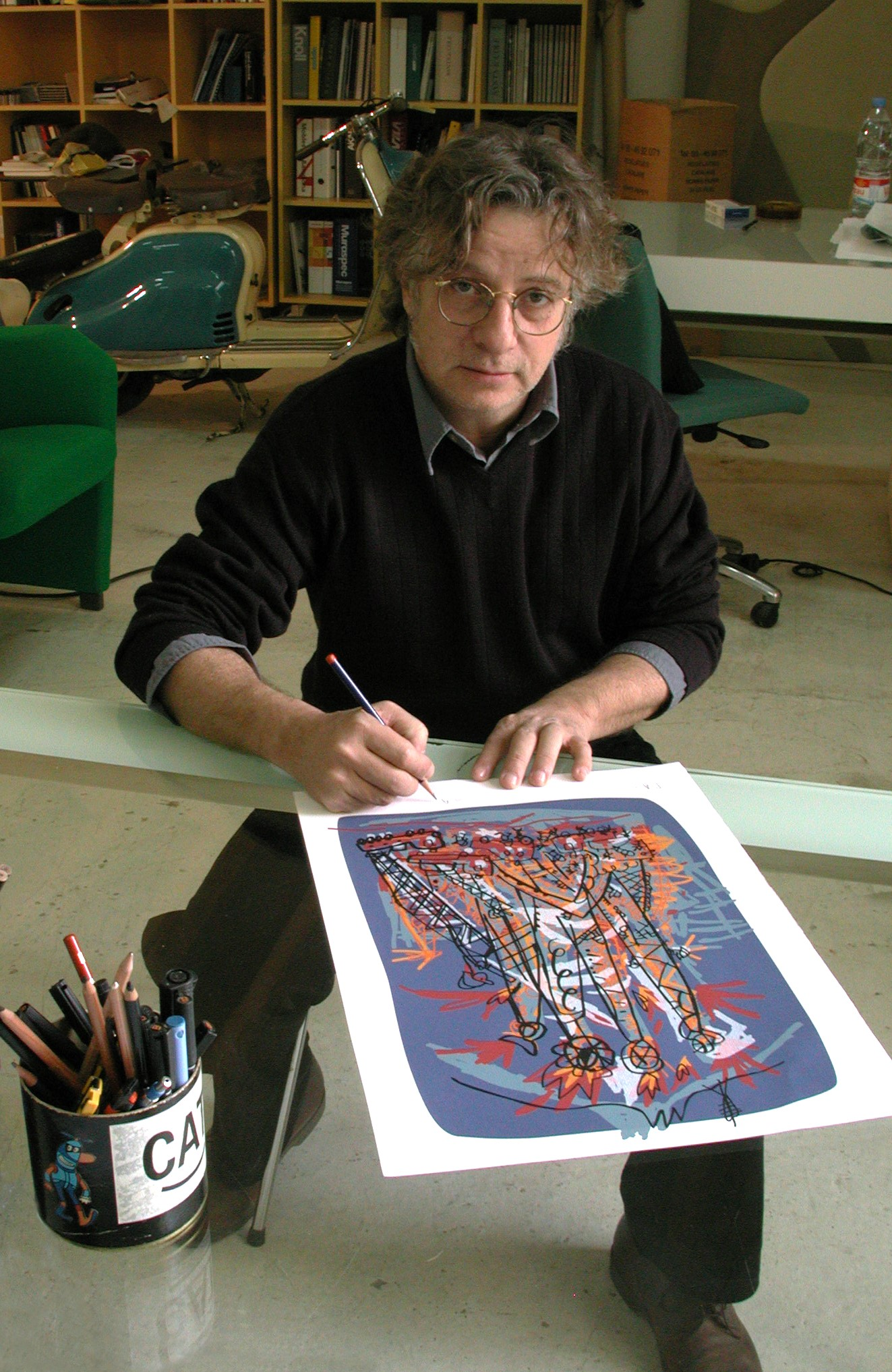
Xavier Mariscal, 2002
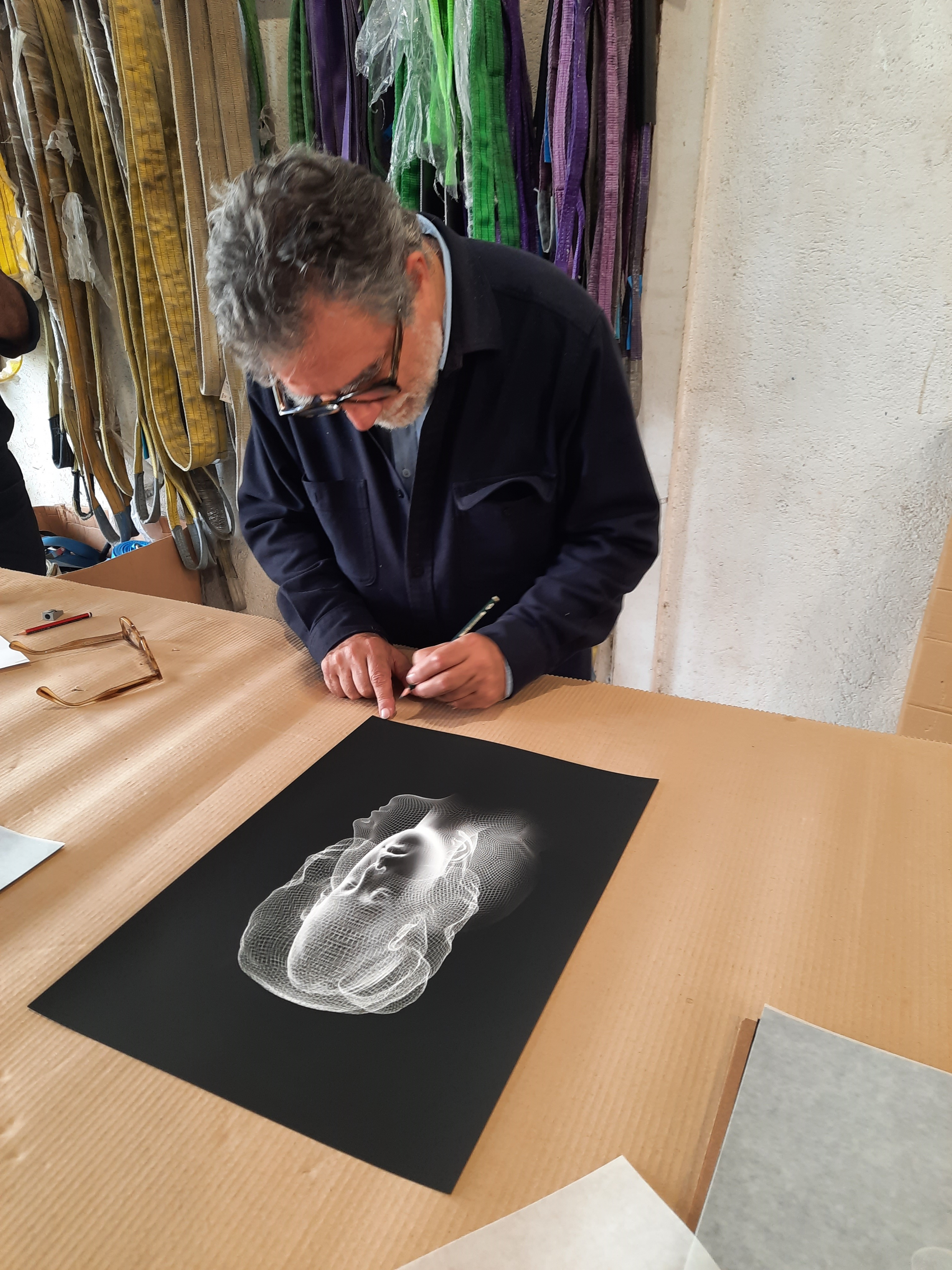
Jaume Plensa, 2021

L'any 2002 va començar una iniciativa per reconèixer i agrair als bombers de Barcelona la seva tasca. El projecte, promogut per Josep Barjuan, consistia a entregar una litografia única i exclusiva per a tots els membres, numerada i signada, amb una tirada inicial de mil exemplars. Des de llavors diferents artistes aporten anualment la seva obra a la col·lecció. Bombers de Barcelona va cedir al Museu d'Art Contemporani de Barcelona una sèrie completa d'aquestes litografies, i des de finals del 2020 les obres formen part del fons del museu com a mostra de l'art de Catalunya. Entre els artistes que han col·laborat hi ha Xavier Mariscal, 2002; i Jaume Plensa, 2021.

### Cinema
L'any 1961 els cineastes amateurs Jesús Angulo i Antoni Antich van guanyar el premi Ciutat de Barcelona de cinematografia amb el llargmetratge ¡Aquí bomberos...!, un documental dedicat a la feina del Cos de Bombers de Barcelona.

### Novel·la
- Víctor Dobaño, bomber de Barcelona, va publicar el 2009 el llibre 'Anécdotas de bomberos', un recull d'històries de bombers en clau d'humor.[259]
- Rafael Àlvarez, membre de Bombers de Barcelona, ha publicat el juny de 2021 la novel·la 'El círculo de cristal', on narra la història d'un jove bomber que salva la vida d'un home en un intent de suïcidi, i com això li afecta.[260]

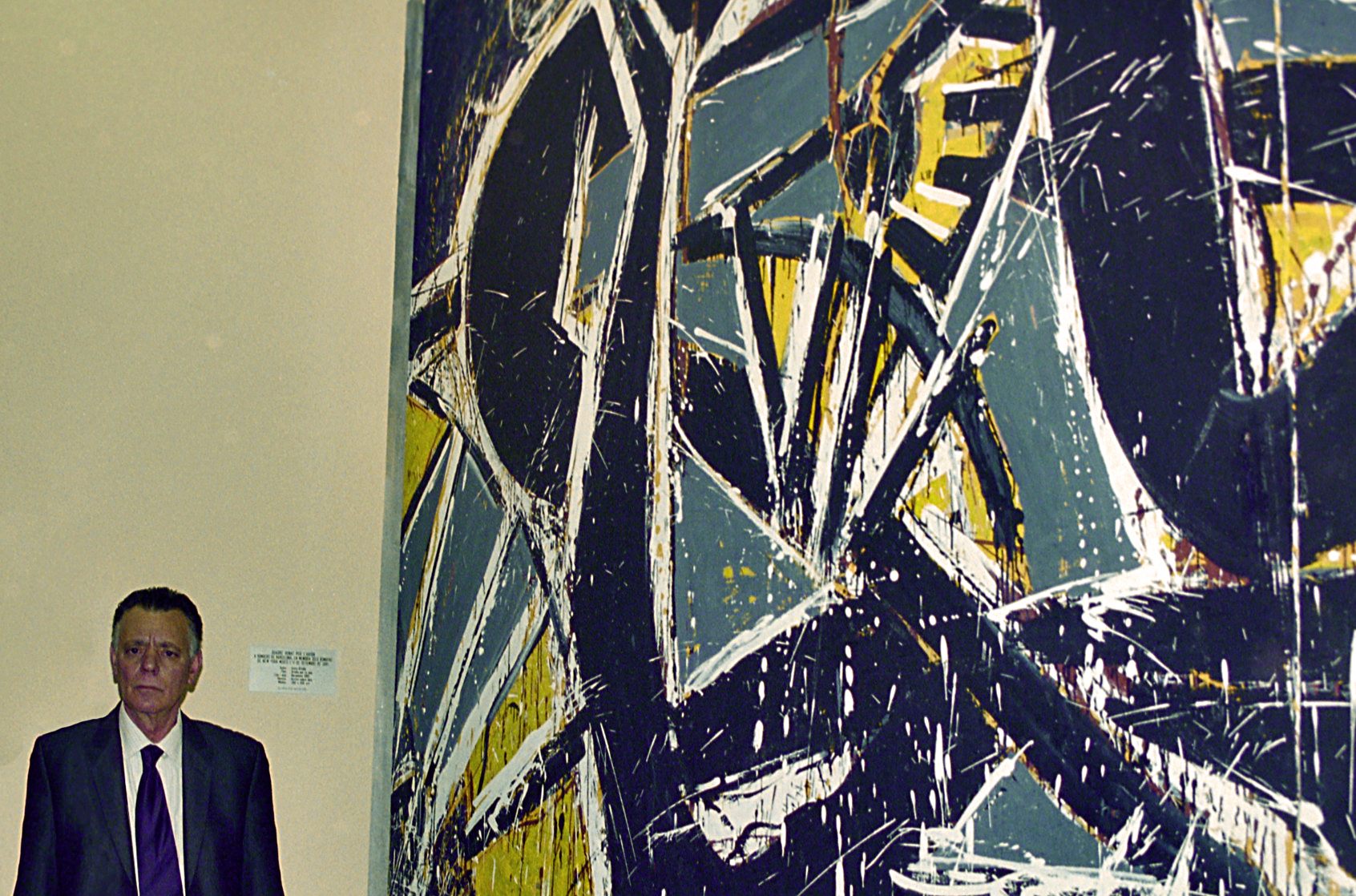
Enric Ortuño i la seva obra 'Per la Pau' el dia de la seva entrega.

### Pintura
Enric Ortuño, pintor cubista i surrealista, va regalar a Bombers de Barcelona el quadre 'Per la Pau', que va pintar al passeig de Gràcia durant les Festes de la Mercè de 2002, en homenatge als bombers morts l'11 de setembre de 2001 a Nova York, i per la pau. L'obra, de 5 x 2,5 metres, va estar exposada a l'entrada de les oficines de bombers, al parc Central del carrer Provença, fins que aquest va ser enderrocat. Actualment està a l'entrada de les oficines de bombers a la plaça Carles Buïgas.

### Escultura
Marc Sellarès, bomber de Barcelona i artista visual, va crear el 'Bosc de les Creus', a partir dels arbres cremats a l'incendi a Òdena el juliol de 2015. El bosc, ubicat entre els municipis del Bruc i Sant Salvador de Guardiola, té un total de 1.293 creus, que és el número d'hectàrees que van cremar. L'obra s'ha divulgat en 500 mitjans de comunicació internacional, i el lloc s'ha utilitzat en pel·lícules, reportatges fotogràfics, obres teatrals. També s'hi ha fet la giga foto nocturna més gran de la història. El 2019, el mateix Marc Sellarès va crear el 'Bosc d'Estels', a Flix, per homenatjar els afectats per l'incendi de la Ribera d'Ebre, i com a preludi d'un projecte social d'intercanvi de terres per revitalitzar-les i com a prevenció d'incendis. Sellarès també és autor de l'obra 'Autoretrat de l'accident' en memòria del seu company bomber Pablo Calvo, mort en acte de servei, del que en va ser testimoni de l'accident.

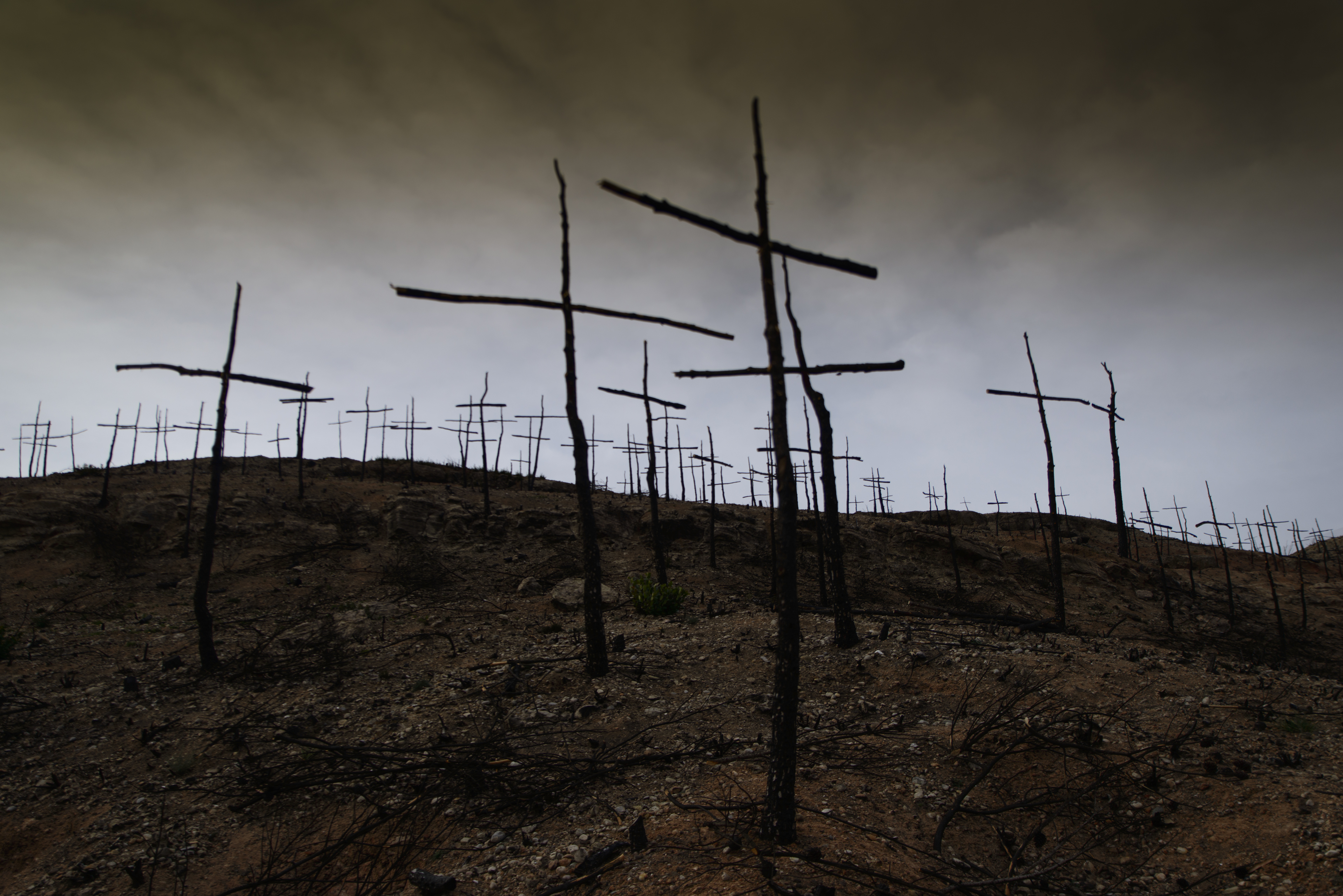
Bosc de les Creus
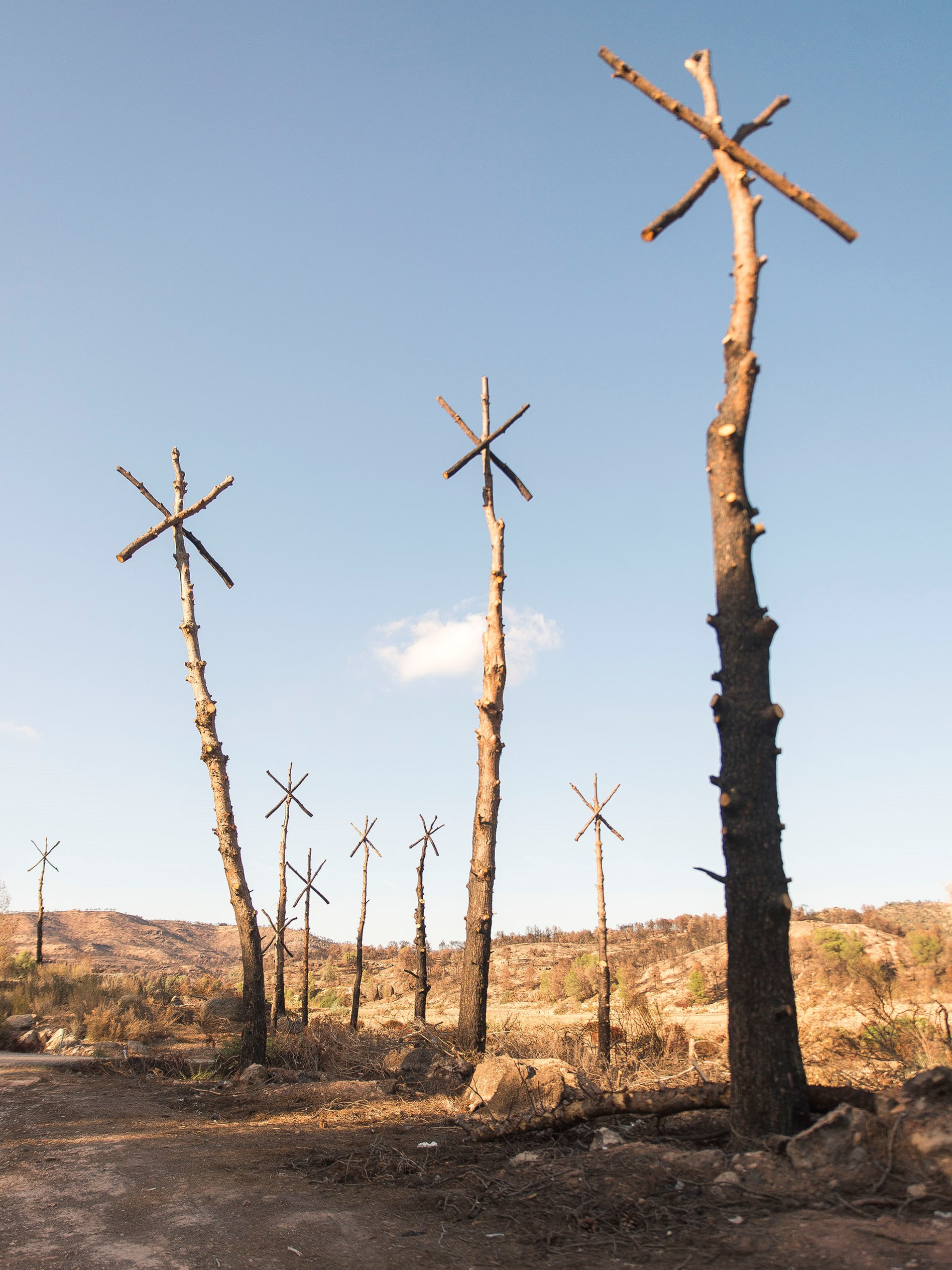
Bosc d'Estels
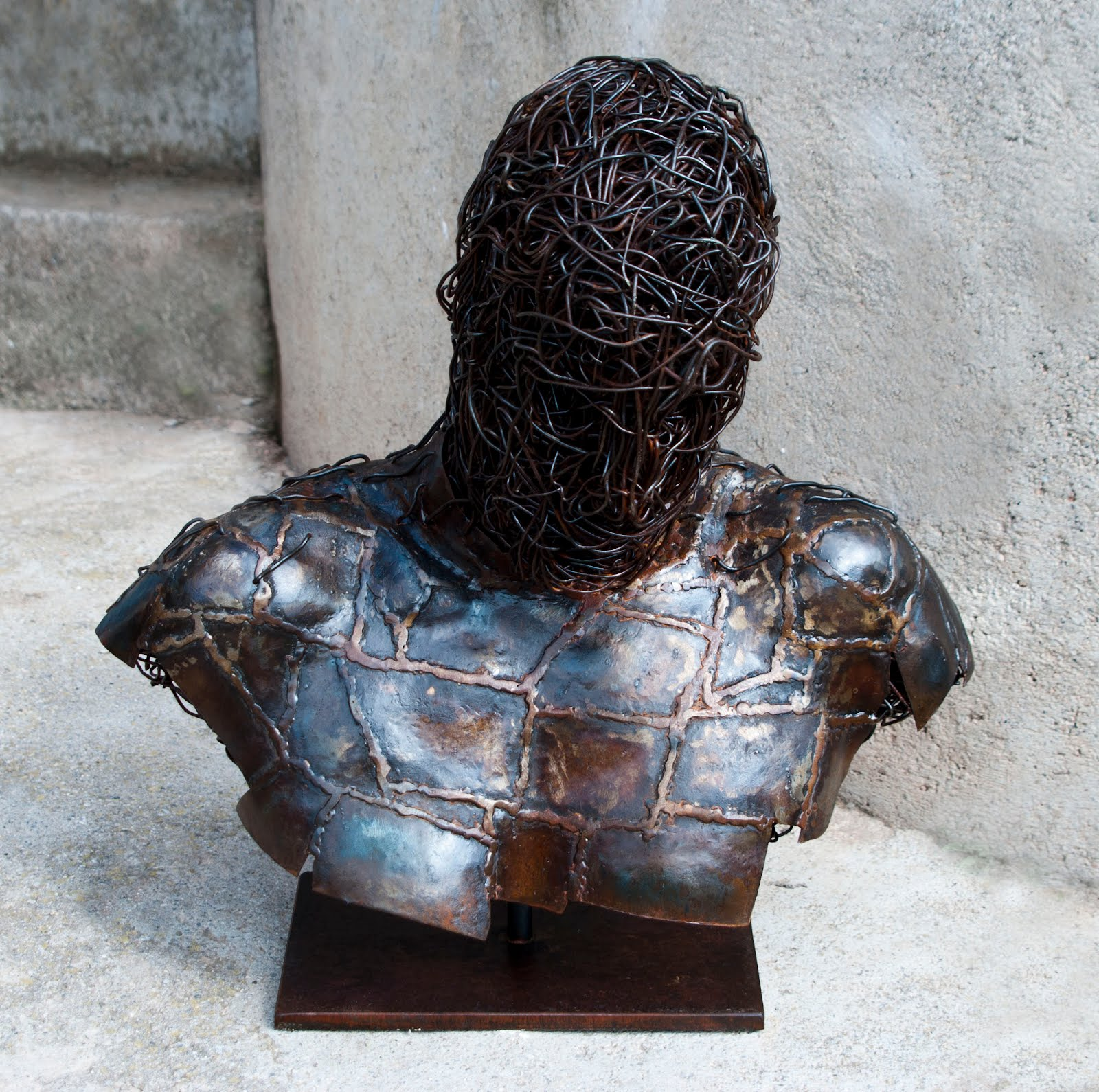
Autoretrat de l'accident